# Estilo neorrusso

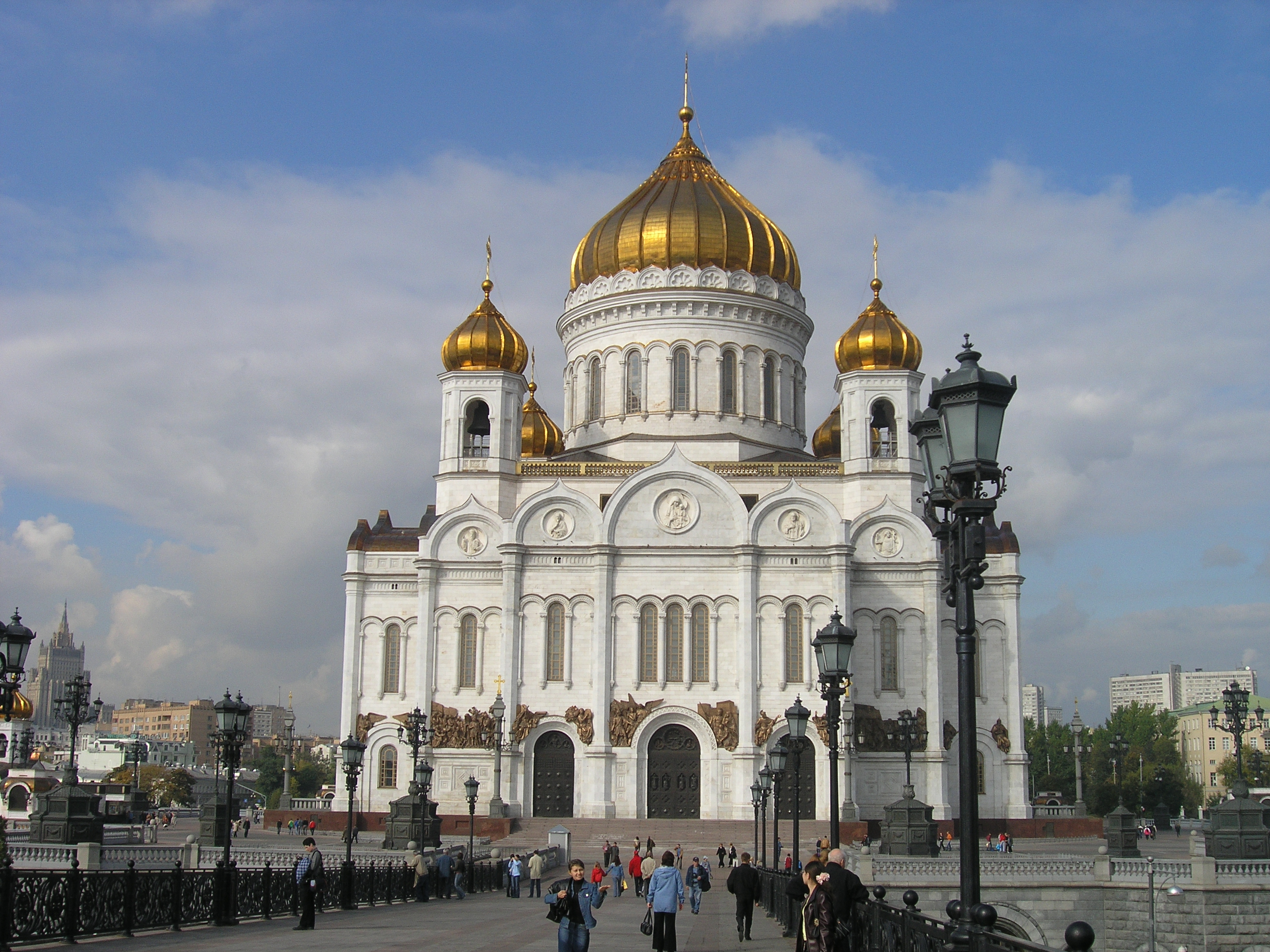
Catedral de Cristo Salvador de Moscou, Moscou (1839-1860), obra de Konstantin Thon

O estilo neorrusso ou estilo russo-bizantino ou estilo pseudorrusso (em russo: псевдорусский стиль, неорусский стиль), são designações genéricas convencionais que designam uma tendência da arquitetura russa do século XIX e princípios do XX, até a popularização do ecleticismo, baseado tanto no uso das tradições da arquitetura antiga como da arte popular, associados a elementos da arquitetura bizantina. Este estilo russo nasceu como parte do ressurgimento do interesse pelas arquiteturas nacionais em toda Europa, e representa, neste caso, a interpretação e a estilização arquitetônica especificamente russa. Com habilidade, o estilo russo combinou-se sucessivamente com outros estilos, desde o romantismo da primeira metade do século XIX até o estilo modernista e o art nouveau.

## Terminologia
Os termos usados para descrever a direção que tomou a arquitetura russa durante a segunda metade do século XIX e princípios do século XX, e que está associada com a busca de um estilo nacional diferente, são ainda relativamente pouco claros, e os diferentes fenômenos existentes no sentido desta investigação não estão bem diferenciados.
Apareceu, a princípios do sséculo XIX, o nome "estilo russo-bizantino", que atualmente se abrevia com frequência como "estilo bizantino", se referindo a diferentes tipos de arquitetura nacional, como "a arquitetura thonesca" (em homenagem ao arquiteto Konstantin Thon), ainda que não tivessem nada a ver com os edifícios de arquitetura bizantina, como edifícios que reproduziam as arquiteturas do Cáucaso ou dos Bálcãs. Introduzido na segunda metade do século XIX, o termo "estilo russo" ainda incorporava fenômenos diferentes, desde os pequenos pátios suburbanos construídos na década de 1830 em "estilo camponês" para idealizar a vida camponesa, até as imensas edificações em madeira em parques, ou os pavilhões de exposições da década de 1870, e inclusive os grandes edifícios públicos da década de 1880.
A princípios do século XX, o conjunto de fenômenos da arquitetura do XIX que estavam relacionados com a identidade nacional russa passou a ser conhecido como "estilo pseudorrusso" (termo utilizado por Vladimir Kourbatov), em oposição ao "estilo neorrusso". Ao mesmo, tempo que o termo pseudorrusso surge, que já tinha um julgamento de valor, aparece outra expressão com um tom ainda mais negativo, mas para designar o mesmo fenômeno, é o "estilo falso-russo".
A questão da origem da designação de "estilo neorrusso" (ou inclusive a expressão "novo-russo") é controversa. Eugénie Kiritchenko, Andreï Ikonnikov e vários outros autores consideram o estilo neorrusso como uma variante ou um ramo nacional-romântica do art nouveau. Apesar de sua preferência pela novidade, o art nouveau incluía elementos do estilo russo em sua origem na década de 1880. O estilo neorruso difere do estilo russo em sua preocupação pela integração, a unidade artística entre a estrutura do edifício e seus componentes. Também por seu gosto pelas imagens metafóricas sobre as raízes antigas da nação. É antes de mais nada uma arquitetura simbólica, um sinal dos tempos transformadores das ideias. Dá um novo tom à utopia estética do art nouveau: a renovação das tradições estéticas e culturais da nação.
Segundo Dmitri Sarabianov, o estilo neorrusso já existia como uma variante do art nouveau, mas tentava se libertar dele. Maria Nachchtokina e Elena Borisova consideram que o estilo neorrusso e o estilo modernista (art nouveau) não se podem distinguir o um do outro. E. Kirichenko considera o estilo neorrusso como uma tendência do art nouveau, e o estilo russo como uma tendência de ecleticismo.
D. Sarabianov, por sua vez, acha que os pesquisadores têm razão em separar o estilo russo e os estilos neorrussos: "De fato, a fronteira entre estes estilos é a linha que separa o ecleticismo do modernismo".

## Contexto cultural
Assim como os revivais românticos de Europa ocidental, o ressurgimento russo foi formado por um interesse acadêmico nos monumentos históricos da nação. O historicismo ressoou com o nacionalismo popular e o pan-eslavismo da época. O primeiro relato ilustrado da arquitetura russa foi um projeto do conde Anatole Demidov e do desenhista francês André Durand, registro de sua viagem pela Rússia em 1839, publicado em Paris em 1845, como Album du voyage pittoresque et archaéologique em Russie. As litografias de Durand refletem a sensibilidade de um estrangeiro ante a aparente austeridade da arquitetura russa, mostrando algumas características curiosamente distorcidas; porém são, no geral, representações bastante precisas, as publicações produzidas pertencem ao gênero da literatura de viagem ao invés de investigação histórica.

A tentativa de discernir a cronologia e o desenvolvimento da edificação na Rússia começa com Ivan Snegirev e A.A. Martynov Russkaya starina v pamyatnikakh tserkovnago i grazhanskago zodchestva [Antiguidades russas nos monumentos da igreja e na arquitetura civil] (Moscou, 1851). O estado interessou-se no esforço e patrocinou uma série de folhetos publicados como Drevnosti rossiiskago gosudavstva [Antiguidades do Estado russo] (Moscou, 1849-1853, 6 vol.) que representam antiguidades e obras de arte decorativas. Neste contexto, a Sociedade Arqueológica de Moscou empreendeu uma investigação sobre o tema, formalizando-o como um campo de estudo. Instituíram-se uma série de conferências trienais de 1869 a 1915, e seus relatórios incluíram estudos sobre a arquitetura da Rússia de Quieve e os primeiros períodos de Moscou. Talvez o sucesso mais significativo da Sociedade tenha sido a publicação do Kommissii po sokhraneniiu drevnikh pamyatnikov [Comissão para a preservação de monumentos antigos] em 6 volumes entre 1907 e 1915. Também a Academia de Belas Artes de São Petersburgo encarregou a investigação de V.V. Suslov na forma de suas duas obras em vários volumes Pamyatniki drevnyago russkago zodchestva [Monumentos da antiga arquitectura russa] (1895-1901, 7 vol.) e Pamyatniki drevne-russkago iskusstva [Monumentos da antiga arte russa] (1908-1912, 4 vol.). Com a aplicação dos princípios históricos positivistas, a cronologia da arquitetura russa estabeleceu-se firmemente no momento da publicação dessa pesquisa definitiva de 6 volumes da arte russa Istoriya russkogo isskustva [História da arte russa] (1909-1917), editada por Igor Gravar, o aparecimento do volume final foi, no entanto, interrompido pela revolução de 1917.

Ejemplos de catedrales de estilo neorruso
Igreja do Salvador sobre o sangue derramado
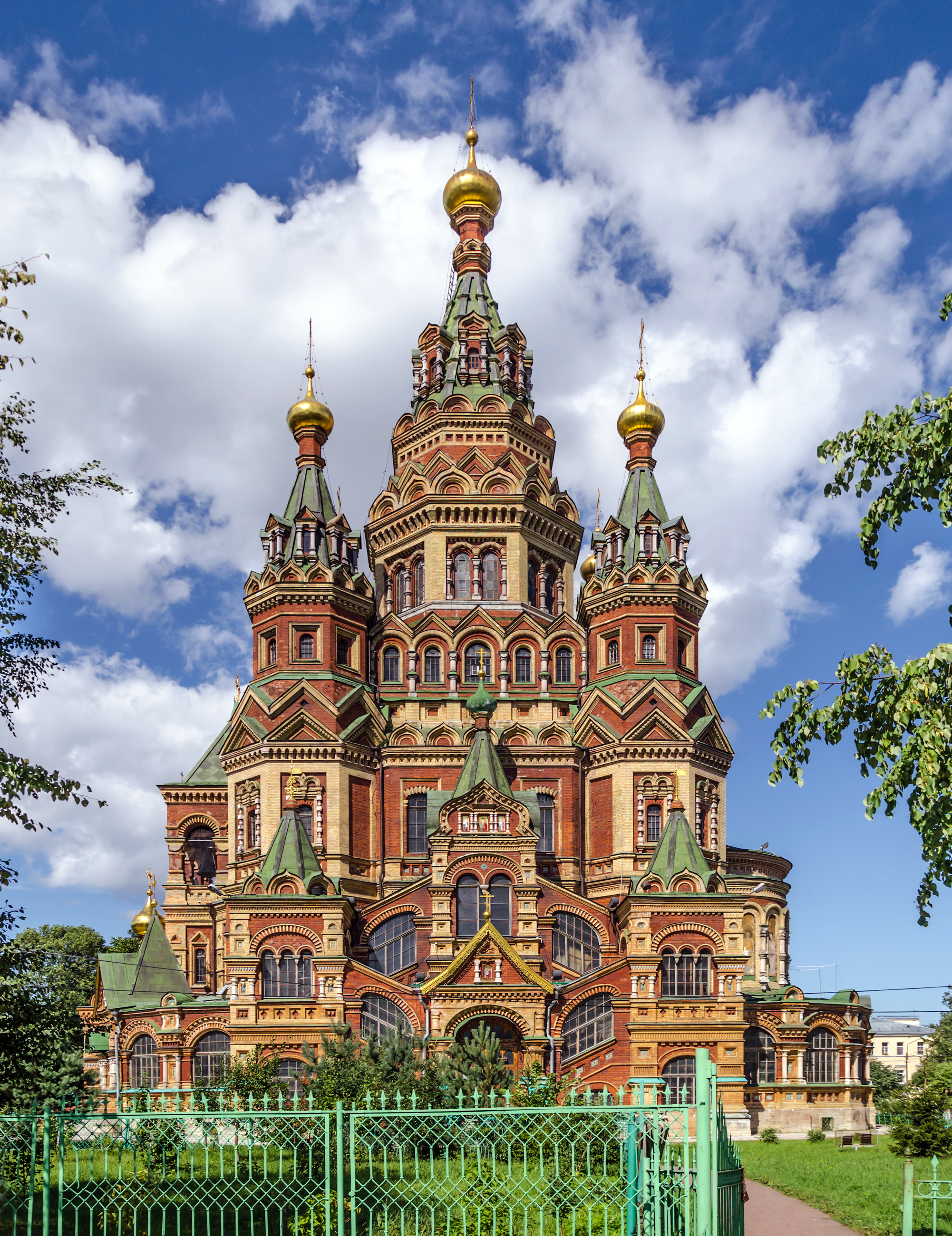
Catedral de San Pedro e São Paulo, em Peterhof
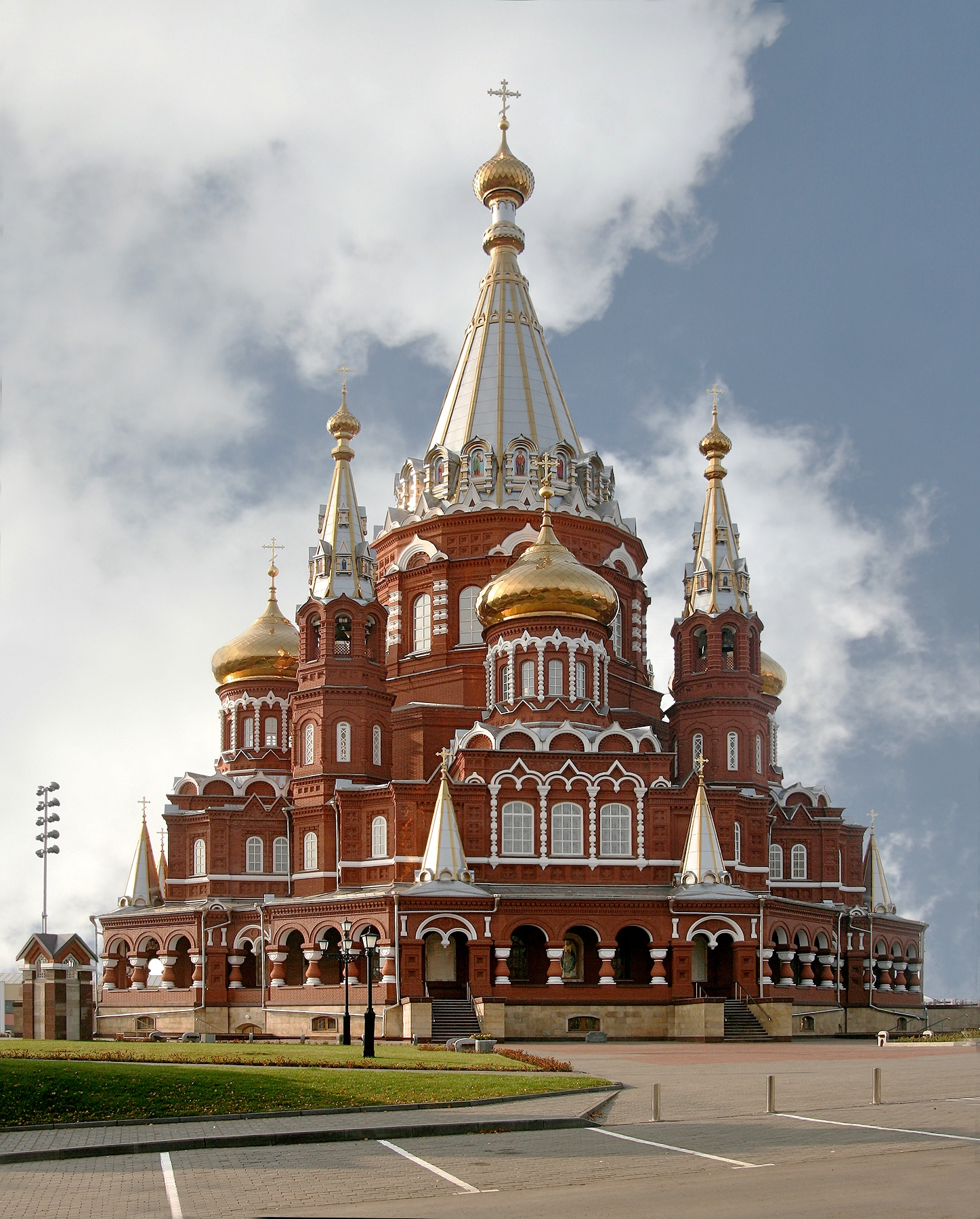
Catedral de San Miguel, em Izhevsk
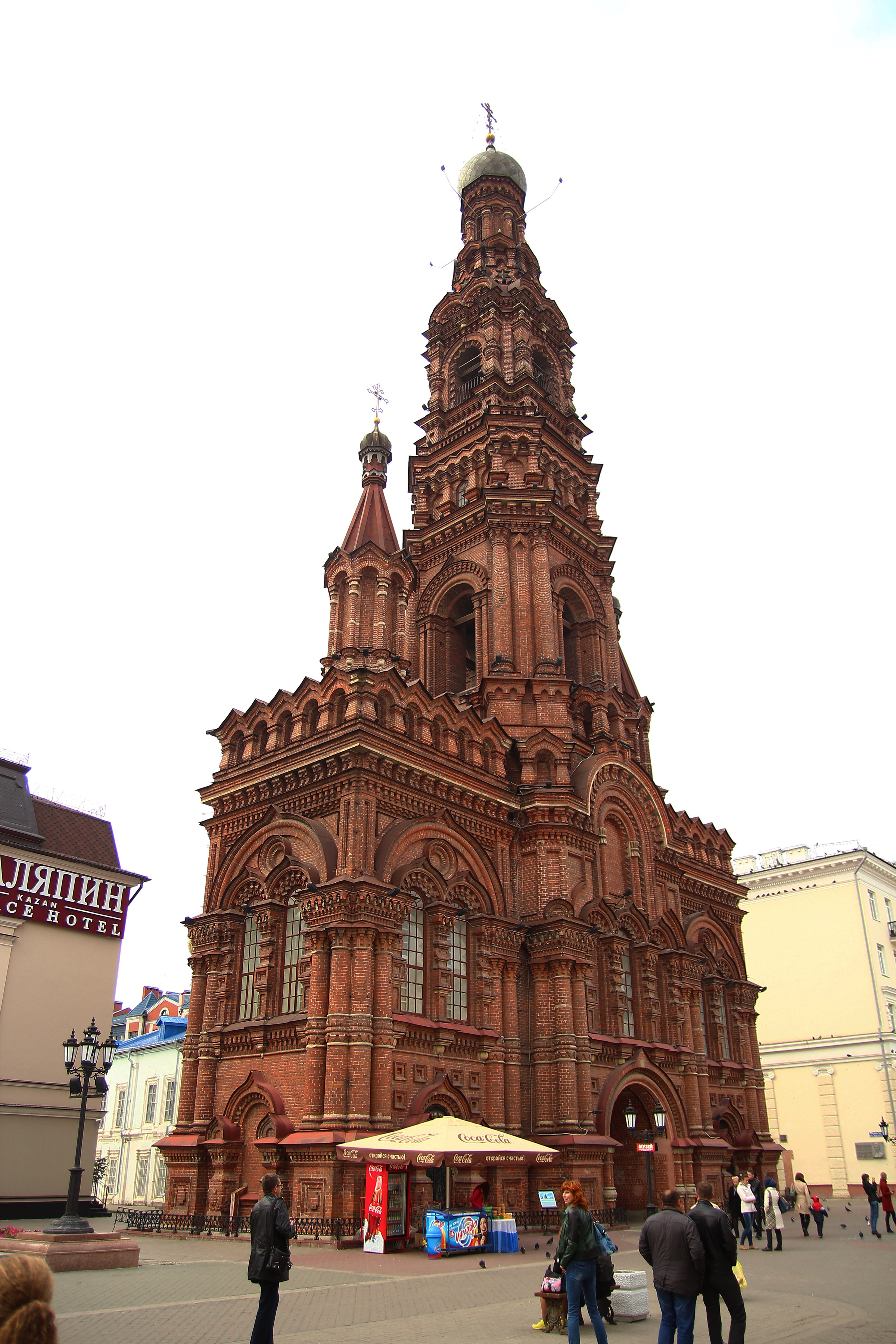
Campanário da catedral da Epifania de Kazan
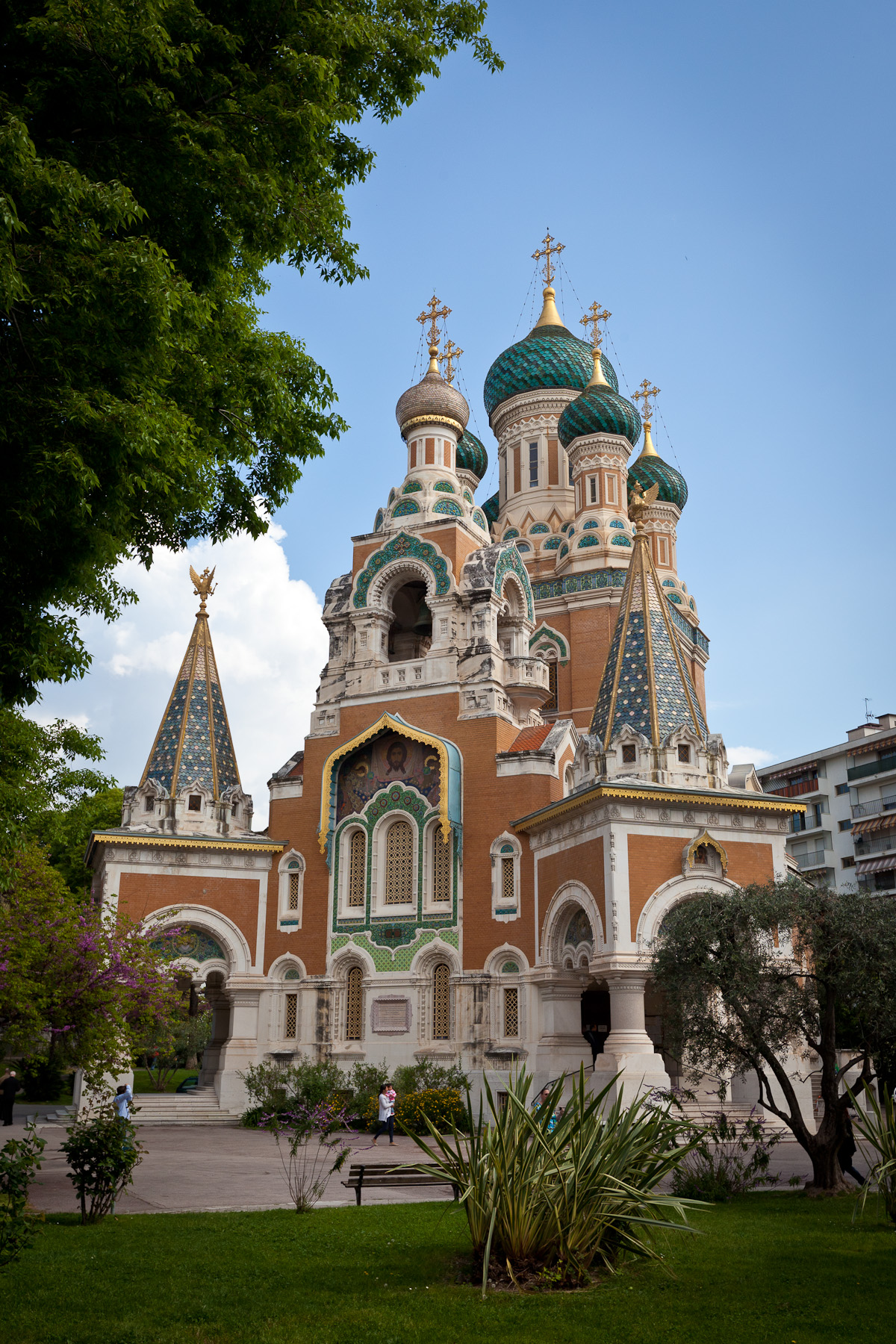
Catedral ortodoxa de São Nicolau em Niza

## Desenvolvimento

### Anos 1825-1850

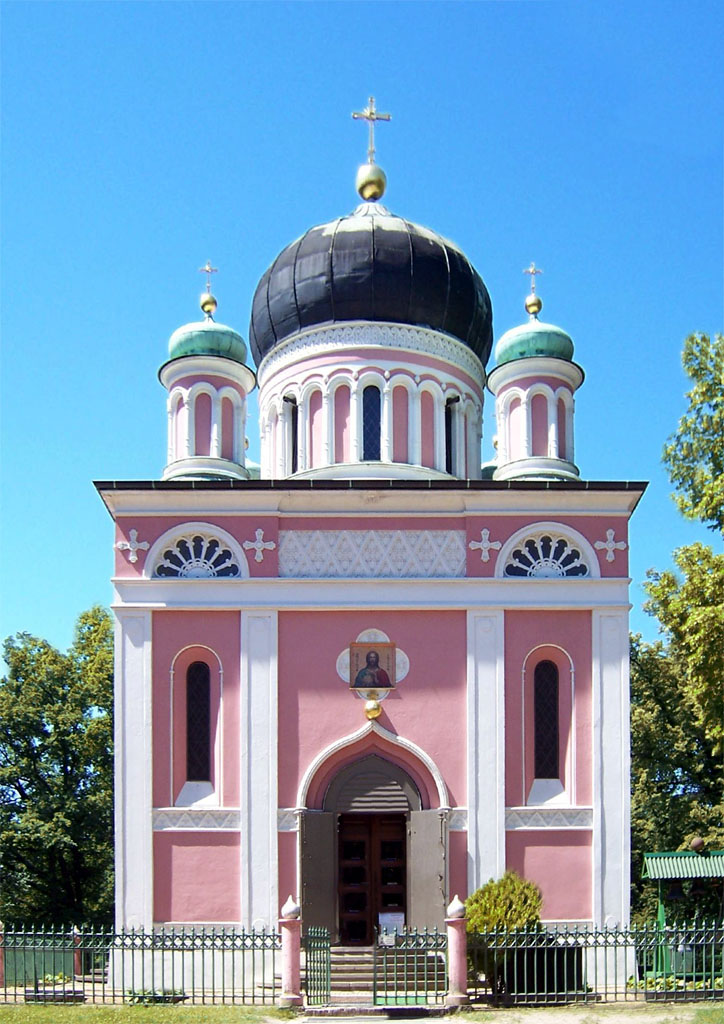
A construção mais antiga do revival russo, em 1826, a igreja memorial de Alexander Nevsky, em Potsdam

O primeiro exemplo de revival bizantino na arquitetura russa se encontra em Potsdam, Alemanha, a igreja memorial Alexander Nevsky, uma igreja com cinco cúpulas desenhada pelo neoclassicista Vasili Stásov (construtor da neoclássica catedral da Santa Trindade de São Petersburgo, e pai do crítico Vladimir Stásov). No ano seguinte, em 1827, Stásov construiu uma nova igreja de cinco cúpulas, maior, em Quieve, a igreja dos Dízimos.
Uma das primeiras correntes que se desenvolveu no estilo pseudorrusso foi a que apareceu na década de 1830 com o nome de "estilo russo-bizantino". A ideia russo-bizantina foi levada adiante por Konstantin Thon com a aprovação do Czar Nicolau I. O estilo de Thon encarnava a ideia da continuidade entre Bizâncio e a Rússia, que encaixava perfeitamente com a ideologia de Nicolau I: Ortodoxia, Autocracia e Nacionalidade. A arquitetura russo-bizantina caracterizou-se por misturar os métodos de composição e os arcos abobadados da arquitetura bizantina com os ornamentos exteriores russos antigos, que podem ser vistos vividamente nos "projetos modelo" de Thon. Em 1838, Nicolau I destacou o livro de Thon de projetos modelo como exemplo a todos os arquitetos, sendo aplicado entre 1841 e 1844.
Thon projetou o Grande Palácio do Kremlin (1838-1850), a catedral de Cristo Salvador de Moscou (1839-1883) e o Palácio do Arsenal do Kremlin de Moscou (1844-1851), e também a igreja de Suomenlinna e as catedrais de Sveaborg, a da Ascensão de Yelets (1845–1889), a da Trindade de Tomsk (1845–1900), a da Natividade de Krasnoyarsk (1845–1861), e a da Natividade da Santíssima Virgem Maria de Rostov-on-Dom (1854-1860).
A aplicação oficial da arquitetura bizantina era, de fato, muito limitada: restringia-se à construção de novas igrejas e, em menor medida, aos palácios reais. A construção privada e pública procedia de forma independente. Os edifícios públicos de Thon, como a pseudorrenascentista Estação terminal Nikolaevsky de São Petersburgo, carecem de características bizantinas. Um olhar mais atento às igrejas construídas no reinado de Nicolau revela a criação de muitos edifícios neoclássicos de primeira ordem, como a catedral de Elokhovo em Moscou (1837-1845), obra de Yevgraph Tyurin. A arte bizantina não foi oficial no reinado de Nicolau; é escassa hoje em dia, já que as igrejas bizantinas, declaradas "sem valor" pelos bolcheviques, foram as primeiras em ser demolidas na era soviética.

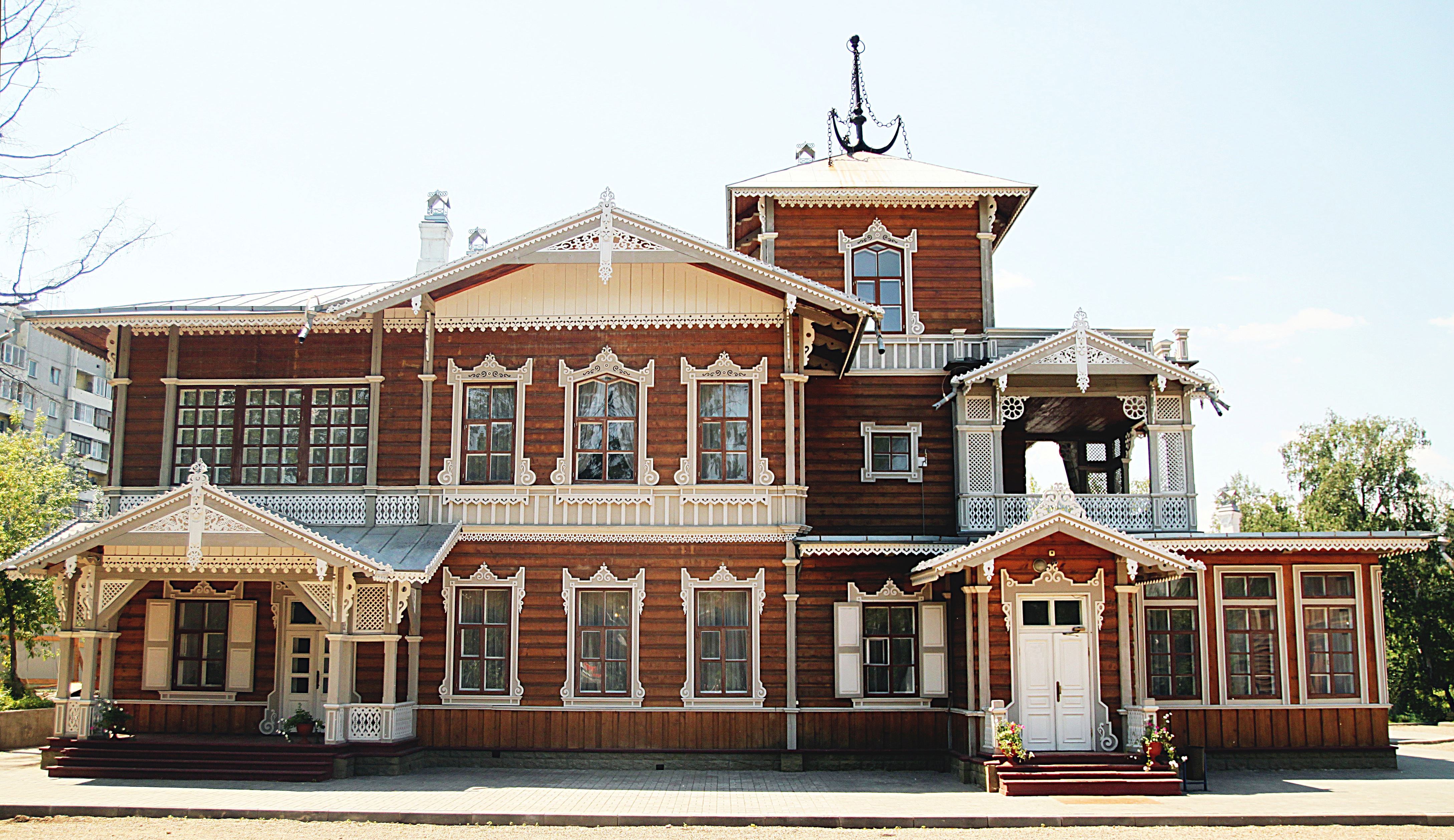
Chalé de Sukachev's, Irkutsk

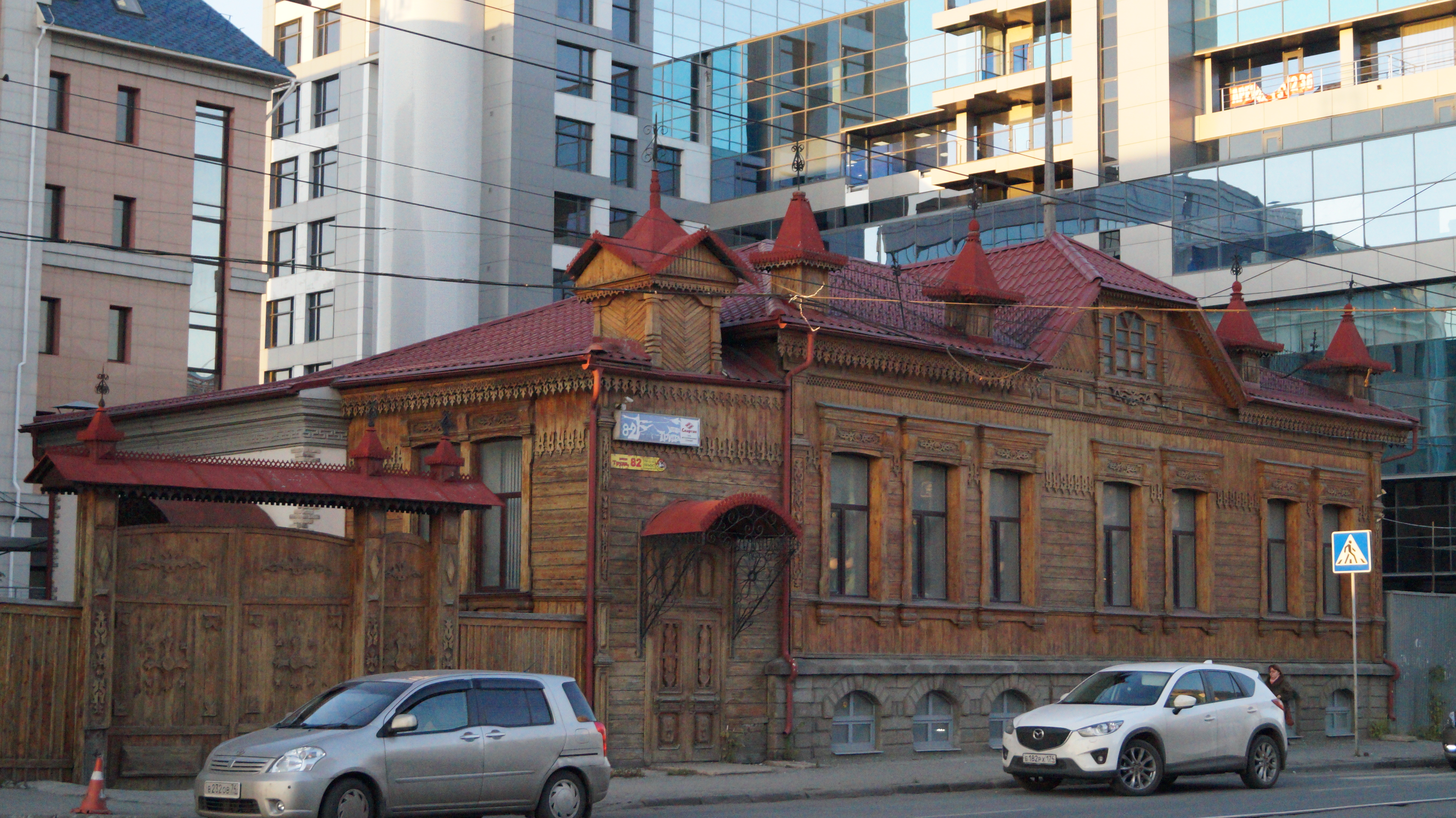
Chalé dos irmãos Stepanov, Chelyabinsk

Obras neorrusas de Konstantin Thon
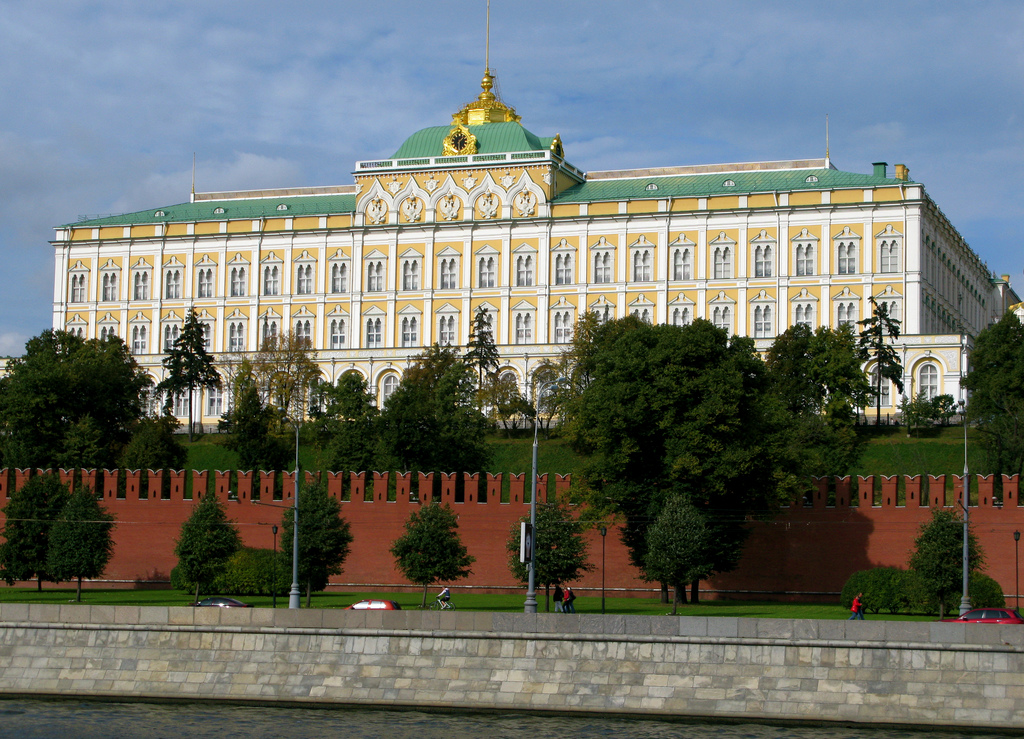
Grande Palácio do Kremlin (1838-1850)
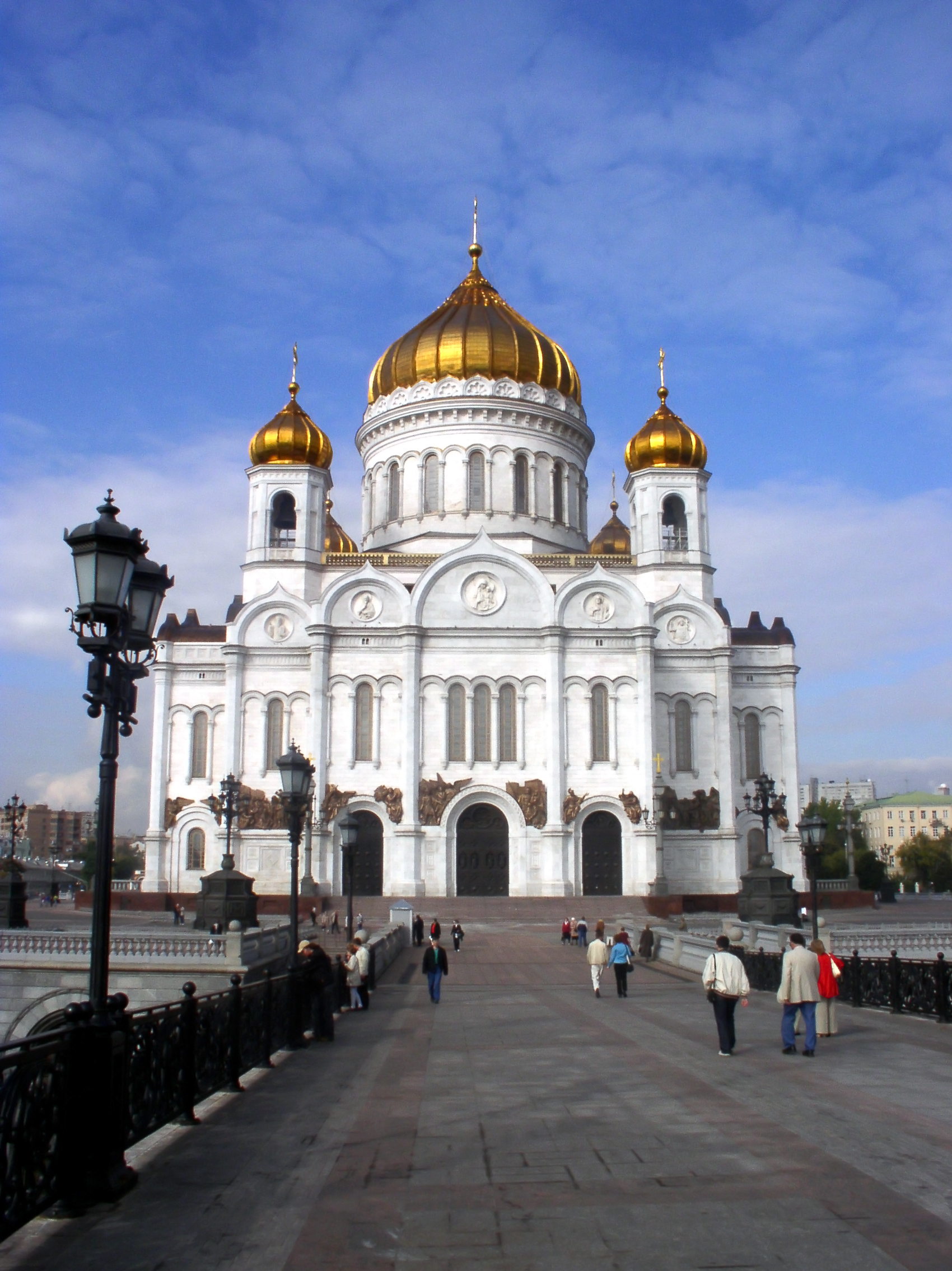
Catedral de Cristo Salvador de Moscou (1839-1883)
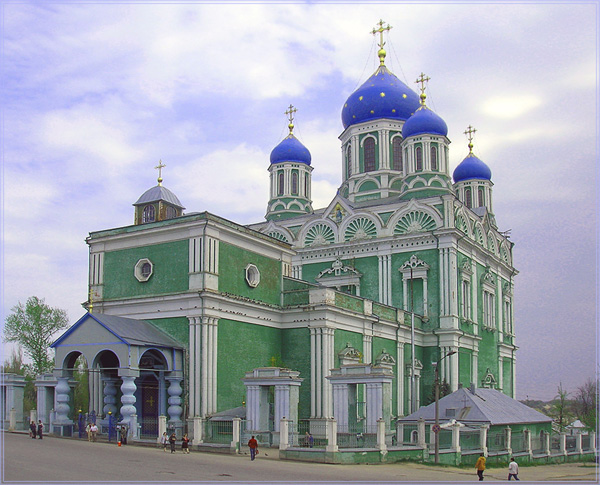
Catedral da Ascensão Yelets (1845–1889)
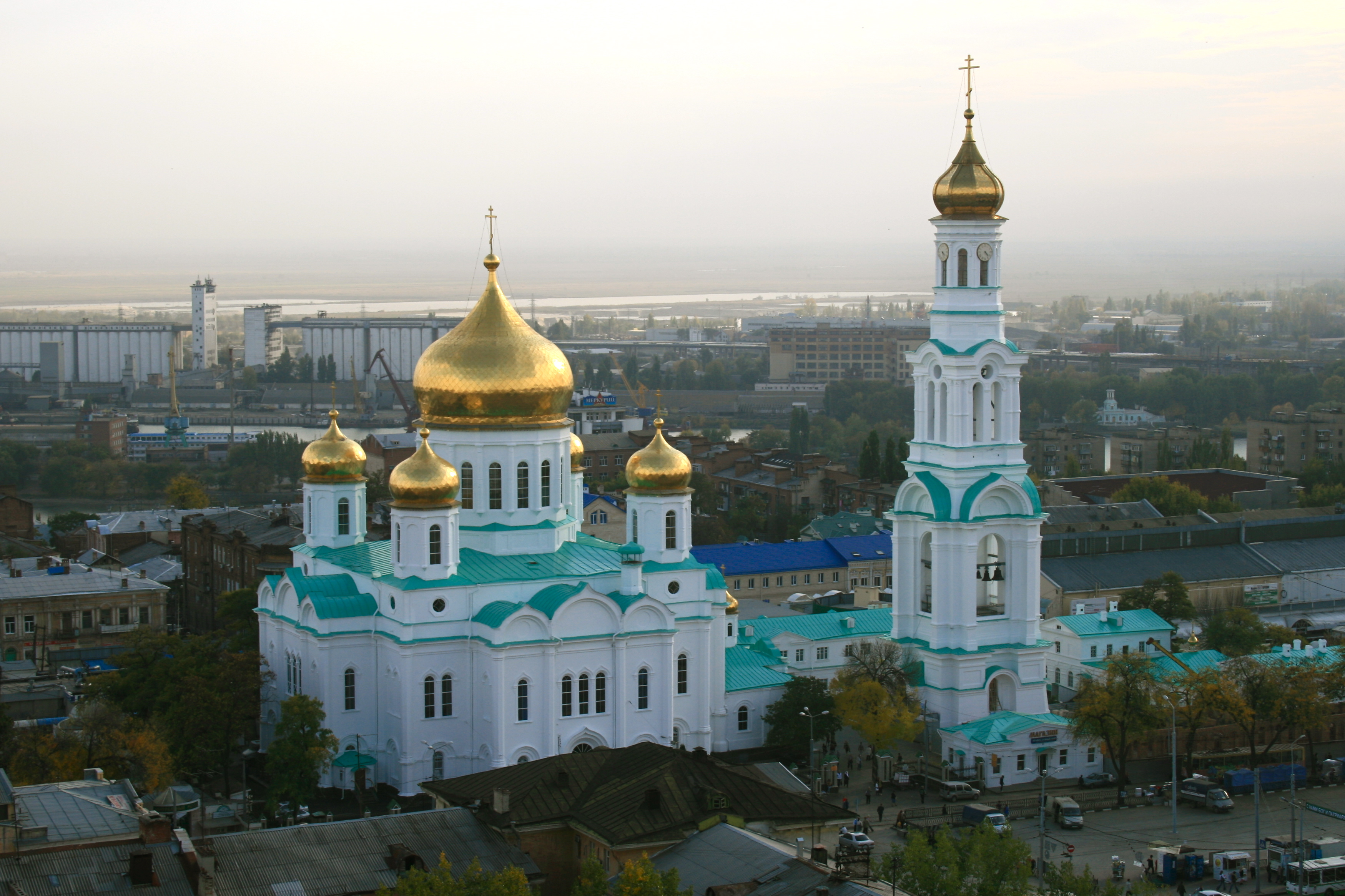
Catedral da Natividade da Santíssima Virgem Maria (Rostov do Dom), uma igreja-modelo (1854-1860)

Quanto ao "estilo pseudorrusso", desenvolveu-se sob a influência do romantismo e da eslavofilia, e é característico dos edifícios que utilizavam interpretações de motivos procedentes da arquitetura antiga. Os exemplos são numerosos entre as construções de Aleksei Gornostaev. Outro exemplo desta tendência é o "Isba Pogodinskaïa", do arquiteto Nikolai Nikitin (1828).

### Anos 1850
Outra direção tomada pelo estilo neorrusso foi uma reação contra a arte oficial de Thon, influenciado pelo romantismo, os eslavófilos e os estudos detalhados da arquitetura vernácula. O precursor desta tendência foi Alexey Gornostaev (em seus últimos anos, 1848-1862), notável por reinventar o telhado de tenda do norte de Rússia, aumentado com uma estrutura abobadada românica e renascentista. Um exemplo temporão existente na arquitetura civil é a cabana de madeira de Pogodinsky em Devichye Pole, Moscou, de Nikolai Nikitin (1856).

### Após 1861

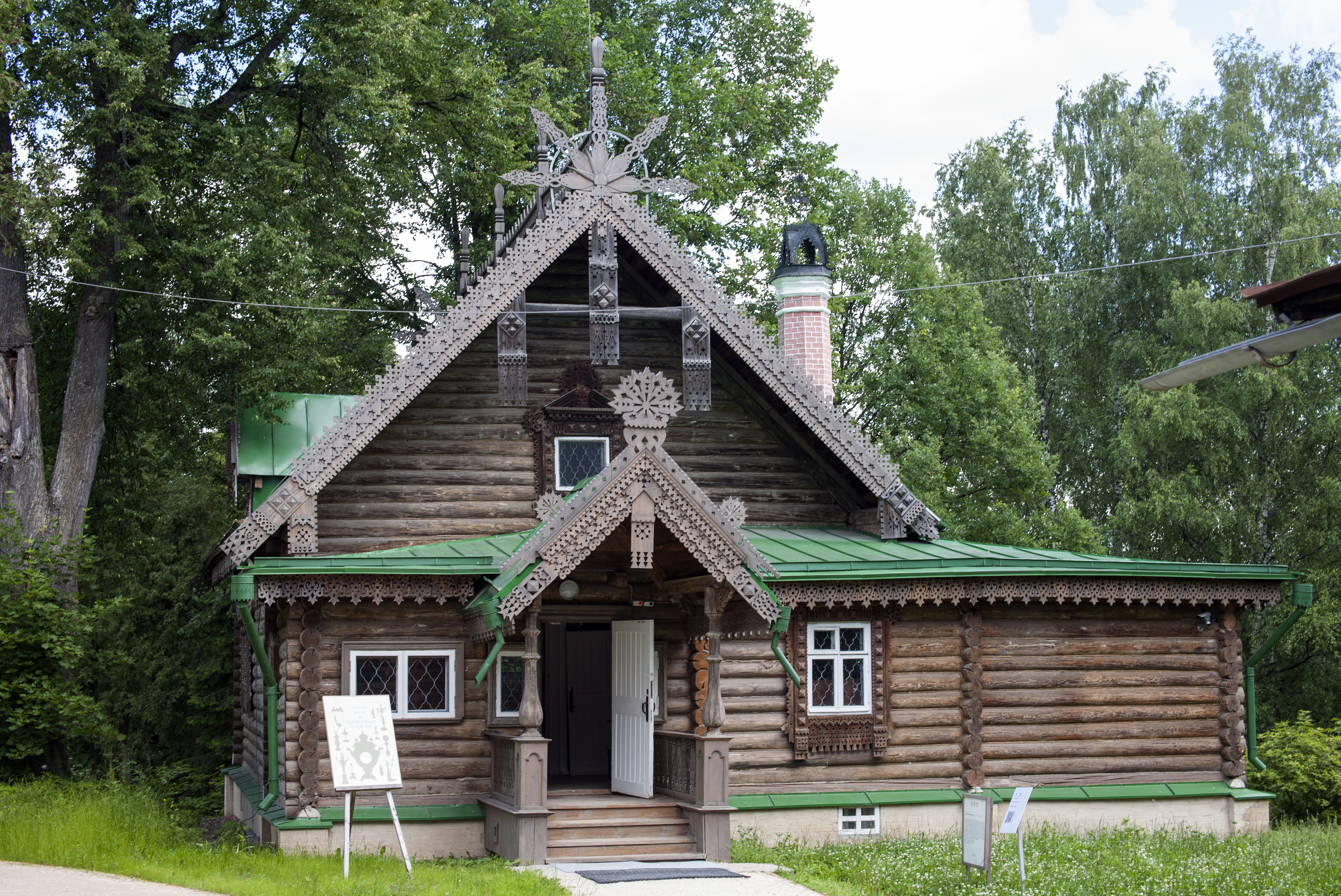
Colônia de Abramtsevo

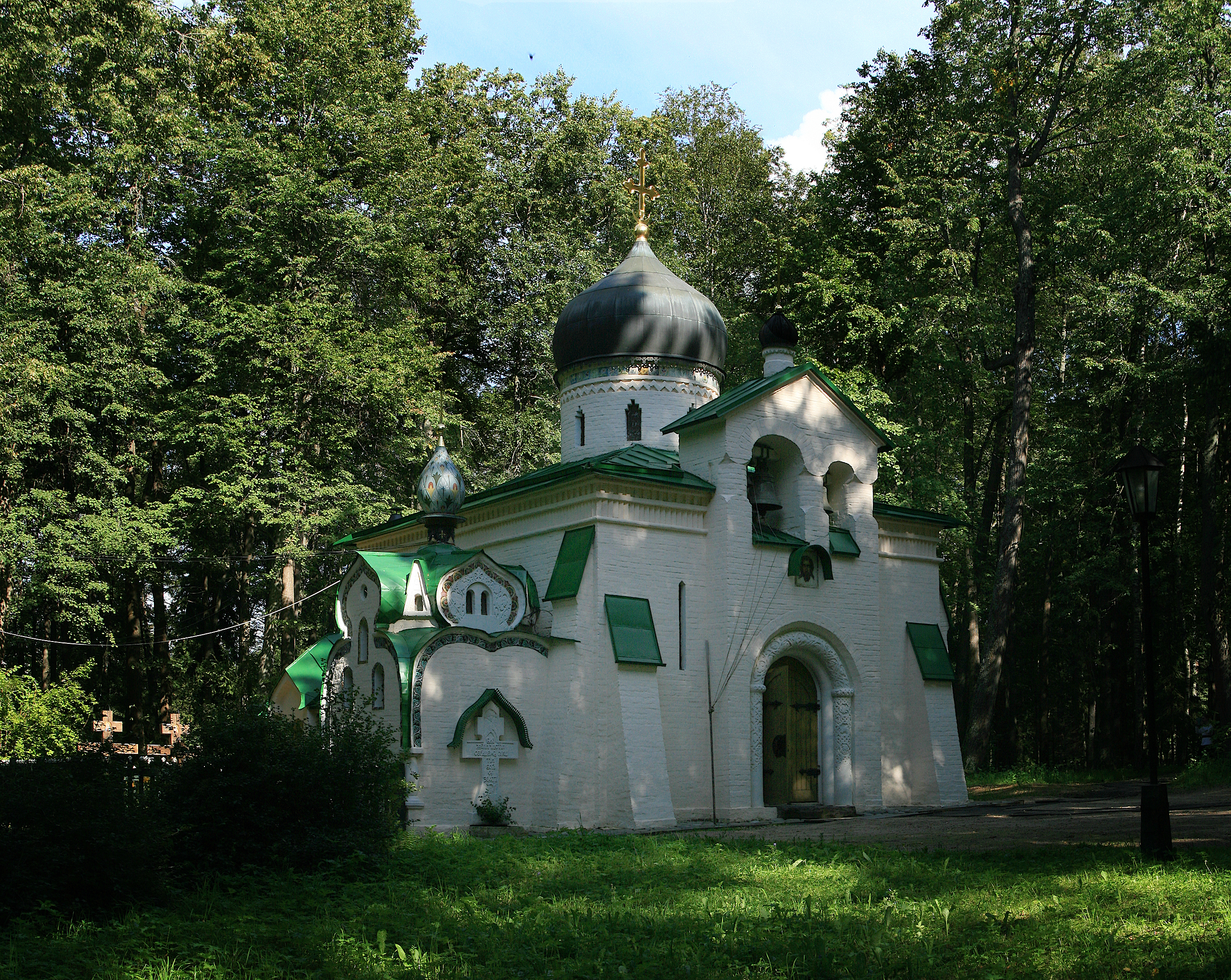
Igreja em Abrámtsevo (1881-1882), projetada por Vasily Polenov e Victor Vasnetsov

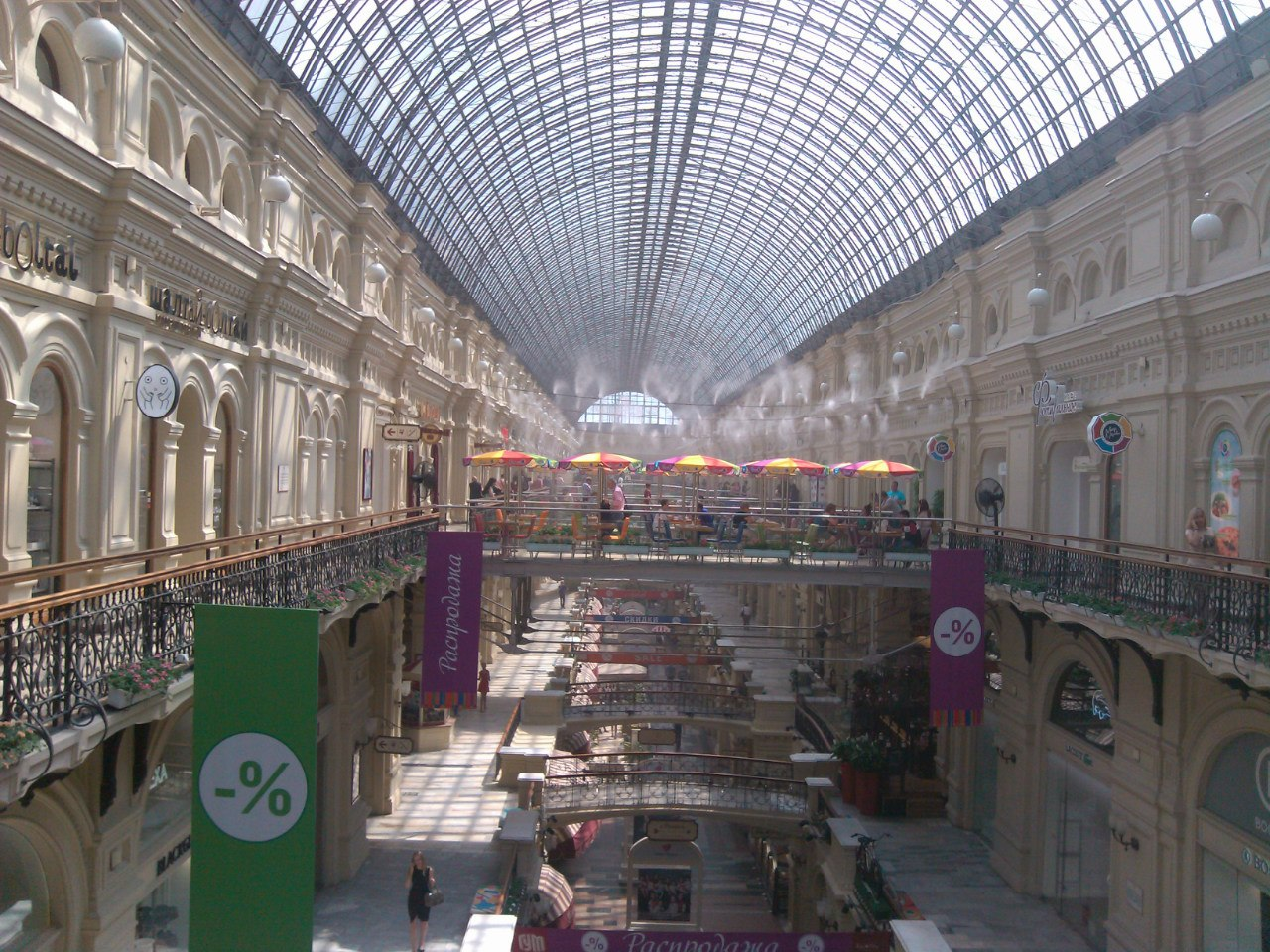
Interior do edifício de lojas da atual GUM

A reforma emancipadora de 1861 e as posteriores reformas de Alexandre II incentivaram a elite liberal a explorar as raízes da cultura nacional. A princípios da década de 1870, as ideias populistas russas dos Narodnikis despertaram um crescente interesse nos círculos artísticos pela cultura popular, a arquitetura camponesa e a arquitetura russa dos séculos XVI e XVII. O primeiro resultado destes estudos em arquitectura foi o nascimento do "folk" ou estilo pseudorrusso, exemplificado pelas obras de Ivan Ropet dos anos 1870 ("Terem" em Abramtsevo, perto de Moscou, 1873) e de Viktor Hartmann (imprensa de Mamontov em Moscou, 1872). Estes artistas idealizavam a vida camponesa e criaram sua própria visão da arquitetura vernacular russa. Outro fator foi a rejeição dos edifícios ecléticos ocidentais que dominaram a construção civil dos anos 1850-1860, uma reação contra o "Ocidente decadente", promovida pelo influente crítico de arte Vladimir Stásov que se propagou na arquitetura em madeira de pavilhões e de pequenas casas de povo, e depois aos edifícios monumentais em pedra.

Ivan Zabelin, um teórico do movimento, declarou que "O Khoromy russo, desenvolvido naturalmente a partir das cabanas de madeira camponesas, conserva o espírito de formosa desordem... a beleza de um edifício não está em suas proporções, mas pelo contrário, na diferença e independência de suas partes". Como resultado, ropetovschina, como inimigos de Ropet, marcou seu estilo, mas sem relacionar peças de arquitetura vernácula, notavelmente, altos tetos, tetos barril e traceria de madeira. A madeira era o material preferido, é isto foi bom e mau para ropetovschina: mau, porque as edificações de madeira, especialmente aquelas de forma não convencional, não podiam ter muitos andares e tinham uma vida muito curta (muito poucas sobrevivem até hoje); e bom, porque a velocidade de construção e o aspecto pouco ortodoxo eram a combinação perfeita para erigir pavilhões de exposições, plataformas de coroação e projetos similares de curta vida. A tendência continuou no século XX (Fyodor Schechtel) até os anos 1920 (Ilya Golosov).

Ejemplos en pabellones
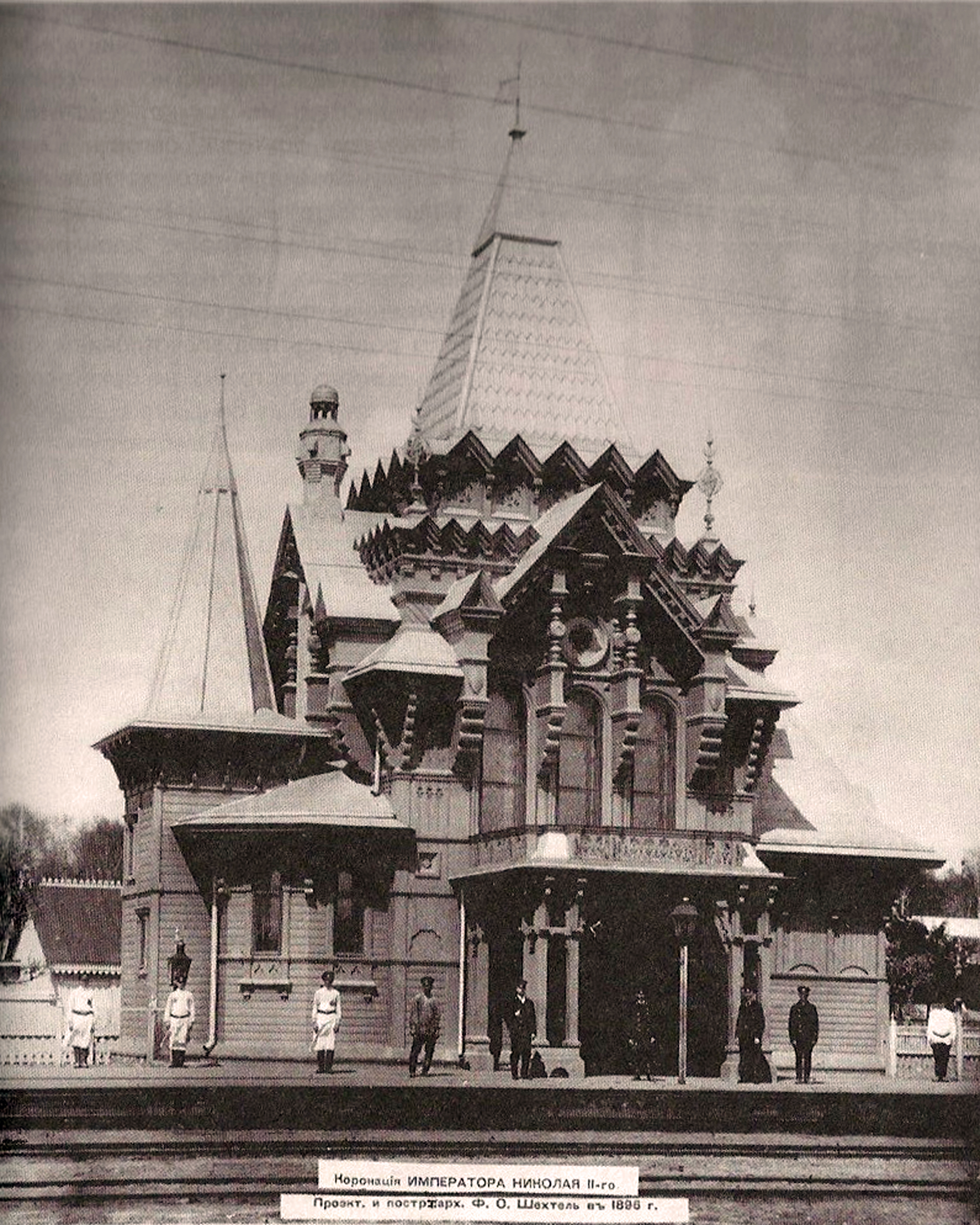
Pavilhão real na estação de Odintsovo (arq. Fedor Shekhtel, 1896)
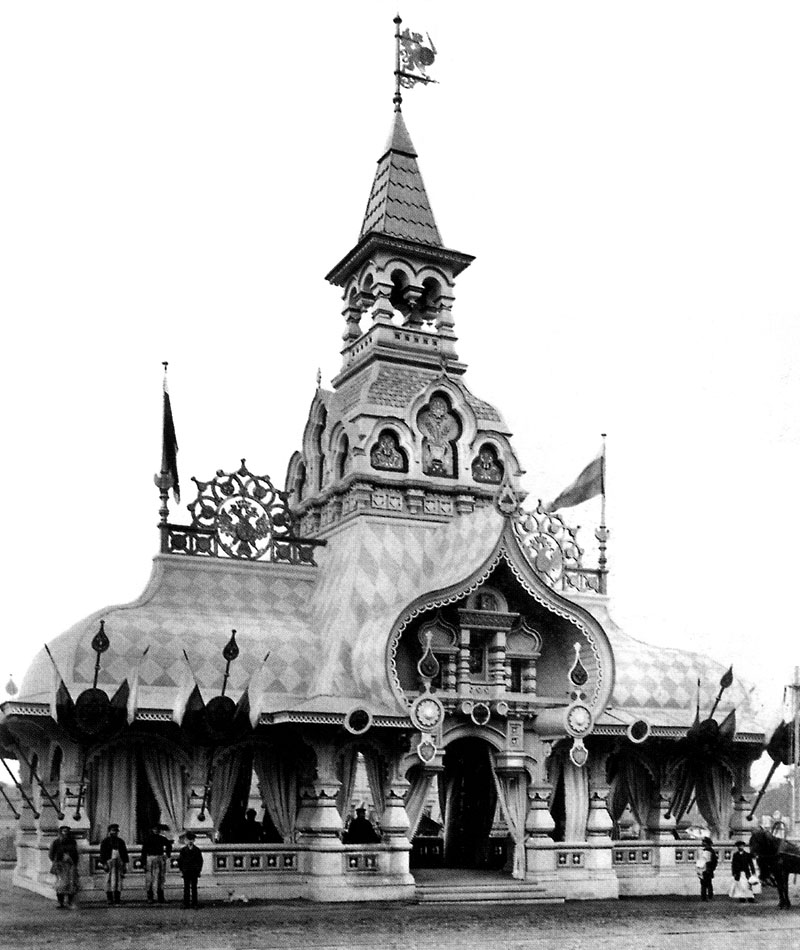
Pavilhão na praça Triumfalnaya
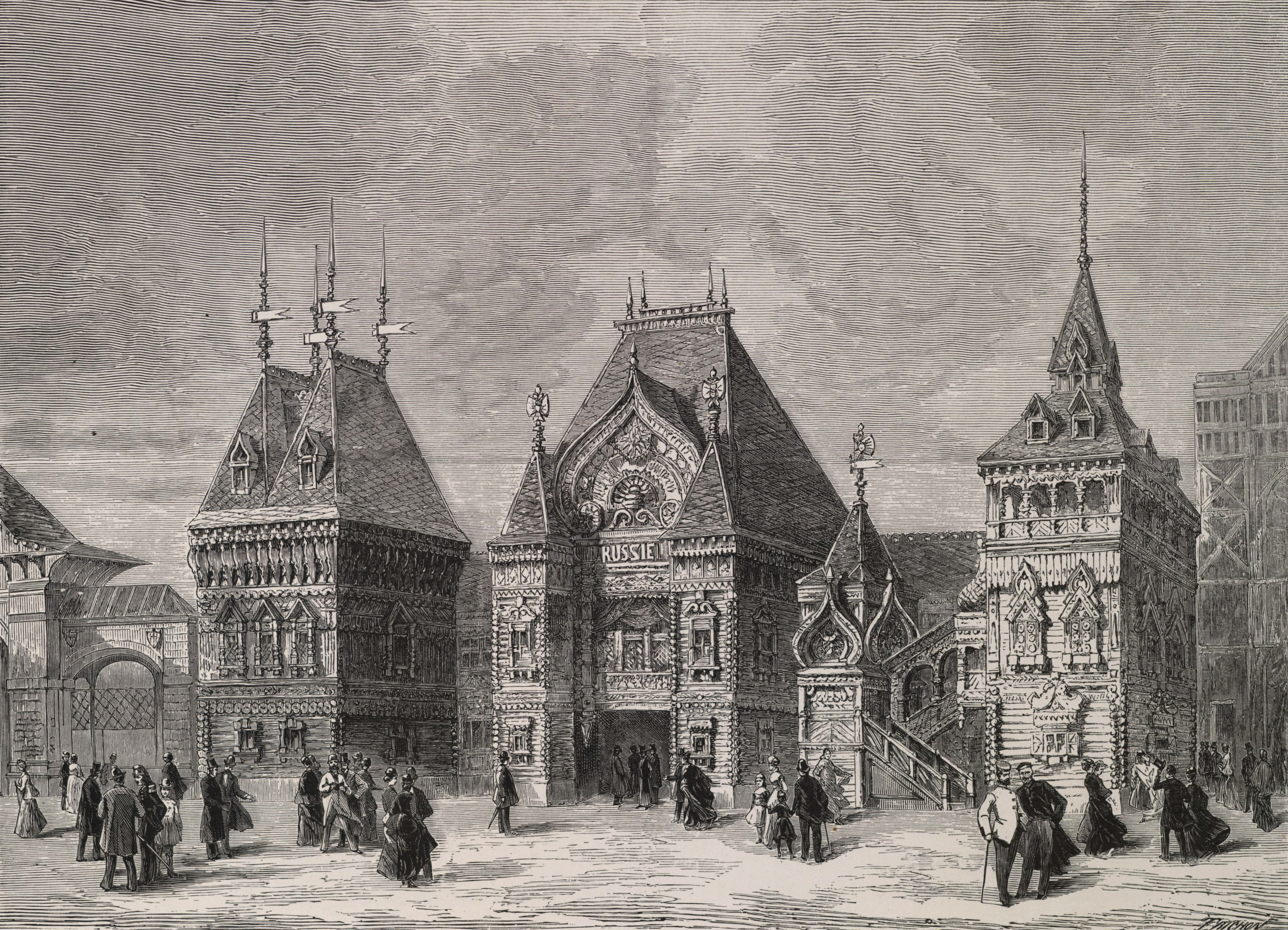
Pavilhão russo na Exposição Universal de Paris (1878)
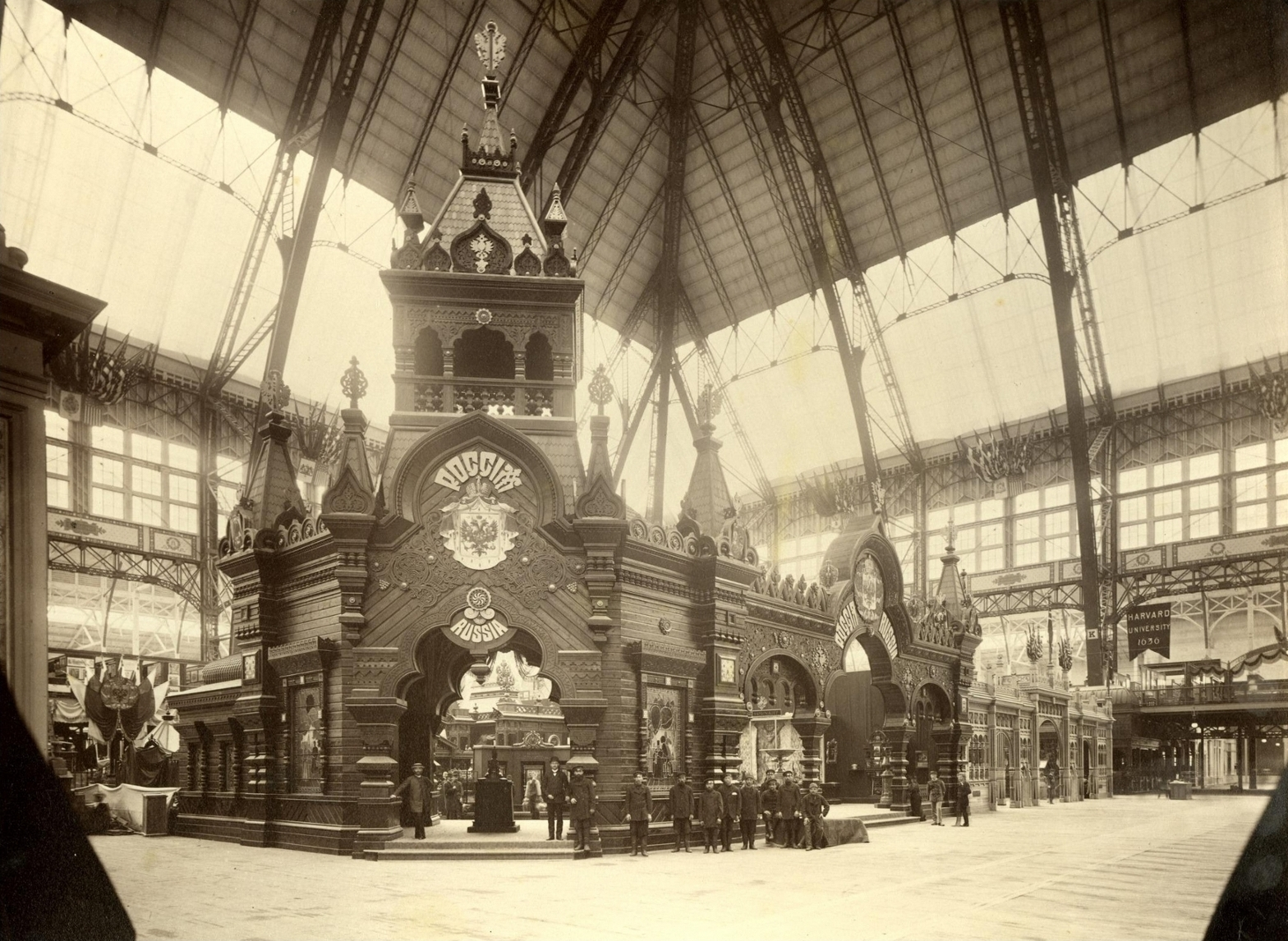
Pavilhão russo na Exposição Universal de Chicago (1893)
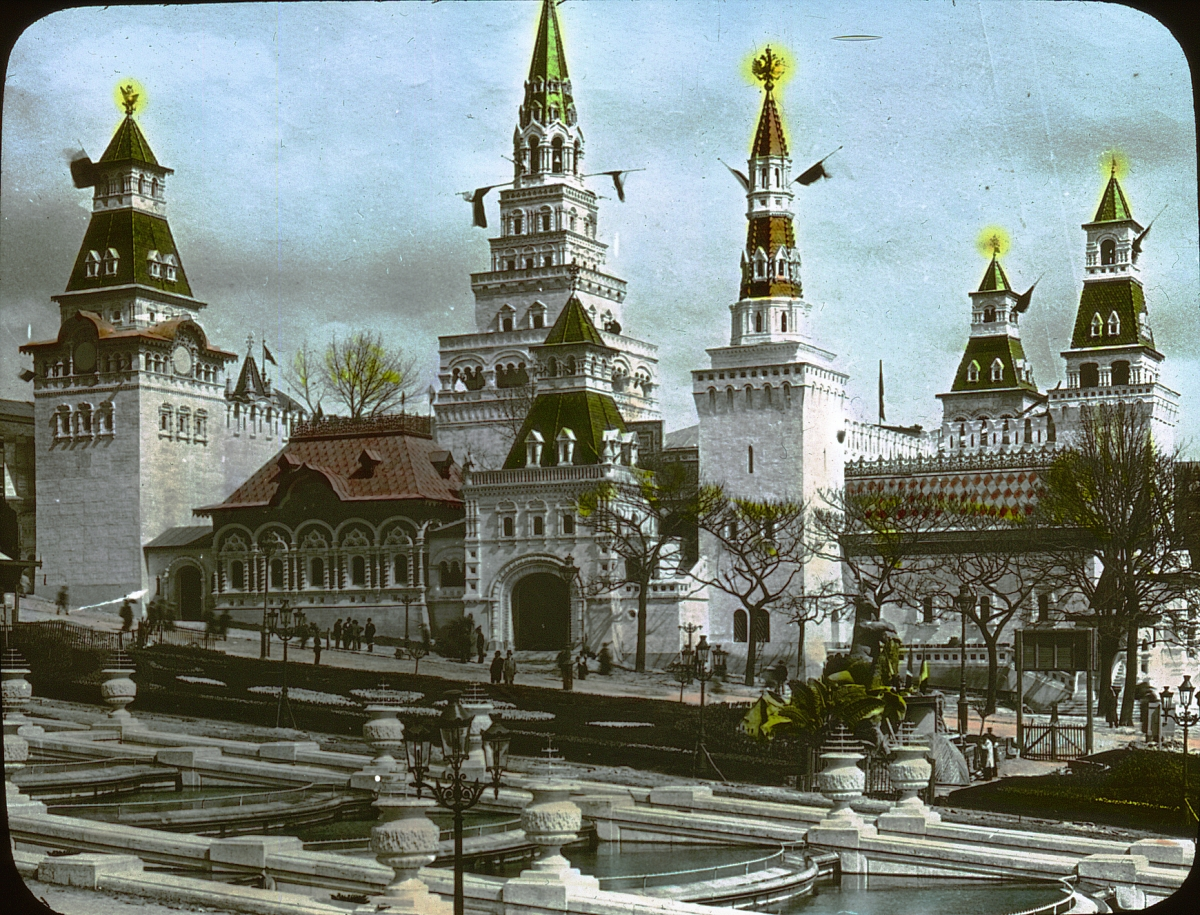
Pavilhão russo na Exposição Universal de Paris (1900)

No começo da década de 1880, o estilo de Ivan Ropet tinha substituído o estilo pseudorrusso oficial ao copiar quase literalmente os motivos da arquitetura russa do século XVII, e durante um curto período quase teve sucesso em converter-se na nova arte oficial. Estes edifícios foram construídos, por regra geral, de tijolo ou pedra branca, com uso da moderna tecnologia da construção, e começaram a ser abundantemente decorados nas tradições da arquitetura popular russa. As colunas desta arquitetura são arredondadas, os tetos baixos são cobertos com abóbadas arqueadas, as janelas são estreitas, os telhados têm forma de tenda, os afrescos decoram as paredes com adornos florais, telas de cerâmica são usadas abundantemente, tanto no exterior como na decoração interior. É neste estilo que foram construídas as plantas das galerias comerciais do edifício atual da GUM (1890-1893) pelo arquiteto Alexander Pomerantsev; o edifício do Museu Histórico do Estado (1875-1881), do arquiteto Vladimir Sherwood), que também completou o conjunto da Praça Vermelha em Moscou; e o Savvinskoïe Podvore, um hotel do arquiteto Ivan Kouznetsov (1907).

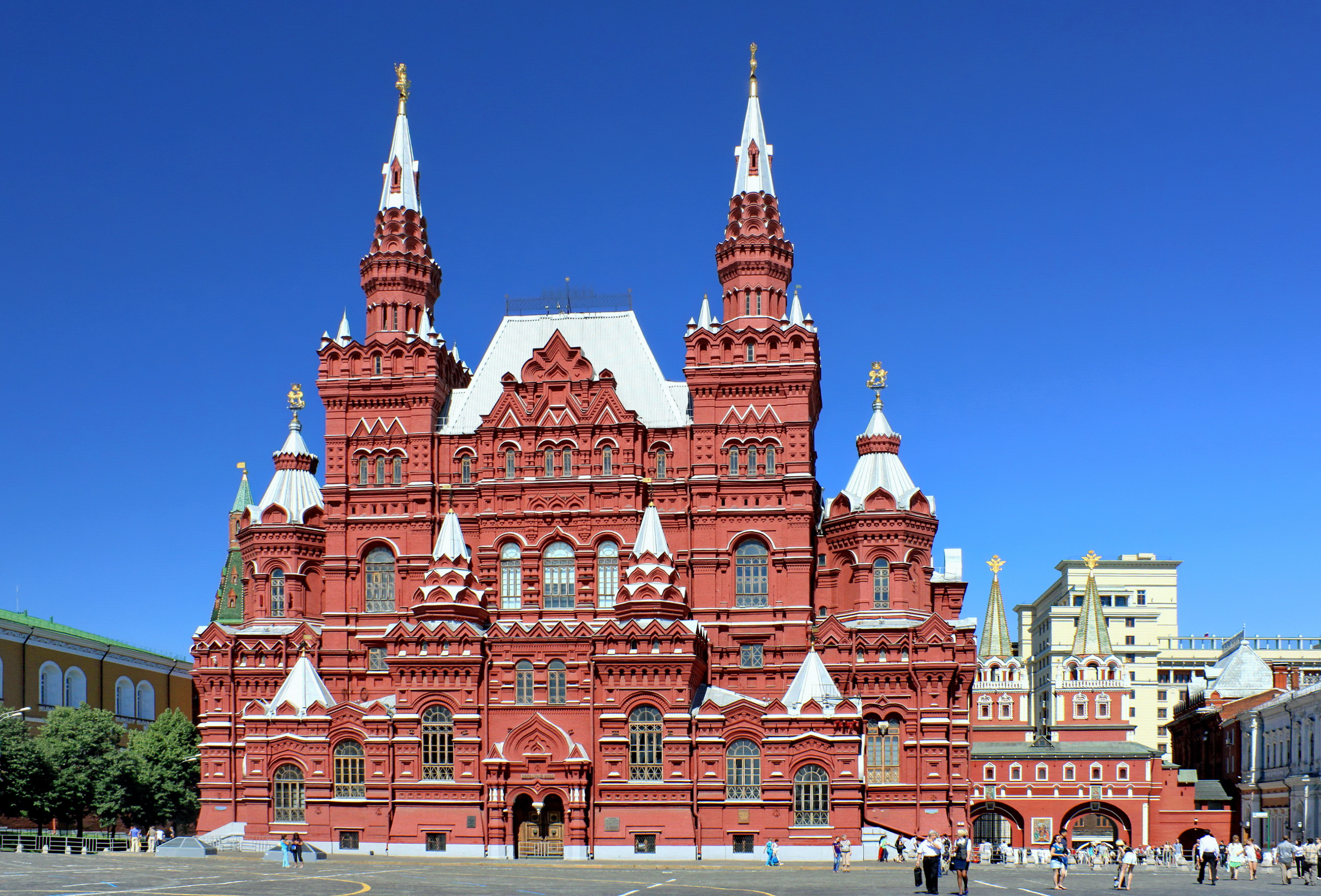
Museu Estatal de História, praça Vermelha, Moscou (1875-1881)
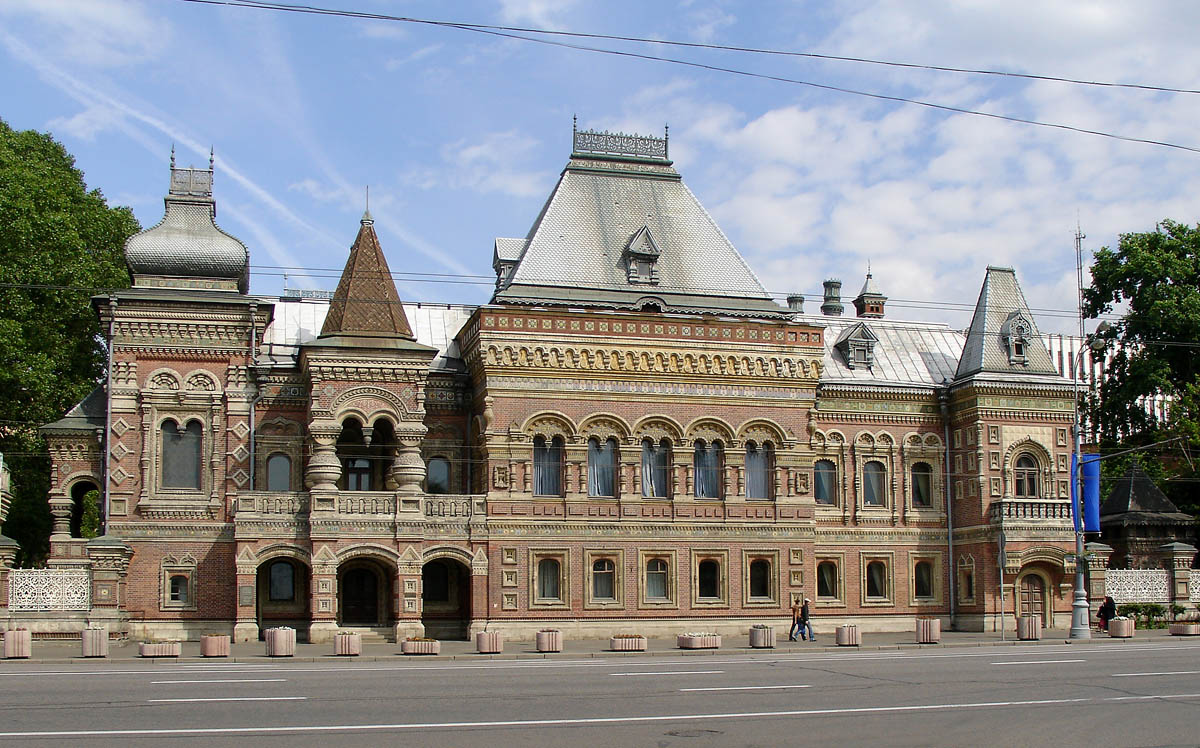
Casa do comerciante Igoumnov (1888-1895) (atualmente residência do embaixador francês em Moscou)
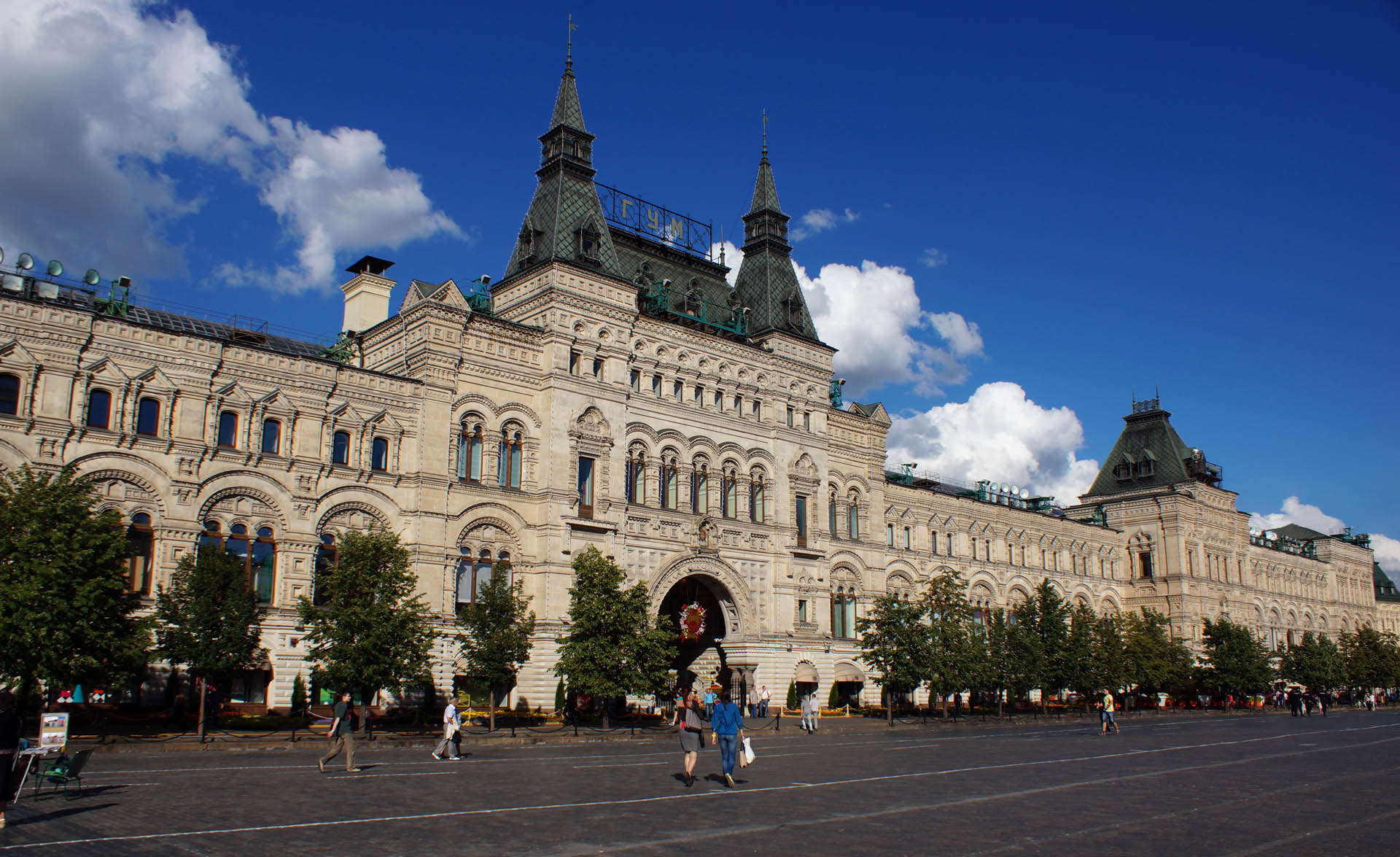
GUM (1890-1893), edifício de lojas em Moscou do arquiteto Alexander Pomerantsev
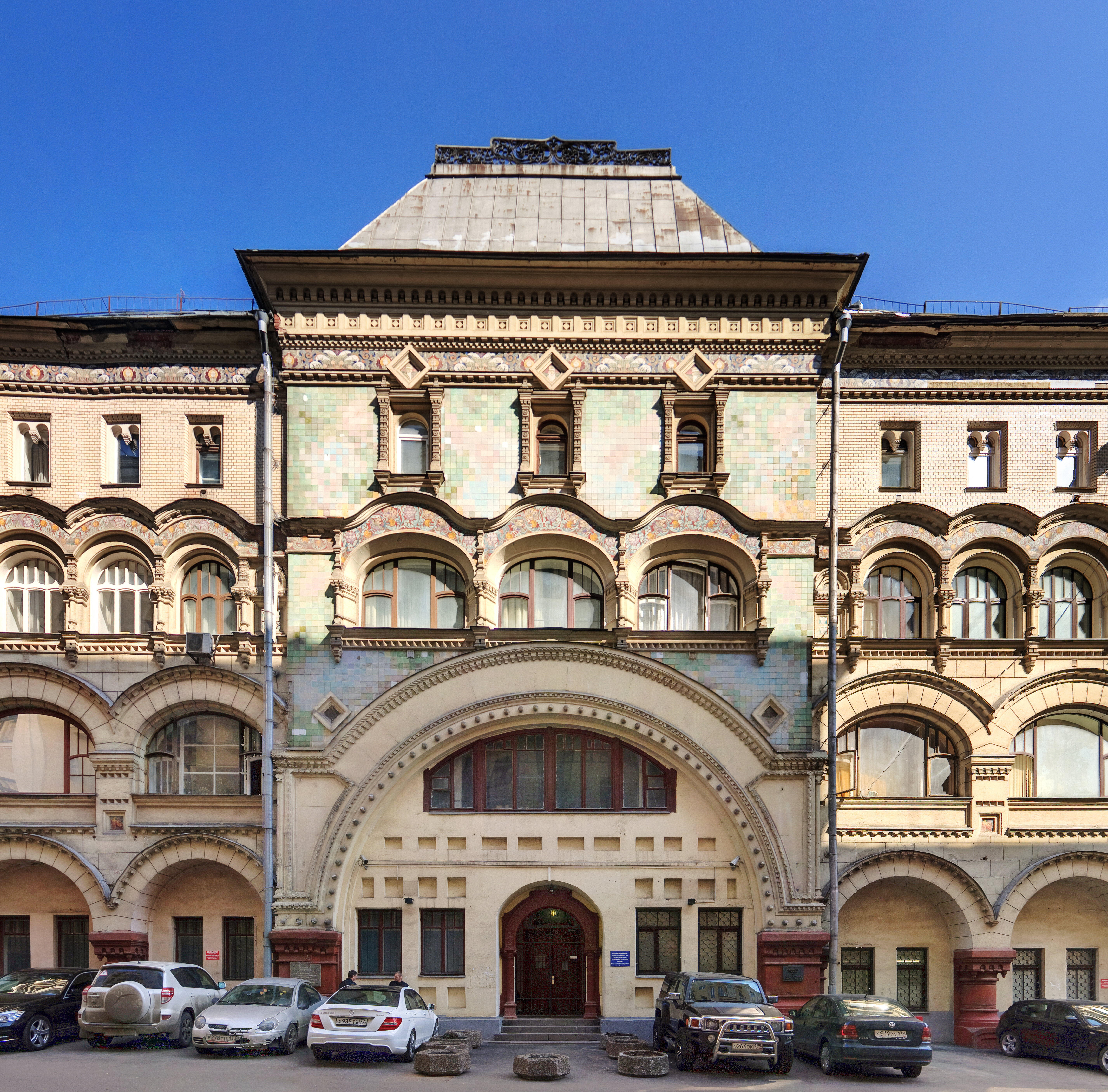
Savvinskoïe Podvore, hosteleria de Ivan Kouznetsov (1907).

Edifícios religiosos do final de XIX
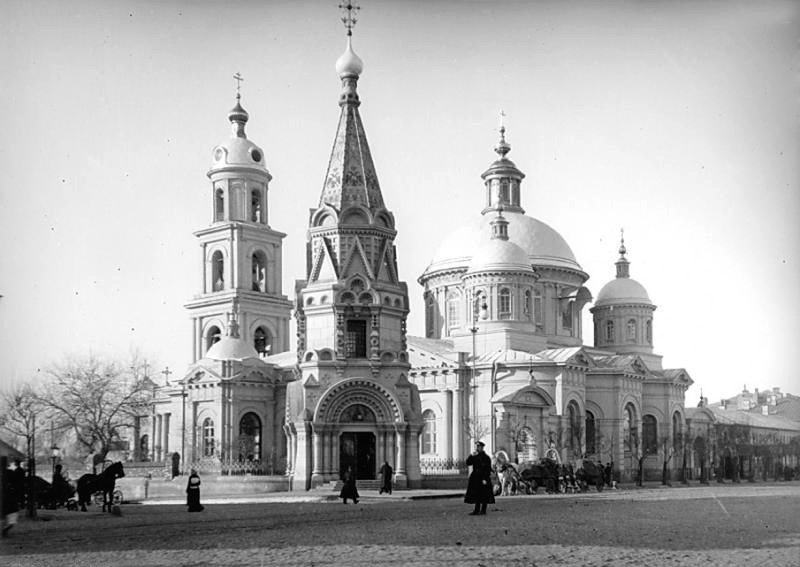
Igreja de San Basilio de Caeasarea, Moscou (1816—1884; demolida em 1935)
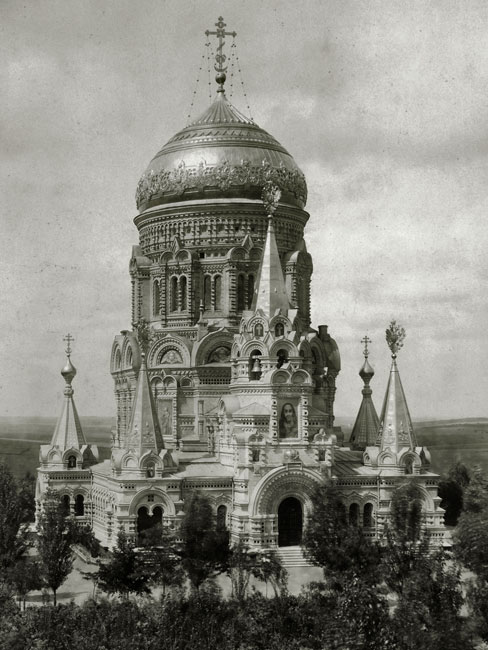
Catedral de Cristo o Salvador em Borky (Ucrânia)
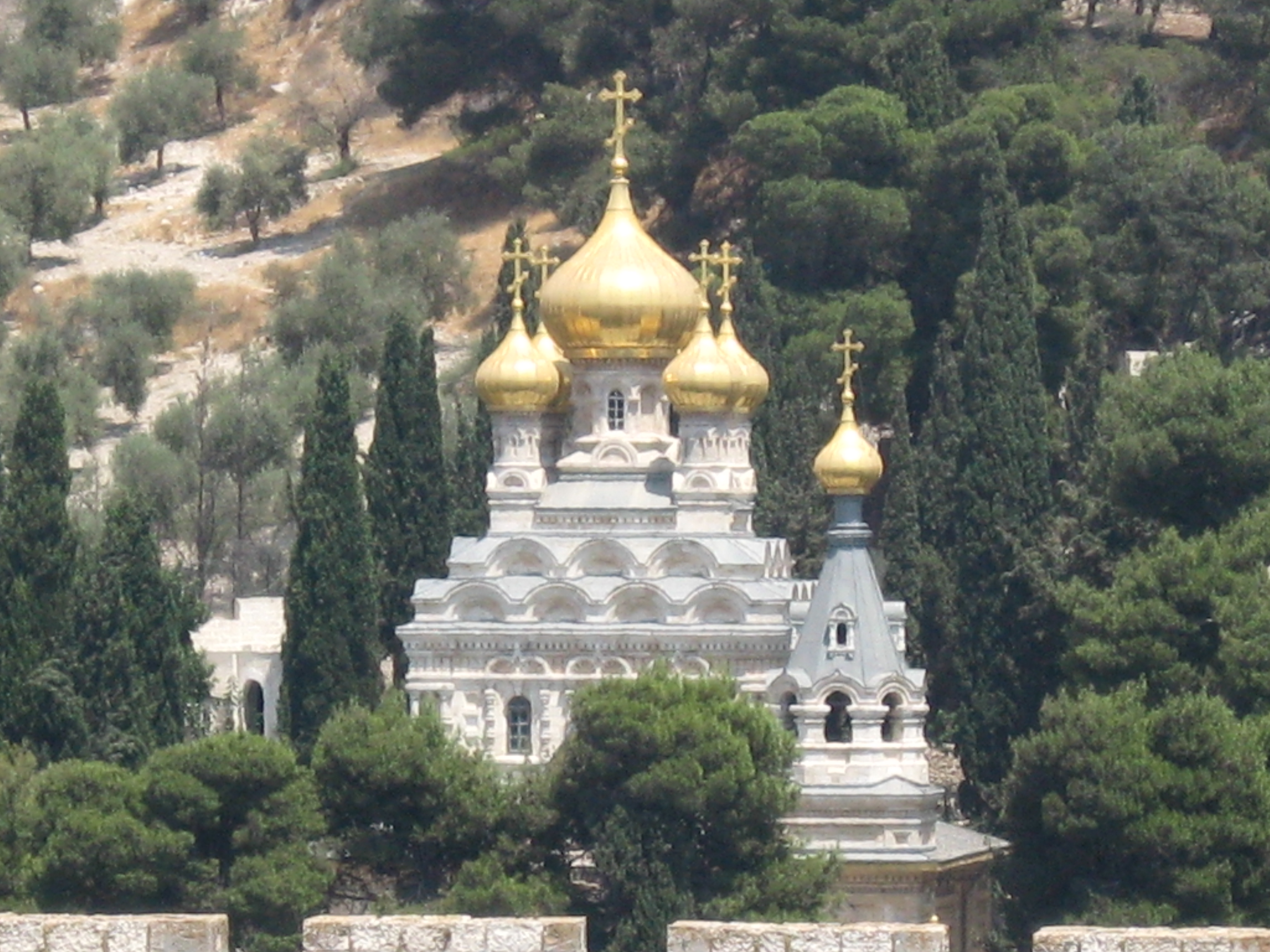
Igreja de María Magdalena, Jerusalém (arq. David Grimm, 1888)
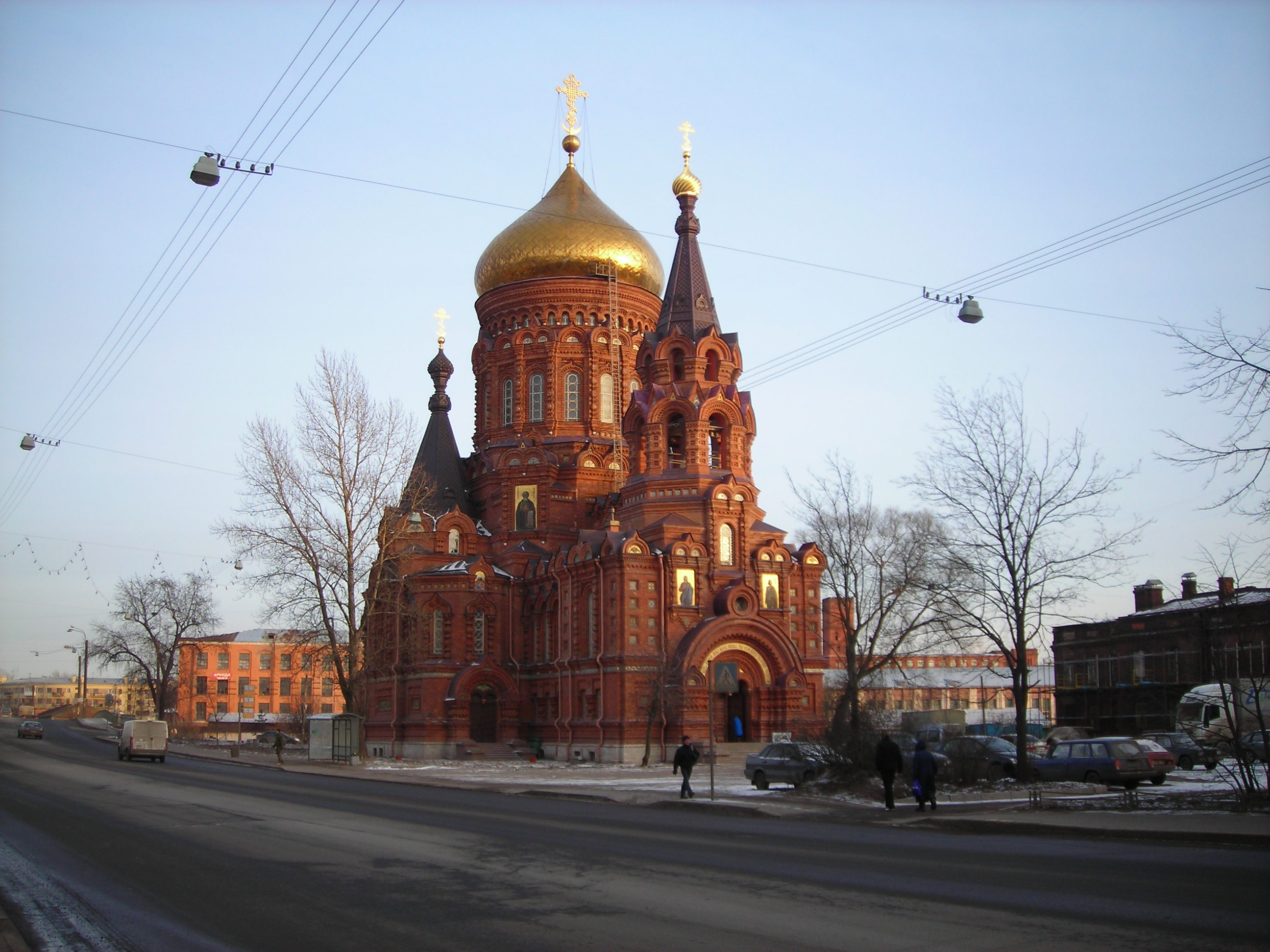
Igreja da Epifanía (San Petersburgo) (arq. Vasili Kosiakov, 1888)
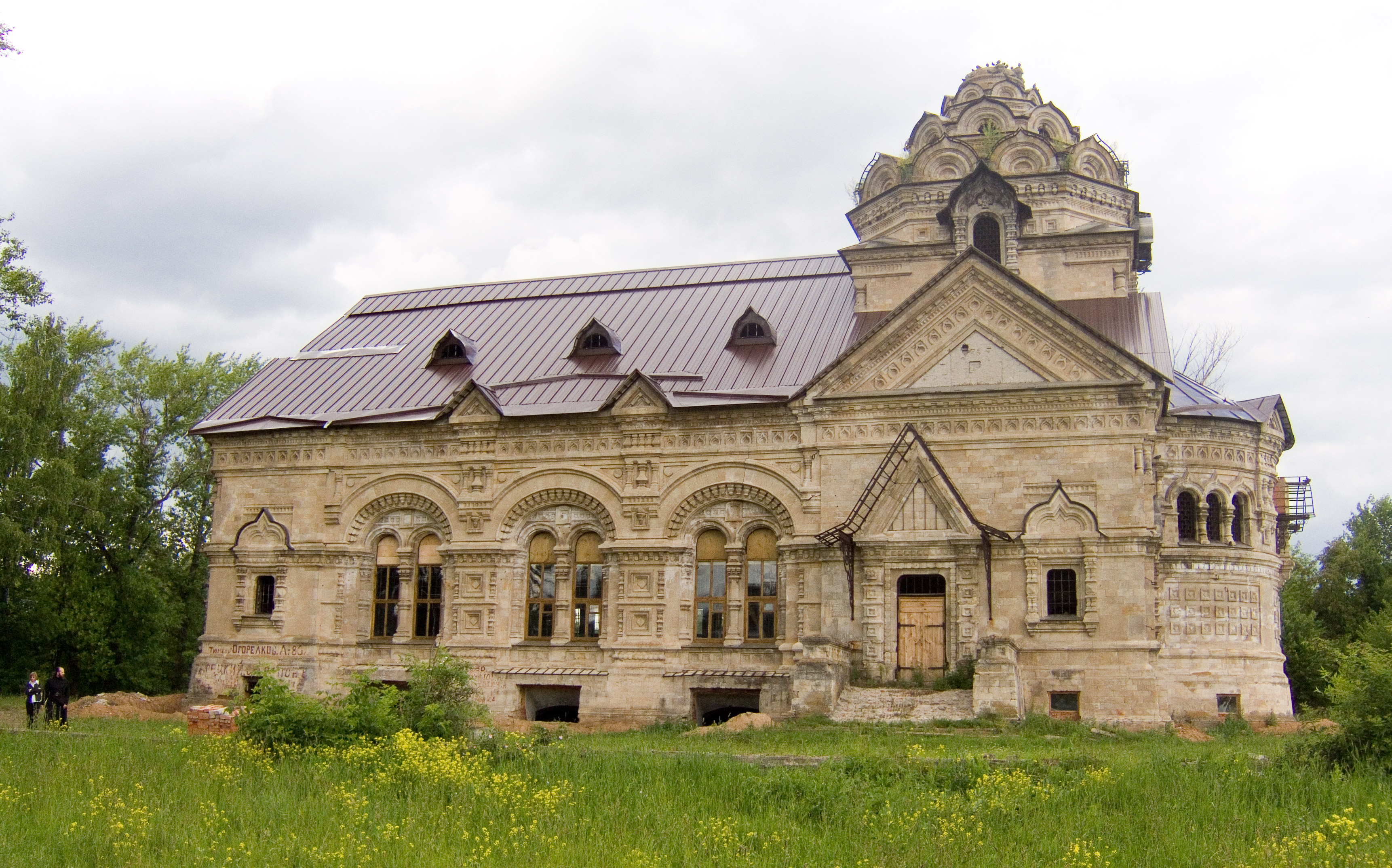
Templo de Demetriuo de Tesalonika, em Beryozovka, óblast de Lipetsk (Alexander Pomerantsev, 1891)
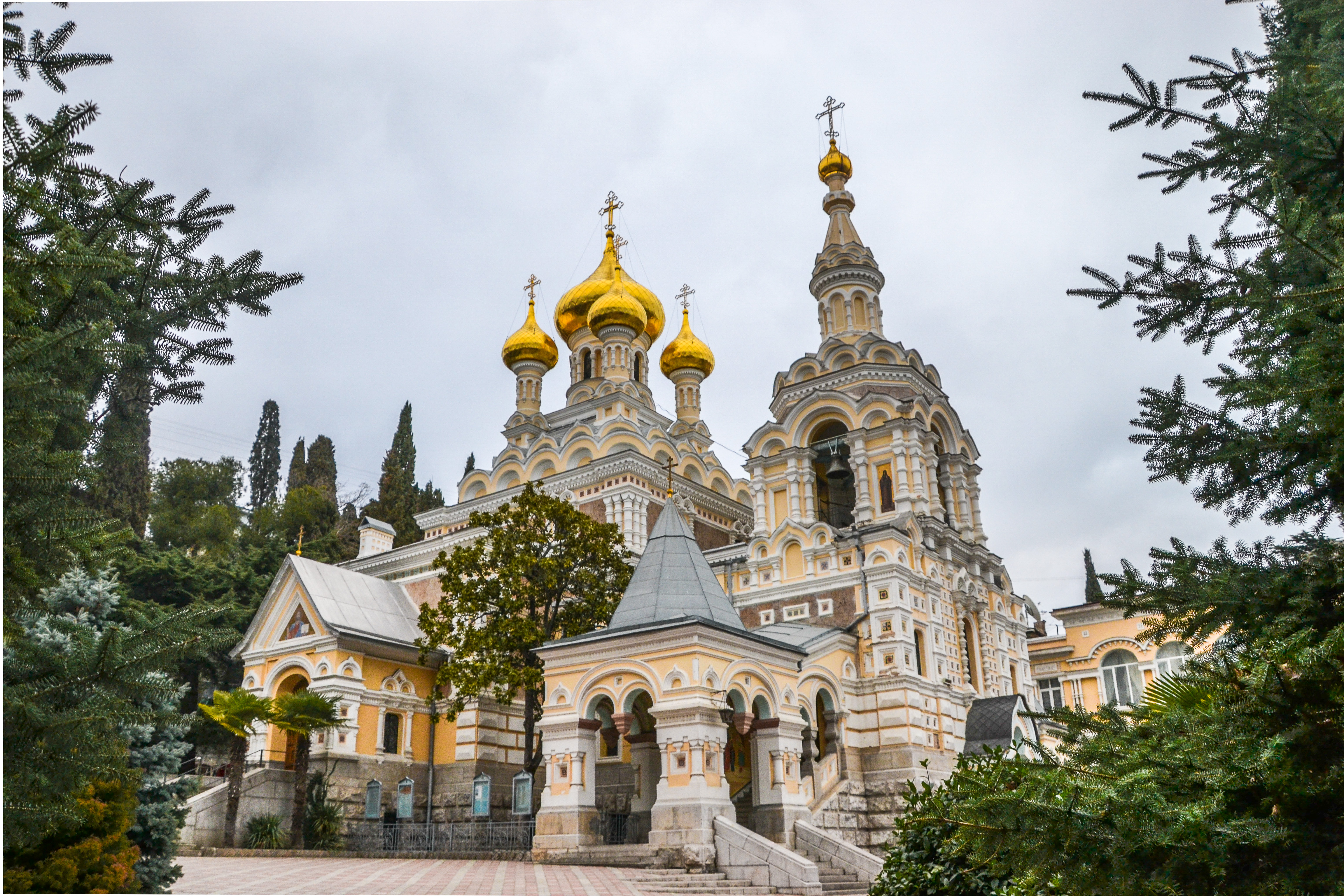
Catedral de Alexander Nevsky (Yalta) (arq. Nikolay Krasnov, 1891-1902)
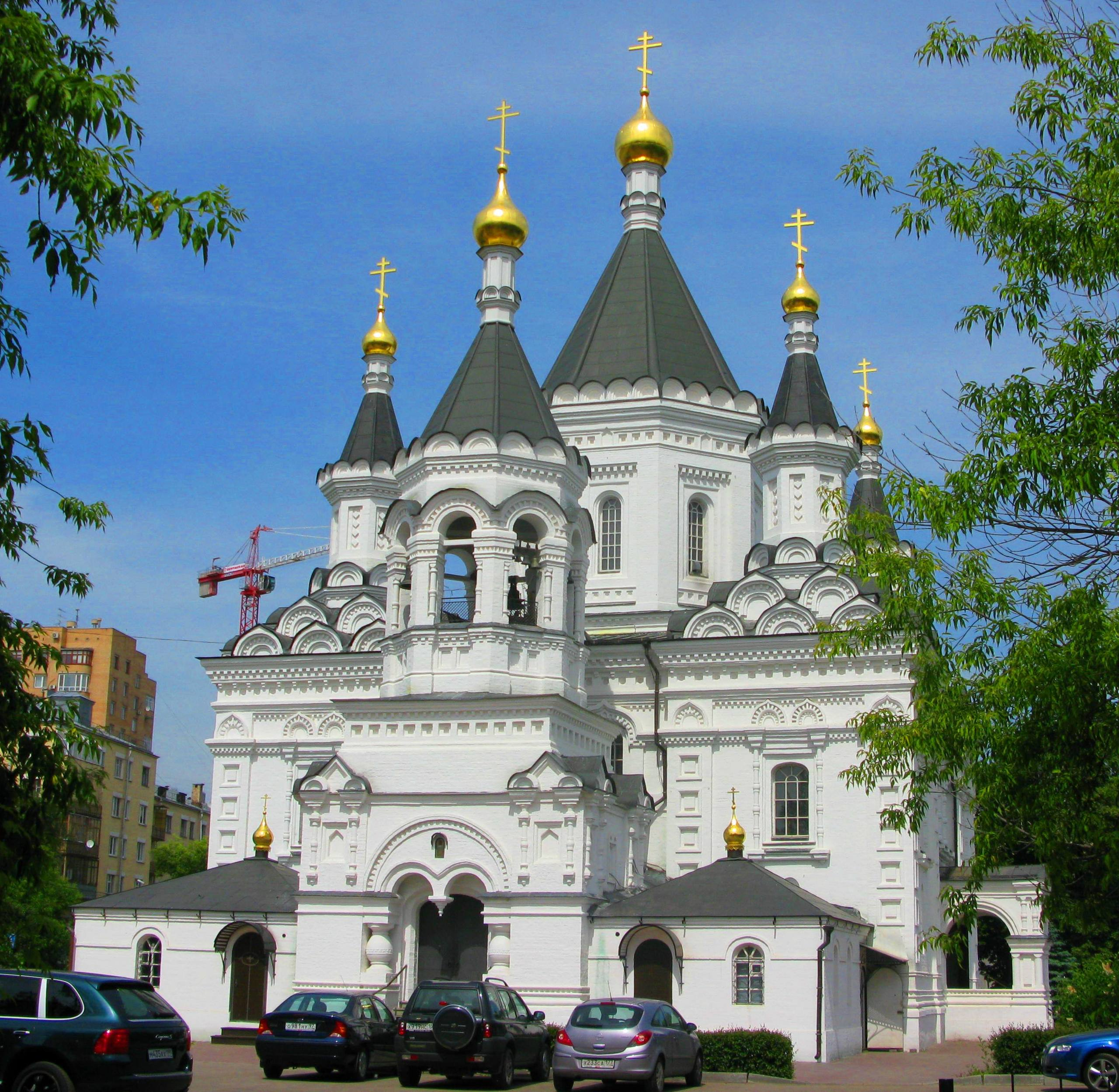
Igreja do Arcanjo Miguel de Moscou (arq. Mikhail Nikiforov, 1894-1897)
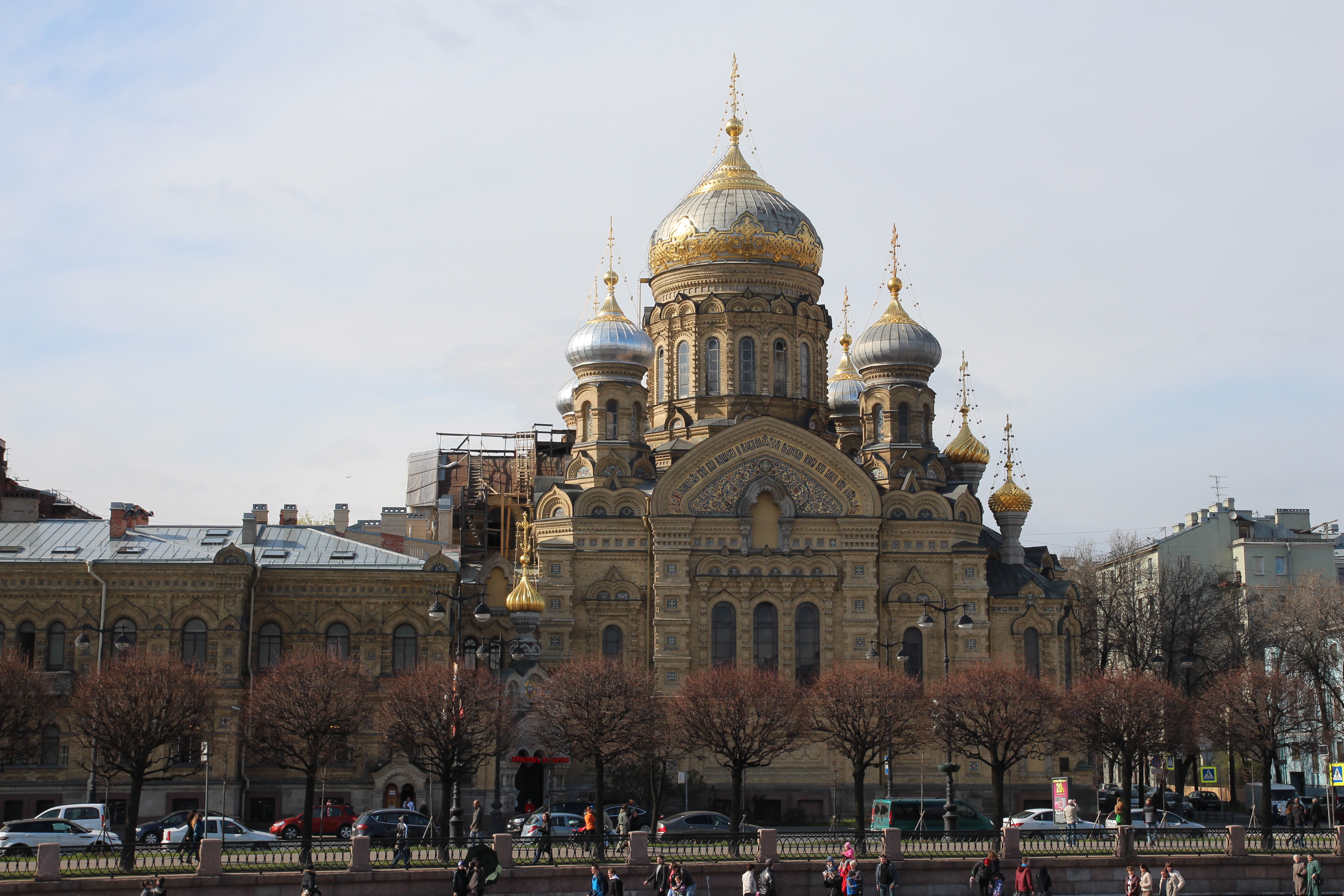
Igreja da Assunção, San Petersburgo (arq. Vasili Kosiakov, 1894-1900)
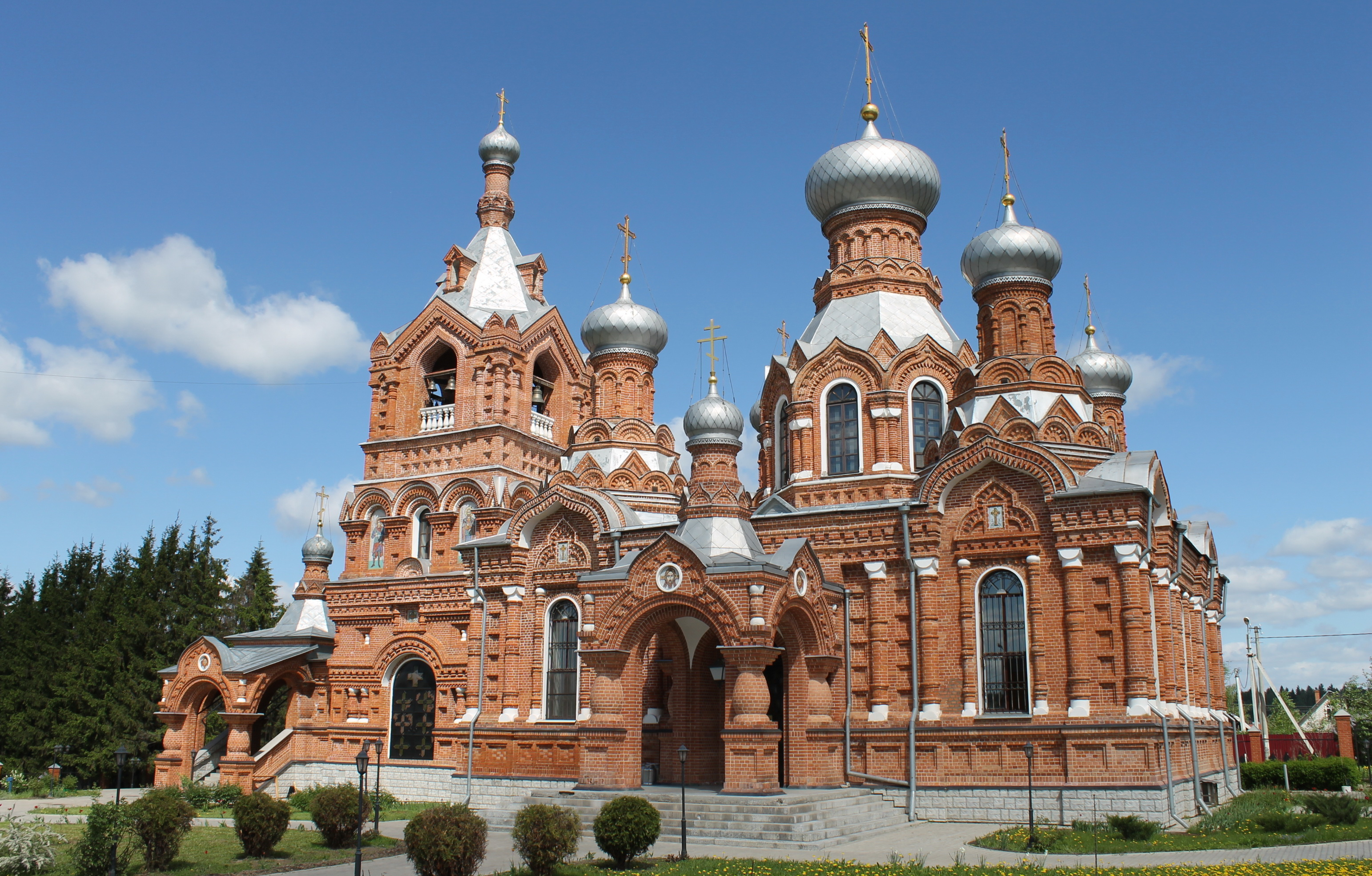
Igreja da Santa Cruz em Darna (arq.Sergei Sherwood, 1895-1900)

### No começo doséculo XX

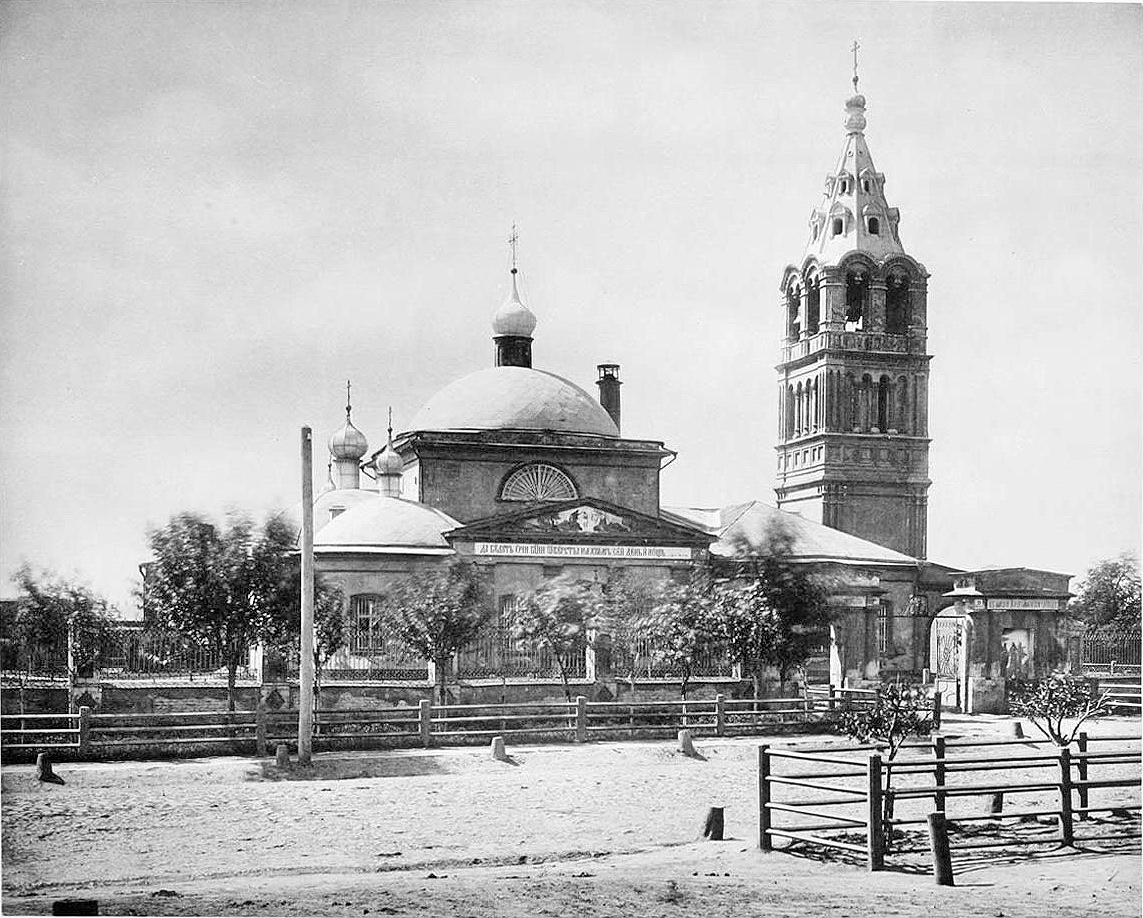
Catedral da Ascensão de Dorogomilovo (1898-1910), demolida em 1938

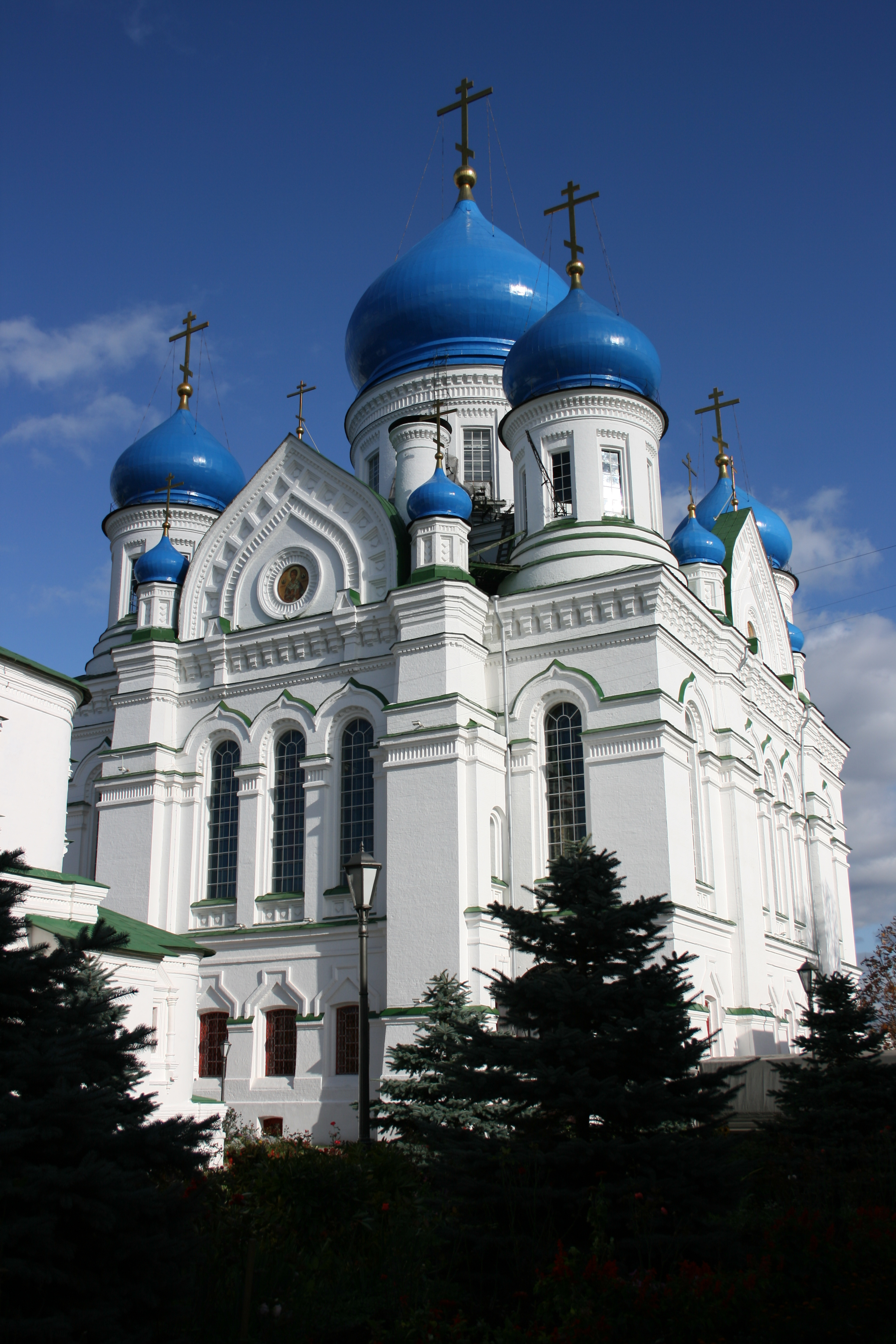
Catedral de Nossa Senhora de Iveron, Pererva (agora Moscou) (1904-1908)

A princípios do século XX, desenvolveu-se o "estilo neorrusso". Os arquitetos procuravam inspiração na simplicidade dos monumentos antigos, como os de Novgorod ou de Pskov, e outras regiões do norte de Rússia. As construções que seguiram foram às vezes também estilizadas no espírito do estilo romântico nacional dos países nórdicos.
Na mudança de século, a Igreja Ortodoxa Russa experimentou uma nova tendência, a construção de catedrais inusualmente grandes nos subúrbios da classe operária das grandes cidades. Algumas, como a catedral da Ascensão de Dorogomilovo (1898-1910), na periferia de Moscou, com capacidade para 10 000 fiéis, foram construídas nas áreas tranquilas nos arredores das cidades, que viam sua população crescer no momento de sua finalização (a catedral foi demolida pelas autoridades soviéticas em 1938). Os teóricos cristãos explicavam a eleição desses lugares remotos com o desejo de estender o alcance da Igreja à classe trabalhadora, e só à classe trabalhadora, num momento em que as classes mais ricas se afastavam dela. A arquitetura bizantina era uma opção natural para estes projetos. Era uma declaração clara das raízes nacionais, na contramão das heresias europeias modernas. Também eram bem mais baratas que as grandes catedrais neoclássicas, tanto nos custos iniciais como na manutenção posterior. Os maiores exemplos deste tipo completaram-se após a revolução russa de 1905.

Em São Petersburgo, este estilo neorrusso demonstrou-se nos edifícios religiosos dos arquitetos Vladimir Pokrovski, Stepane Kritchinski, Andre Aplaksine e Herman Grimm. Mas também se construíram neste estilo edifícios civis como a casa Koupermane, do arquiteto Alexandre Lichnevski na rua Ploutalova.

Edifícios religiosos de inicios del XX
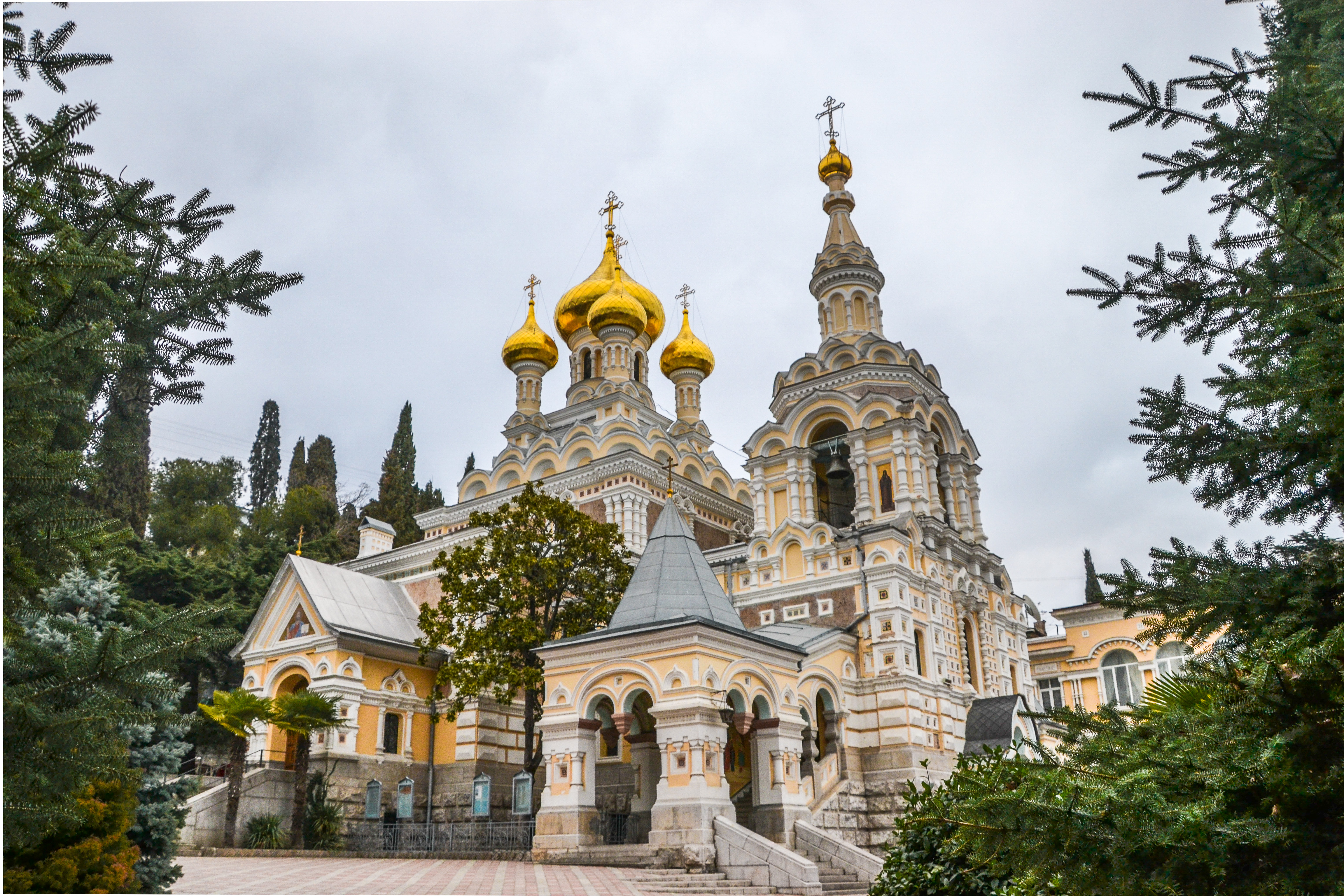
Catedral de Alexander Nevsky (Yalta) (arq. Nikolay Krasnov, 1891-1902)
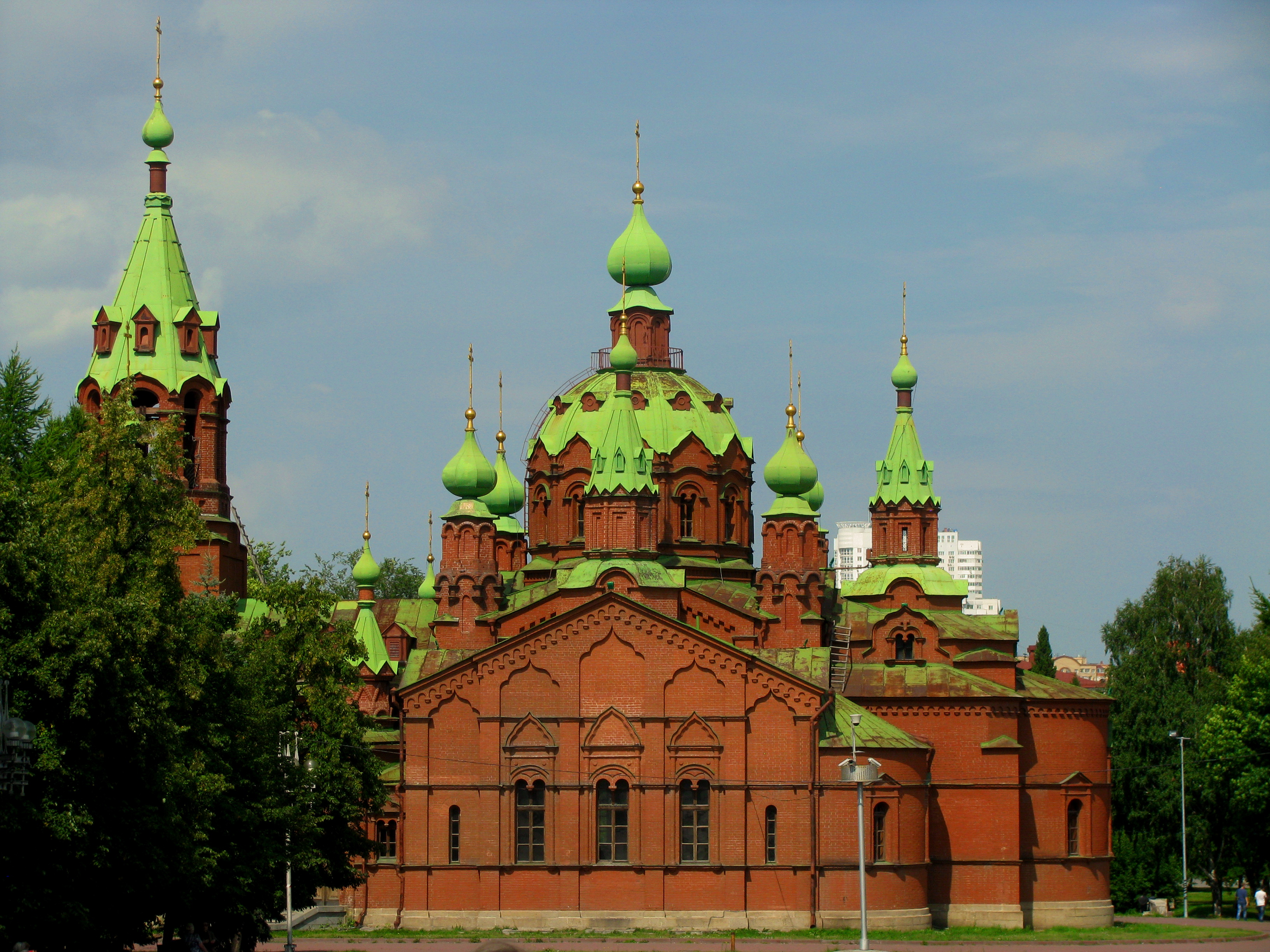
Igreja de Alexander Nevsky, Chelyabinsk (arq. Alexander Pomerantsev, 1911)
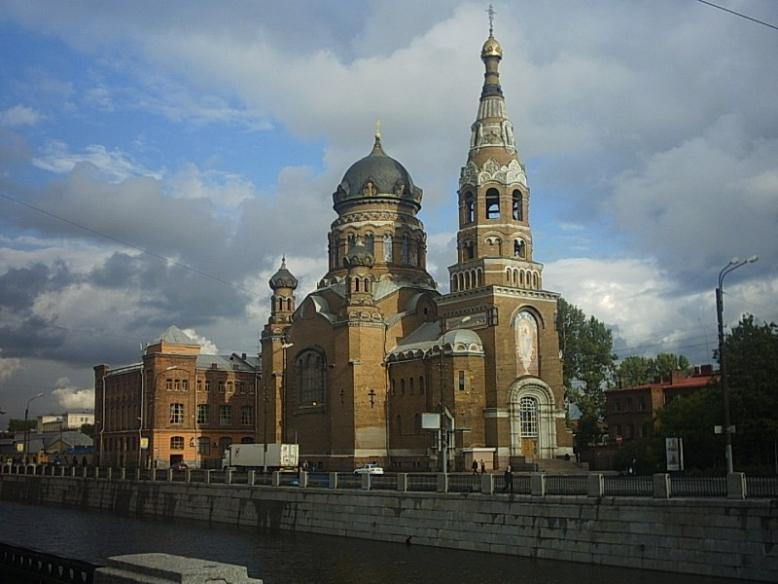
Igreja da Resurrección de Cristo (San Petersburgo) (1904-1908) (arq. G. Grimm/G. Goli/A. Goena)

Um exemplo interessante de estilo neorrusso (mas com algumas características modernistas) é a Igreja da Santa Faz em Kliazma, construída em honra dos 300 anos de reinado da dinastia Romanov pelo arquiteto Vasili Motyliov segundo os desenhos de Sergey Vashkov (1879-1914), aluno de Victor Vasnetsov em 1913-1916.

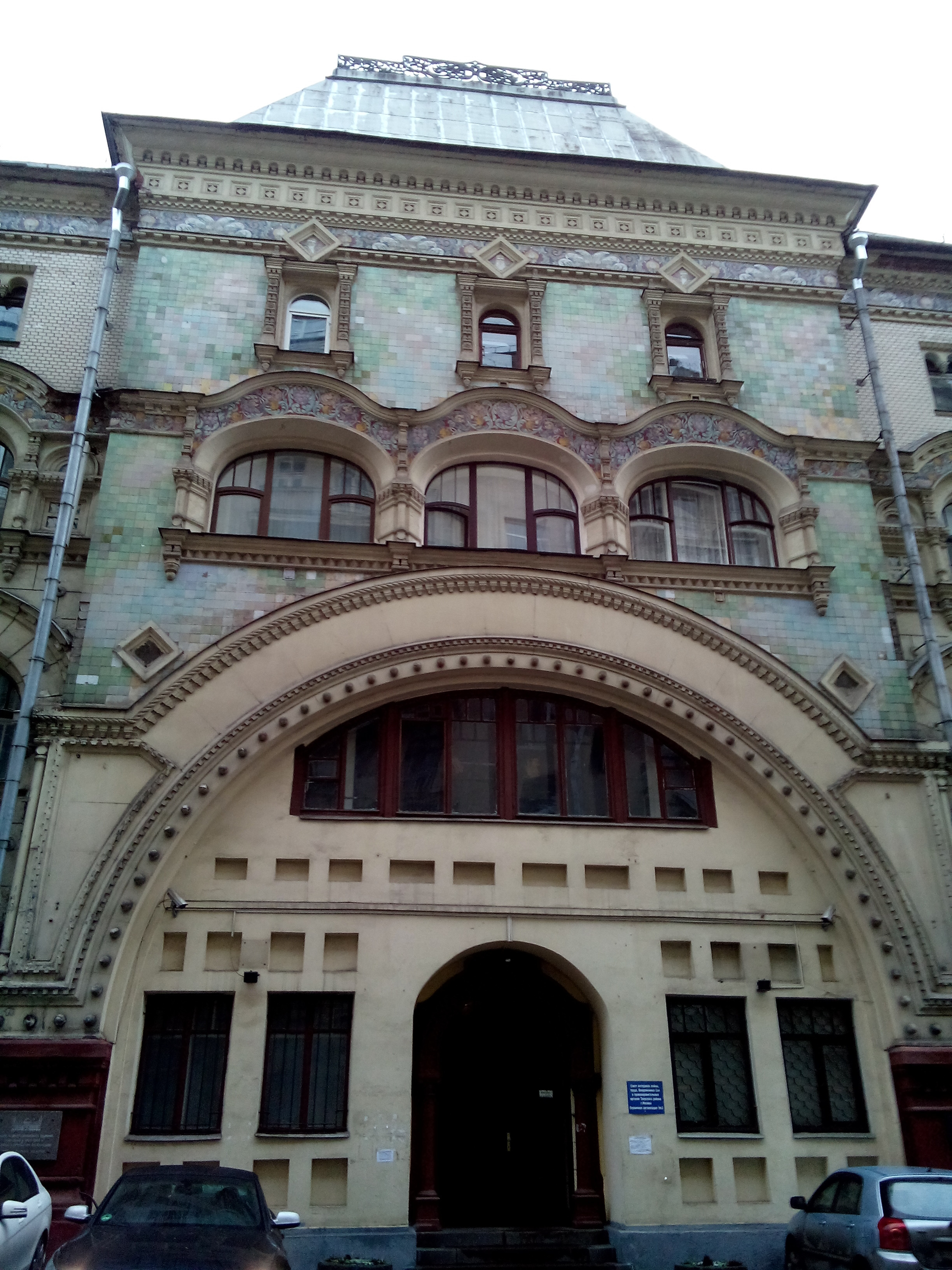
Savvinskoye Podvore
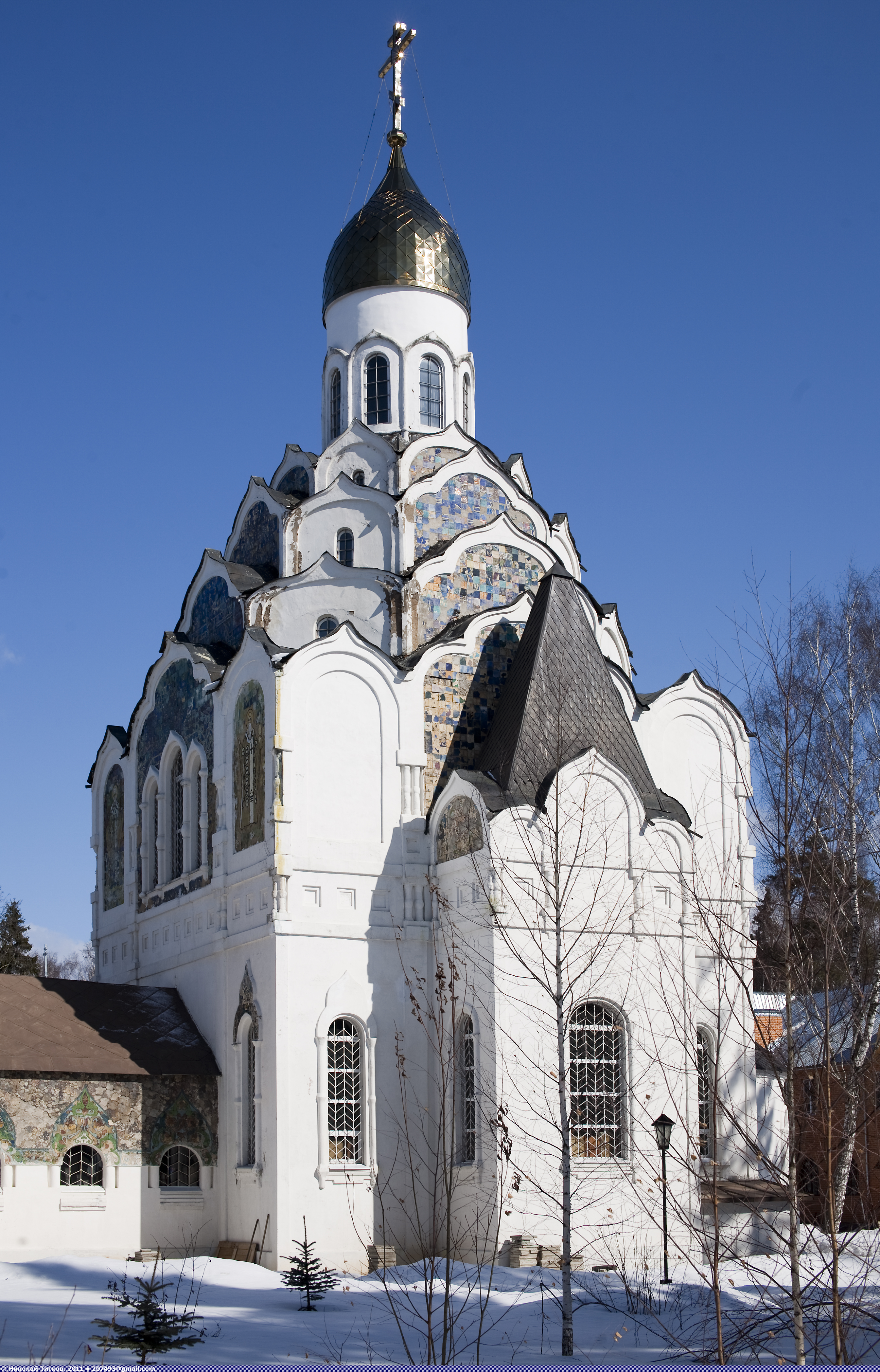
Igreja da Santa Face em Kliazma
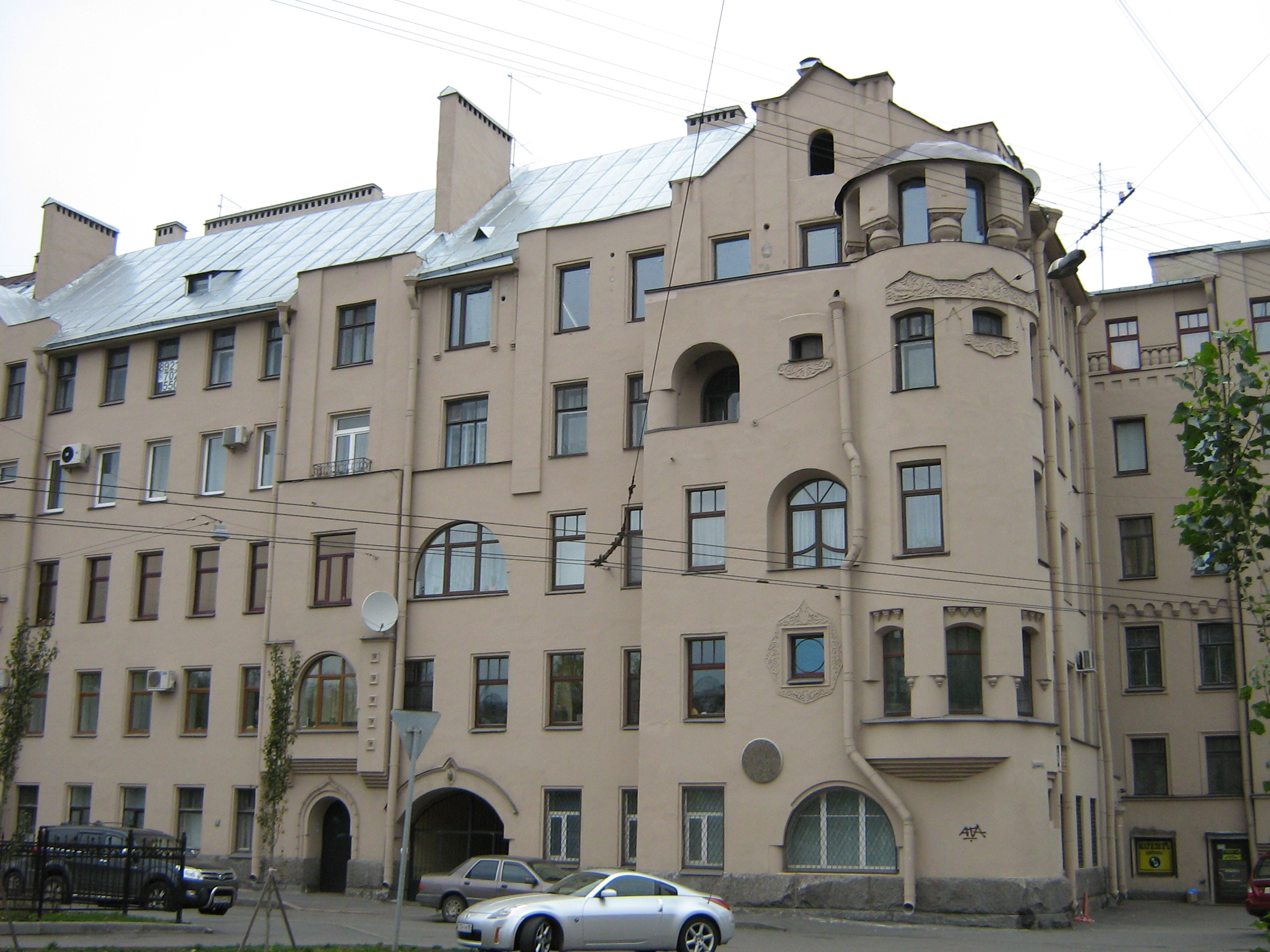
Casa Koupermane em San Petersburgo

### 1898-1917
- Catedral de Nossa Senhora de Iveron no monasterio Nikolo-Perervinsky, Pererva (agora Moscou)
- Catedral Naval de Kronstadt (1908–1913)
- Campanario do cemitério Rogozhskoye, de Fyodor Gornostaev (1908–1913)
- Igreja de Balakovo, de Fyodor Schechtel (1909–1912)
- Estação ferroviária do imperador na cidade de Pushkin (1912)
- Igreja de São Nicolau, de Belorusskaya Zastava em Moscou (1914–1921)

### Galeria de imagens

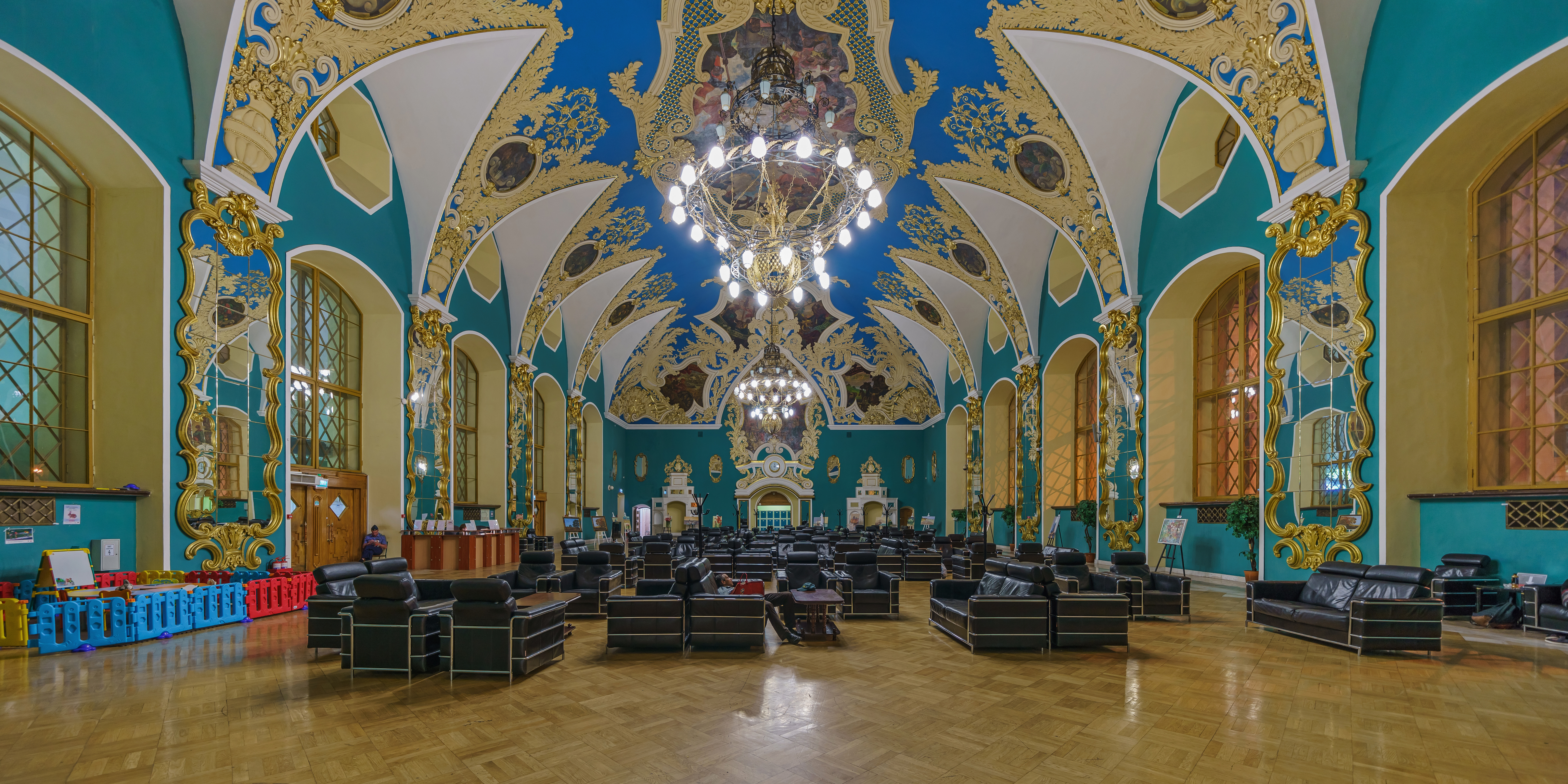
Estação Kazanskiy de Moscou (arq. Alekséi Shchúsev, 1864)
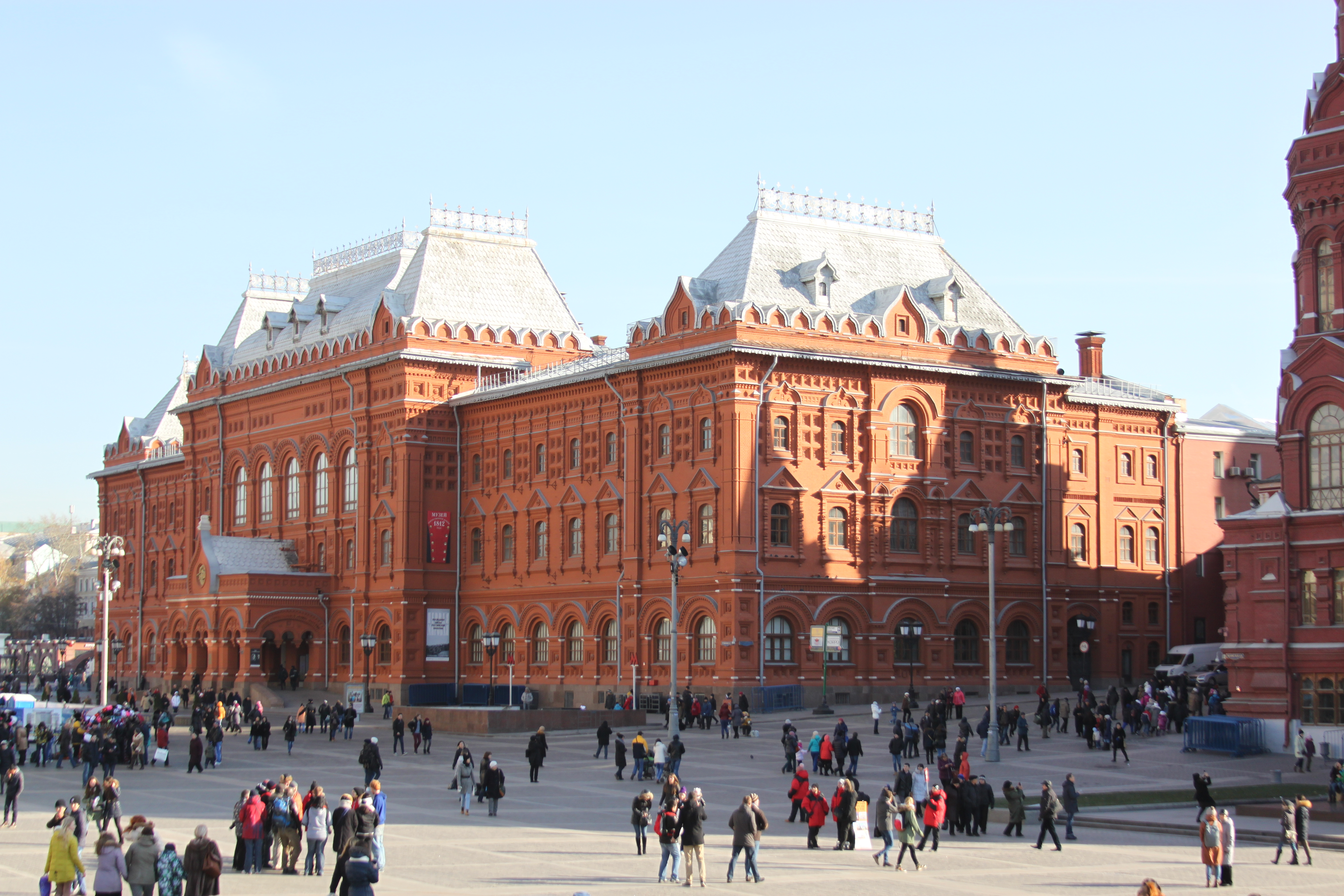
Duma da cidade de Moscou (arq. Dmitry Chichagov, 1887-1892)
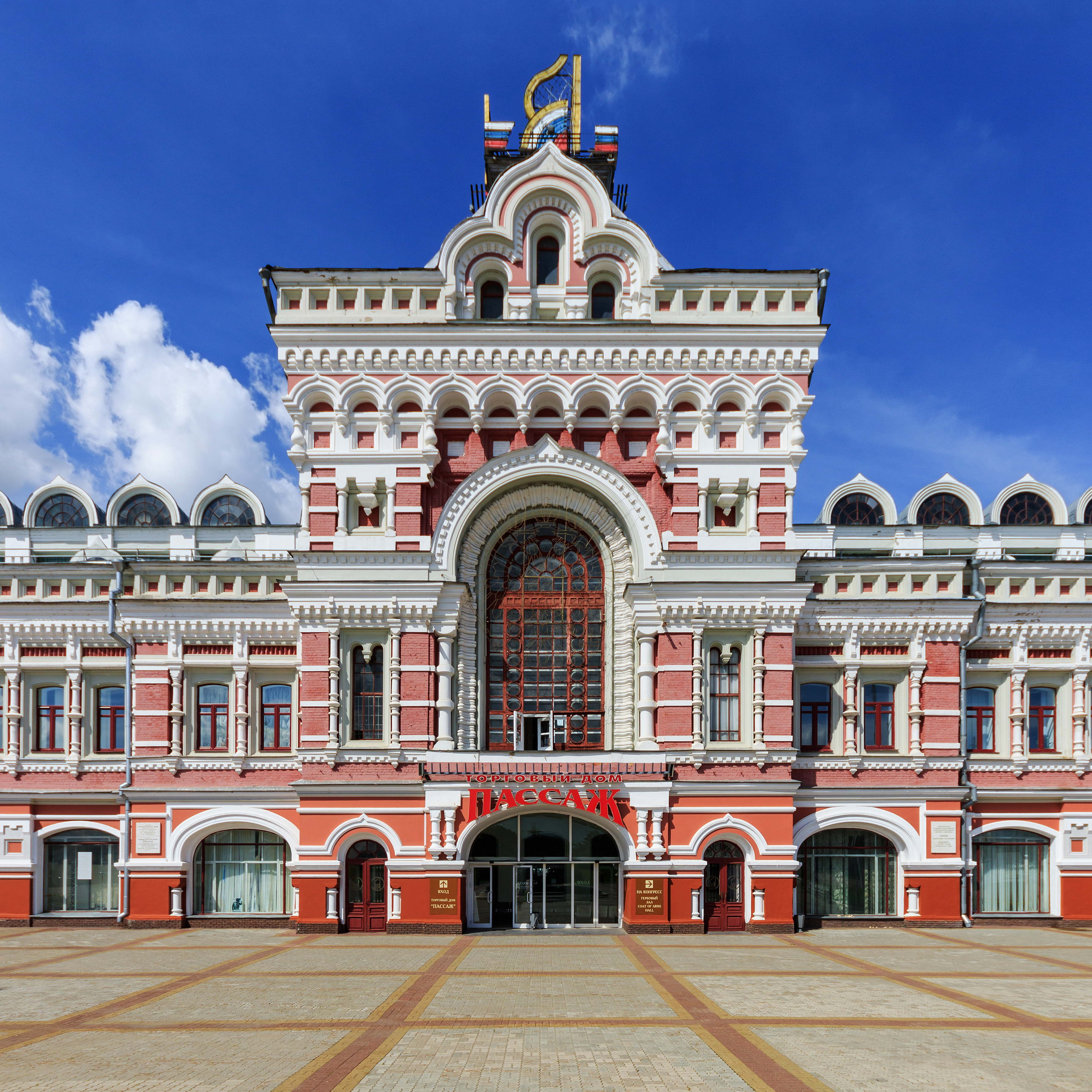
Edifício principal da Feira de Nizhni Nóvgorod (arq. Treiman, A. von Gauguin e A. Trumbitsky, finais dos 1880)
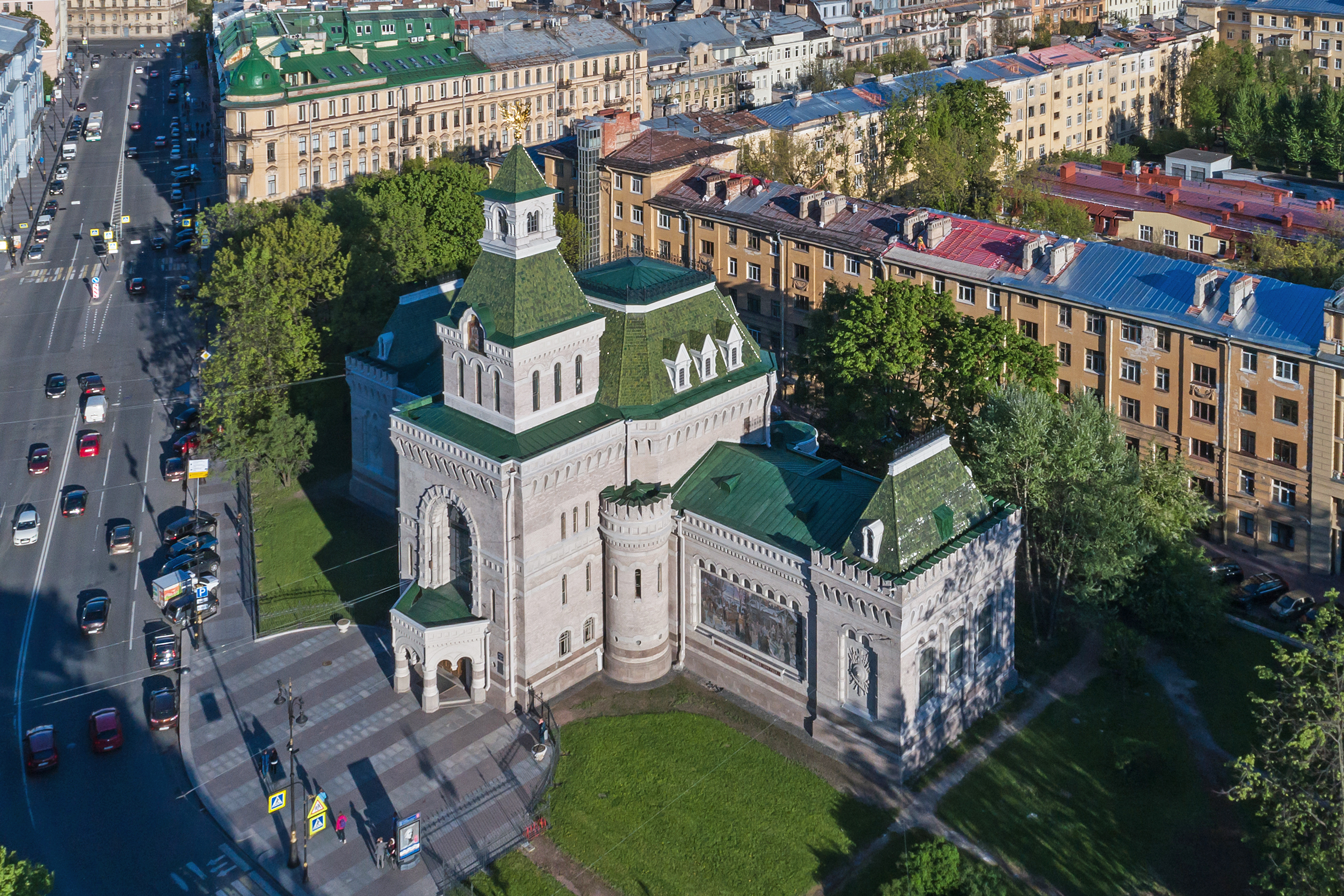
Museu Suvorov (San Petersburgo) (arq. Alexander von Hohen, 1904)
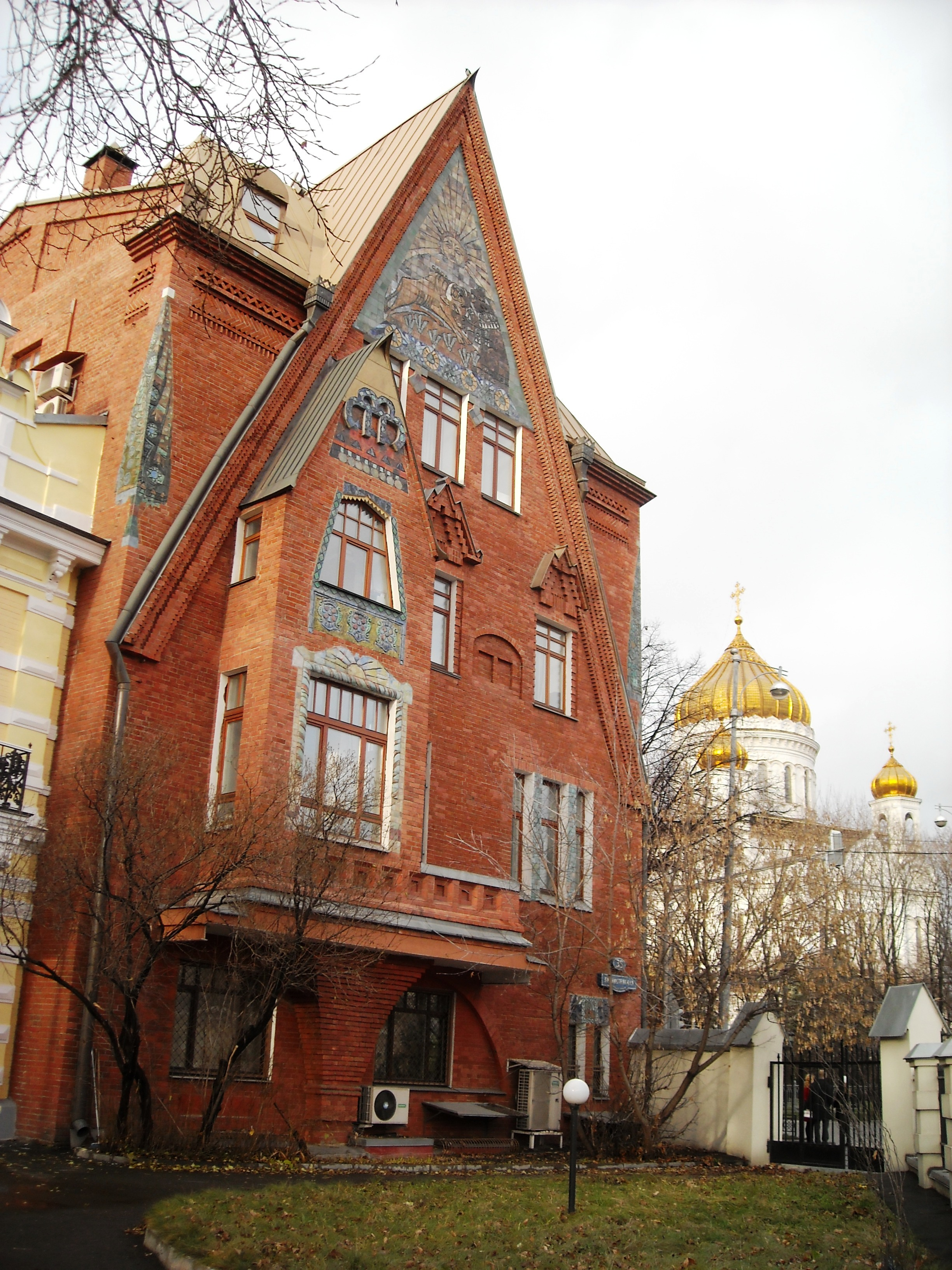
Edifício Pertsov, 1906–1910
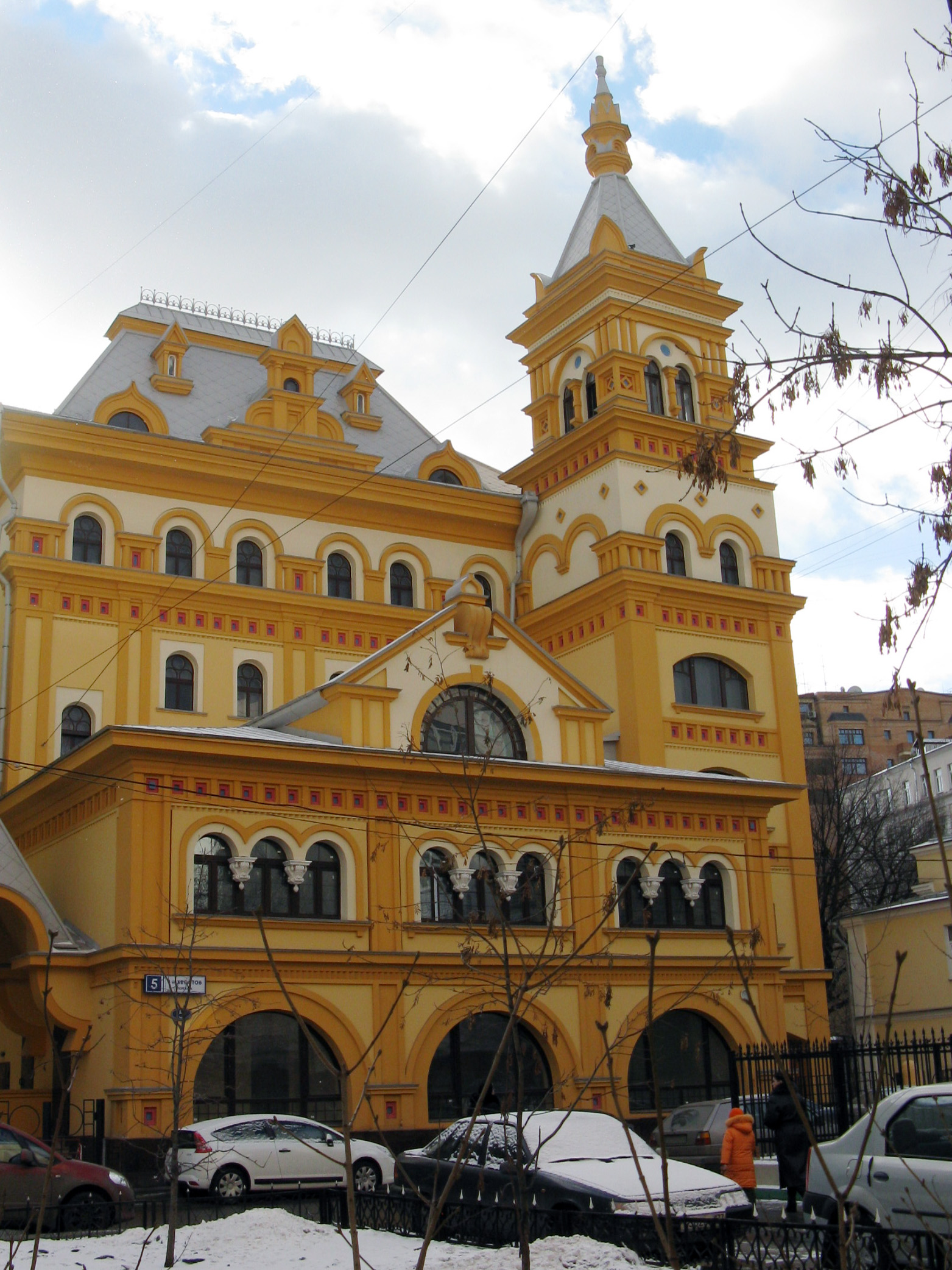
Edifício moderno "Теремок" em Moscou
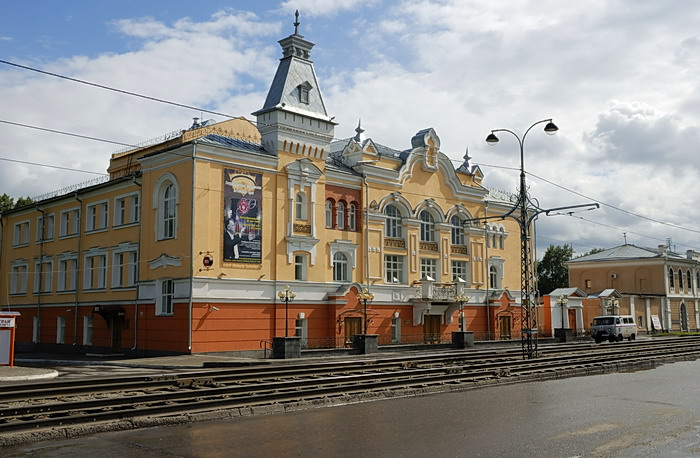
Edifício Filarmónico, Barnaul
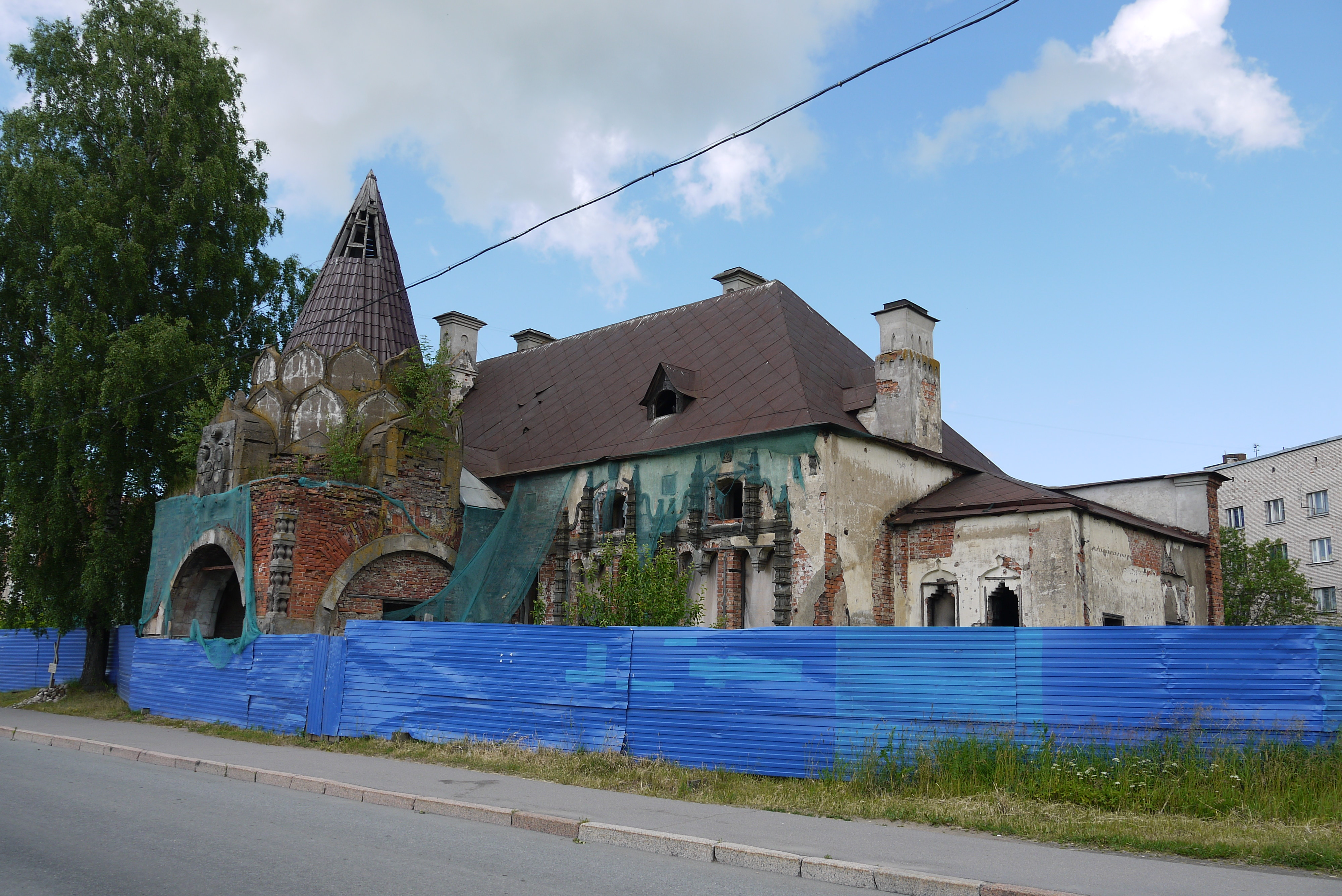
Estação de comboio do imperador na cidade de Pushkin
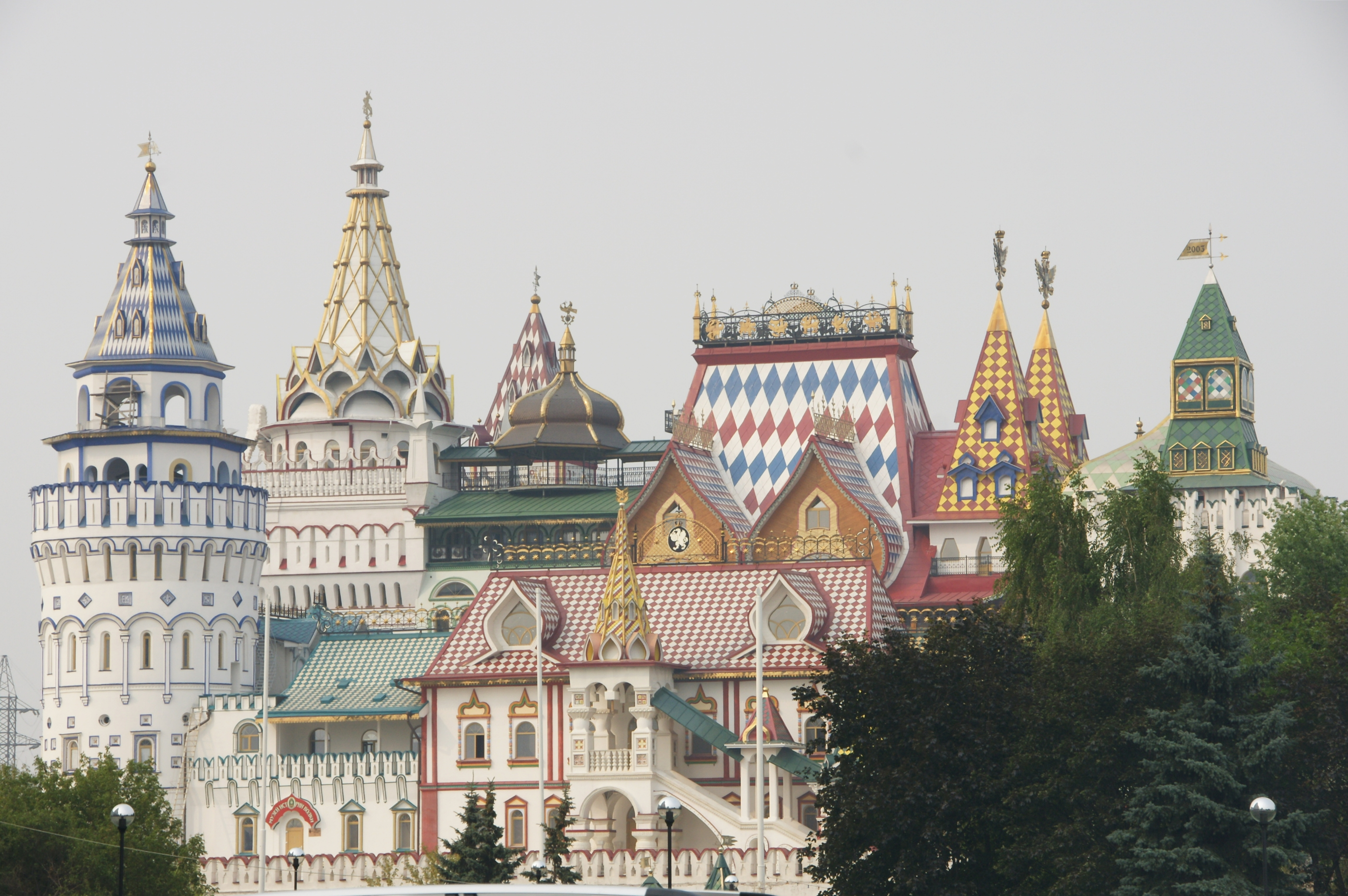
Kremlin de Izmailovsky

## Conquistas dos principais arquitetos

### Víktor Vasnetsov

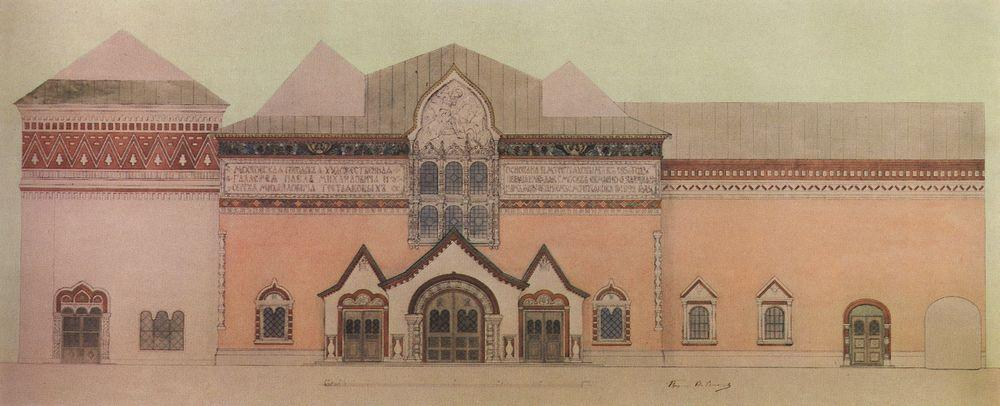
Esquema da fachada da Galeria Tretyakov (1904)

É a Víktor Vasnetsov (1848-1926) a quem devem-se os primeiros experimentos arquitetônicos baseados na interpretação emocional do folclore e dos contos russos que são a maraca do estilo neorrusso. No domínio de Savva Mamontov, em Abramtsevo, ele construiu uma igreja de pedra. Mas ao invés de copiar os detalhes arquitetônicos das igrejas de Pskov e de Novgorod, do século XIV, ele tentou capturar o espírito e a atmosfera desses edifícios religiosos. Também contribuiu à arquitetura algo de sua técnica de pintura histórica de inspiração épica, próxima ao art nouveau. Em Moscou construiu em 1927 na rua que agora leva seu nome (Vasnetsov Pereoulok), uma casa de conto de fadas feita de troncos enegrecidos sobre paredes cobertas de branco.

O sucesso arquitetônico mais conhecido de Vasnetsov é a Galeria Tretiakov (1900-1905). A fachada emblemática é coroada pelas armas da cidade de Moscou, talhadas em pedra branca. Vasnetsov criou uma metáfora pitoresca da antiguidade russa sem que seus empréstimos não fossem específicos. 

Obras de Víktor Vasnetsov
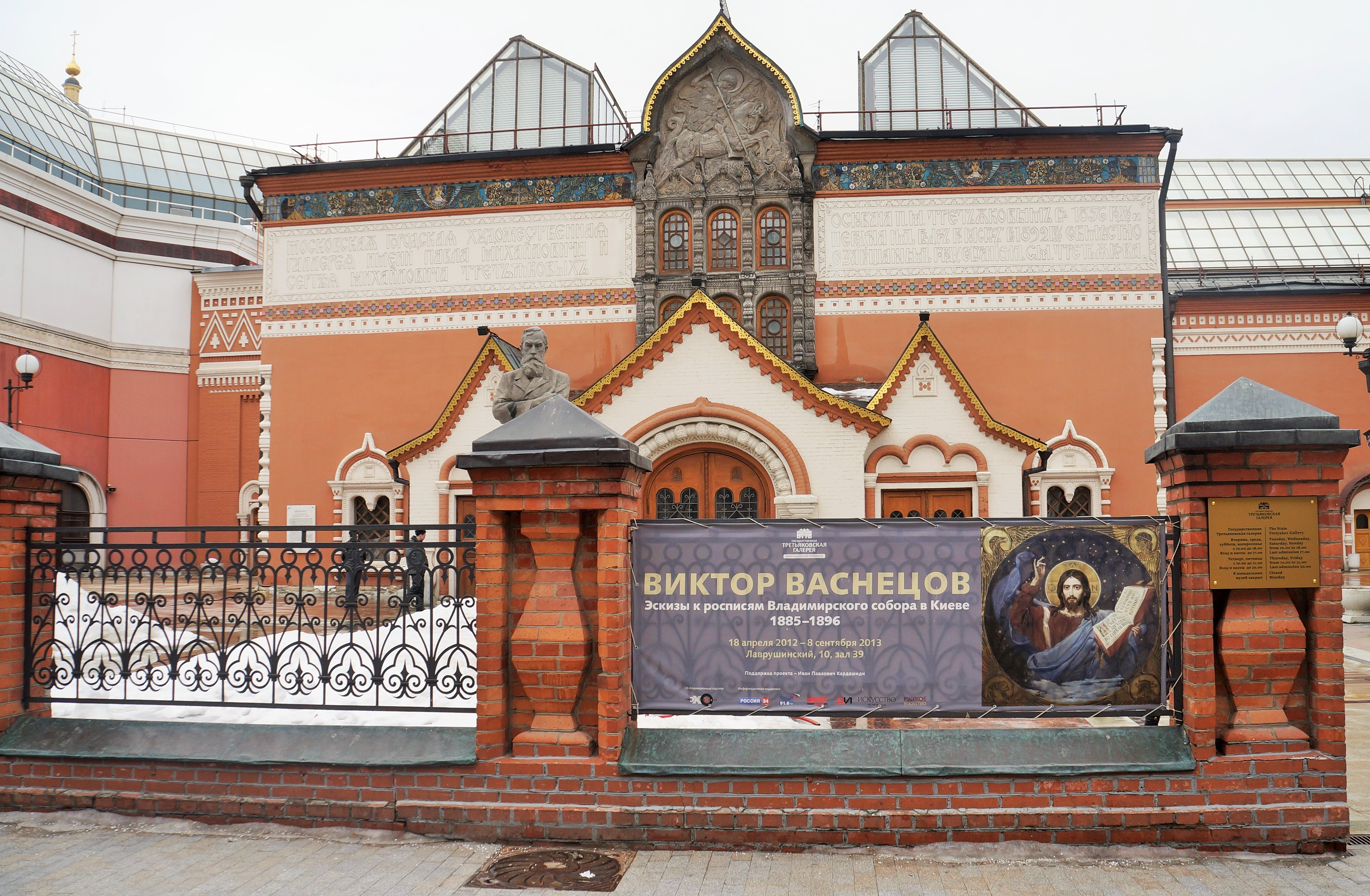
A galeria Tretiakov (1900-1905)
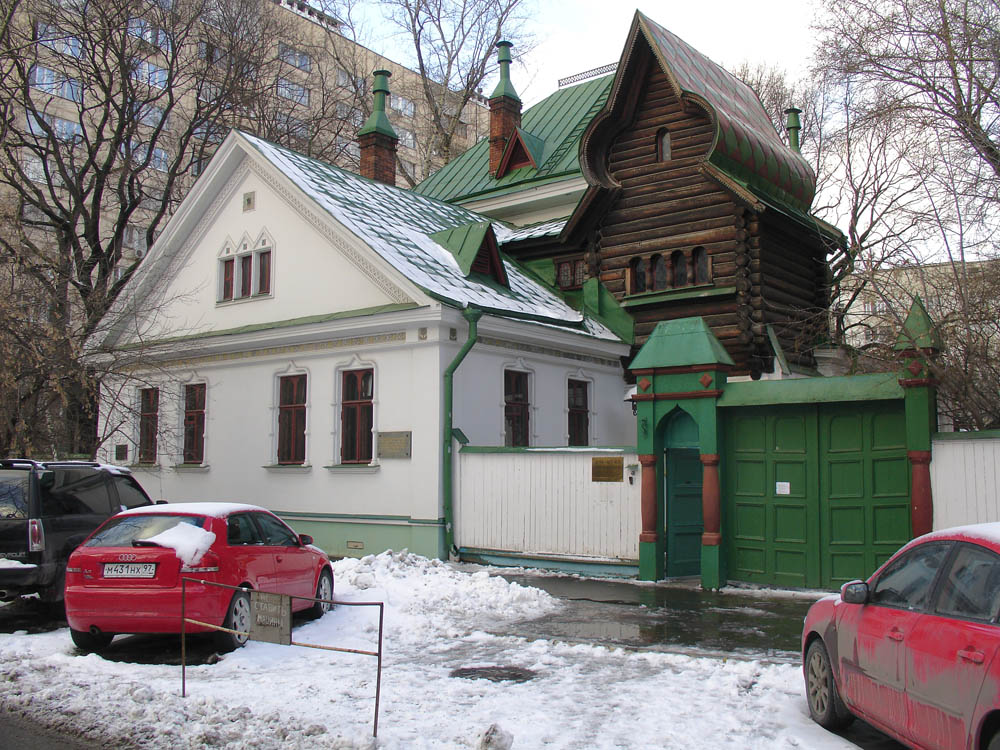
Casa Vasnetsov de Moscou (1927)
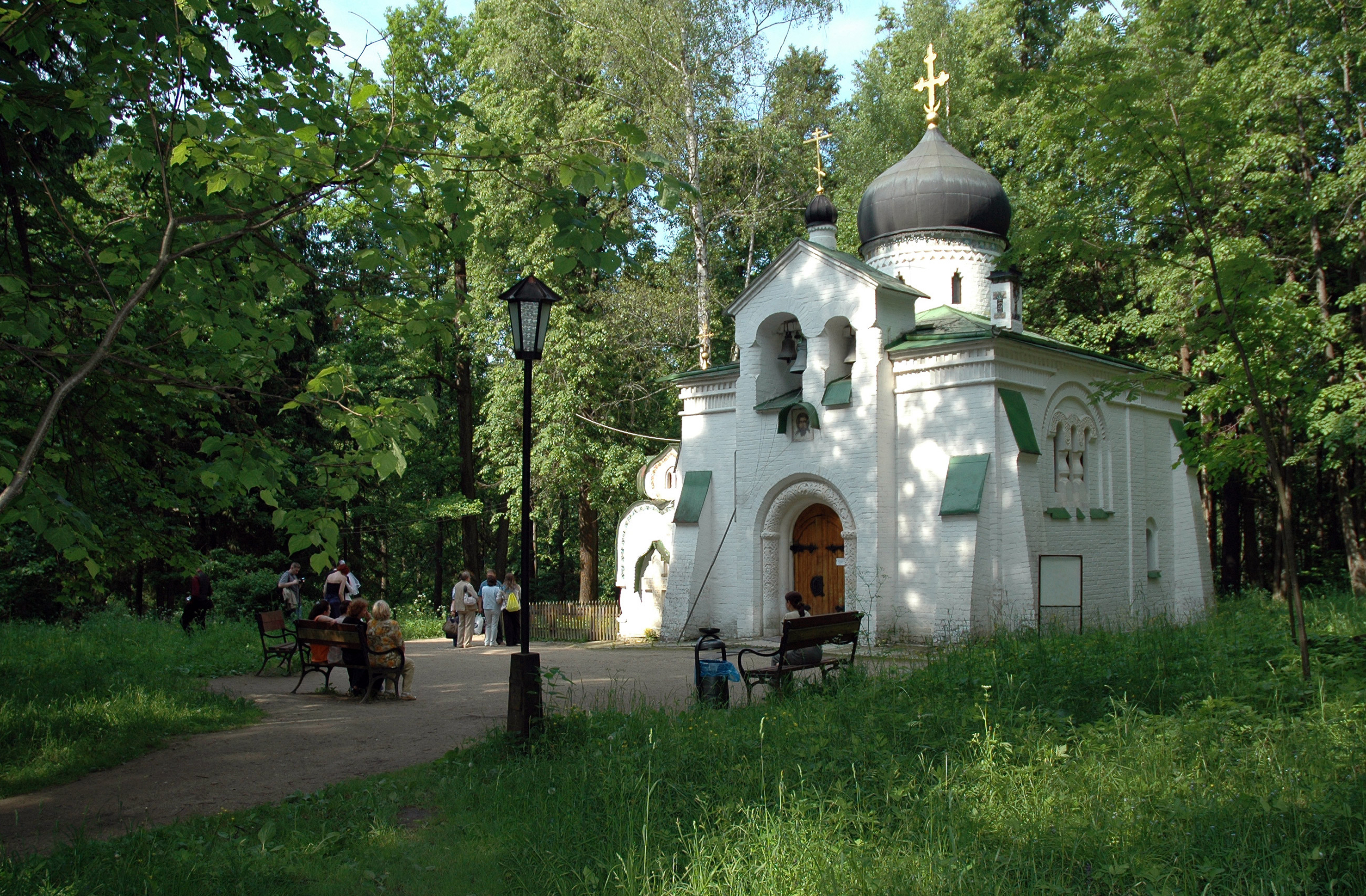
Igreja de Abramtsevo
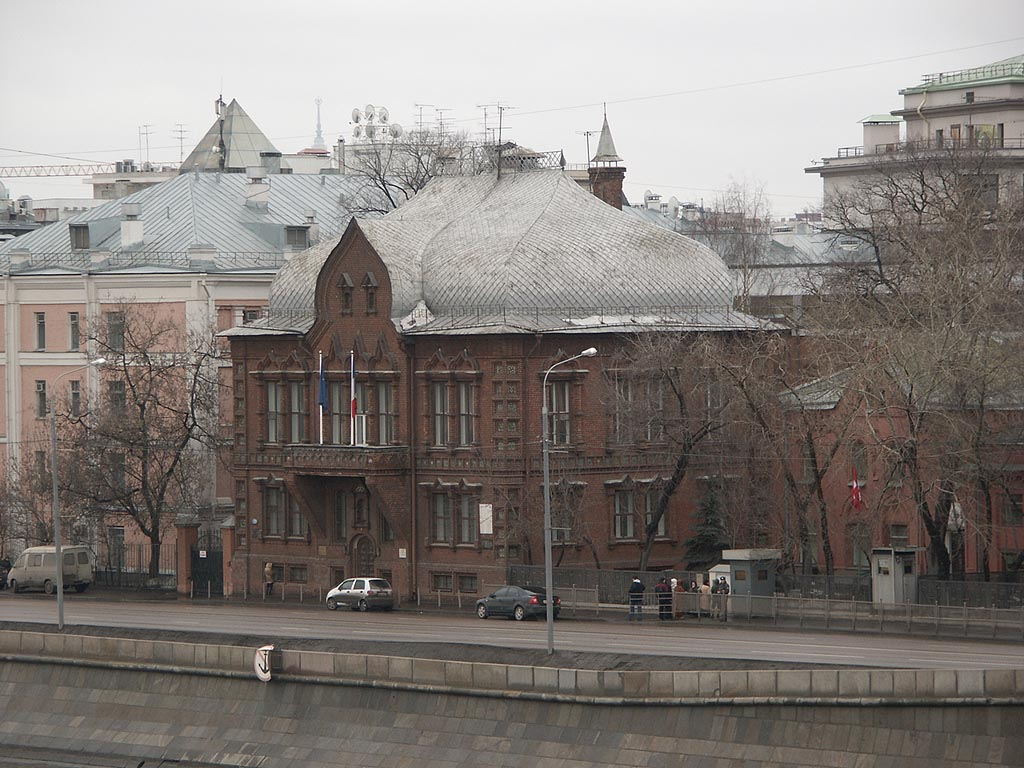
Mansão Tsvetkov, lar do padrão e colecionista Ivan Tsvetkov no terraplén Prechistenskaya, construído para albergar uma colecção privada de pinturas e gráficos. (1899—1901)

### Sergei Maliutin
Sergei Maliutin, um ilustrador de contos e pintor, foi também diretor de obras fantásticas ao estilo neorrusso. Seus desenhos foram utilizados para construir o pequeno Terem de Talachniko na quinta da Grande Duquesa Maria Tenicheva. O mesmo estilo encontra-se na casa Pertsov em Moscou (1905-1907).

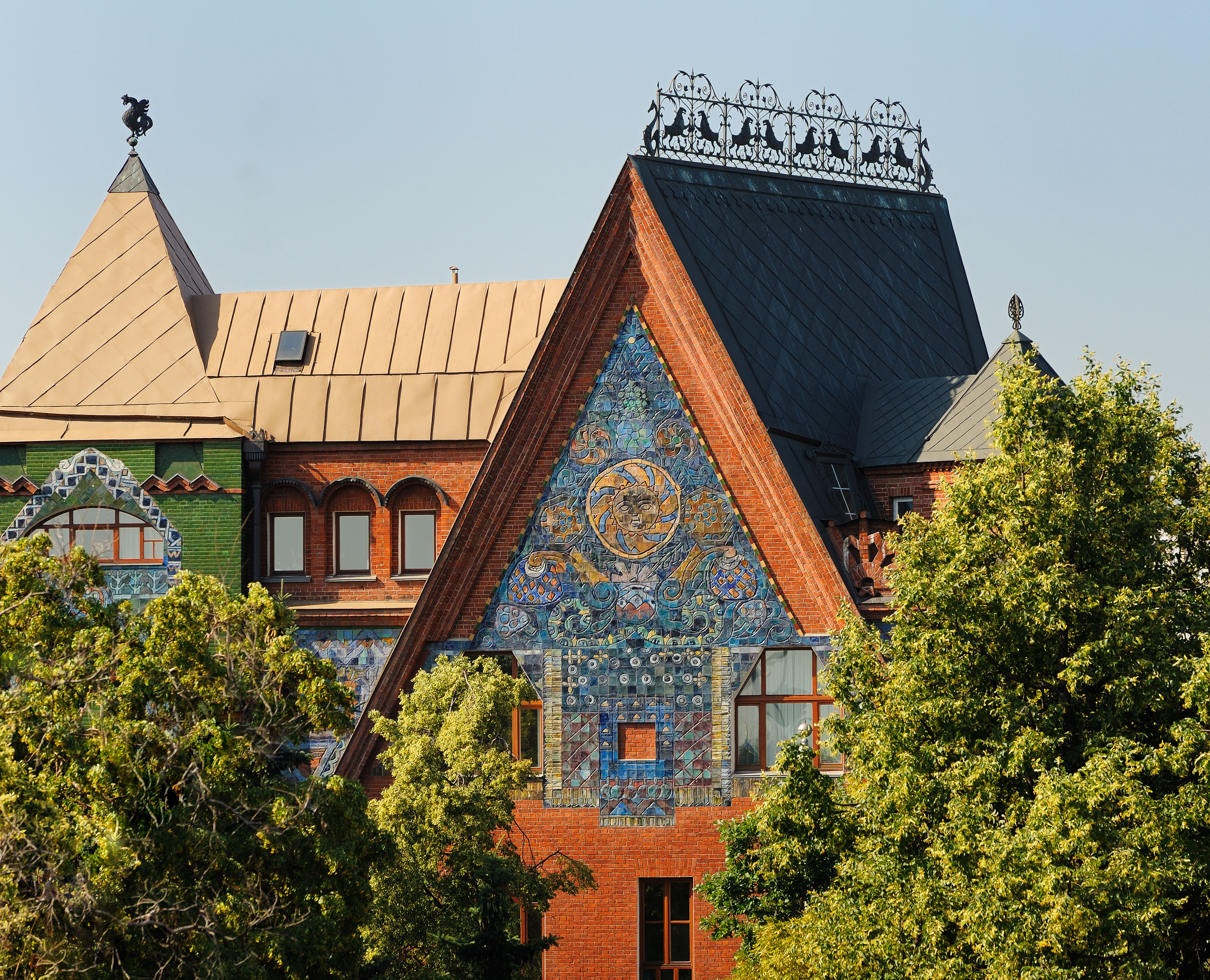
Casa Pertsov
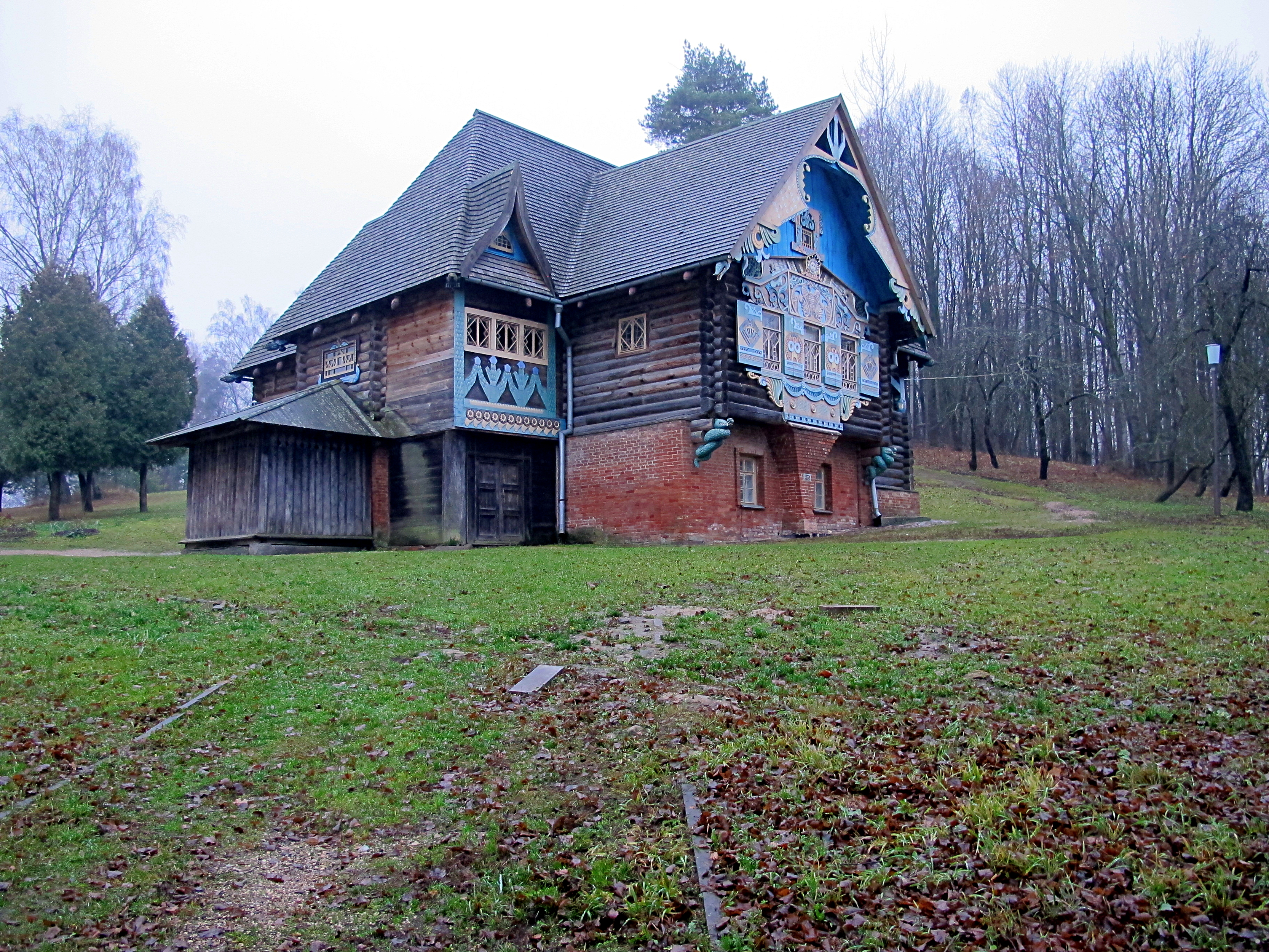
Teremok

### Franz Schechtel

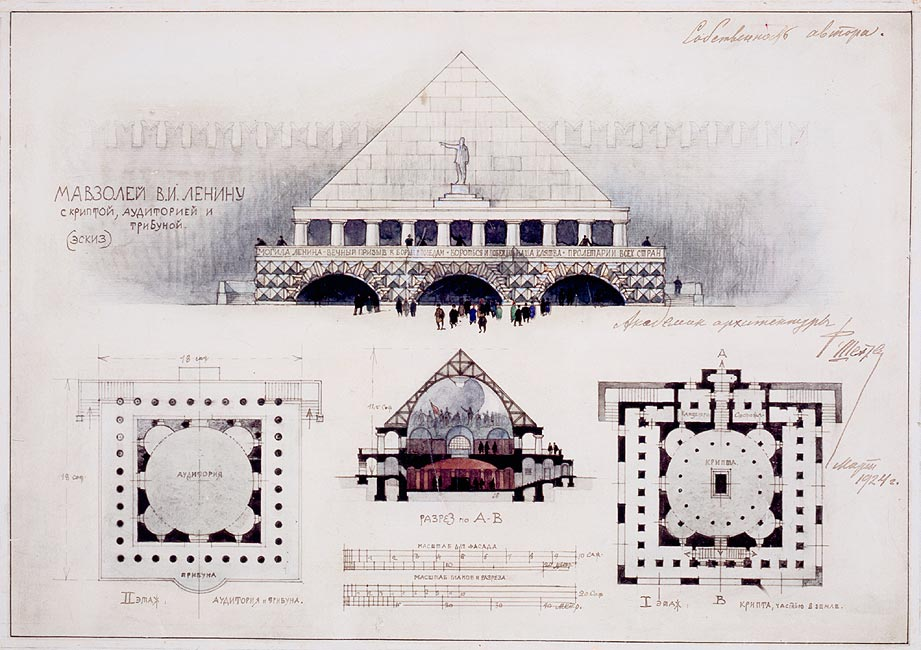
Projeto para o mausoléu de Lênin (1924)

O edifício mais importante de Franz Schechtel (1859-1926), a estação Yaroslavsky de Moscou (1902-1904), foi construído quando o estilo neorrusso ainda não estava livre do art nouveau. A ideia do arquiteto era criar uma imagem sintética das extensões do norte de Rússia, já que os viajantes as veriam ao partir desta estação. A arquitetura da antiga Rússia era uma fonte de inspiração, mas Schechtel não se limitava só a reproduzi-la. O portal em frente parece convidar à viagem. Maiólicas ricamente coloridas dispõem-se embaixo das cornijas. O arquiteto cria uma variação do art nouveau baseada nas lendas e nos contos russos mais do que na história propriamente dita. Combinado com o conceito arquitetônico do art nouveau, o estilo neorrusso estuda minuciosamente a arquitetura da antiga Rússia a fim de identificar os princípios básicos e conduzir a uma percepção puramente artística e emocional.

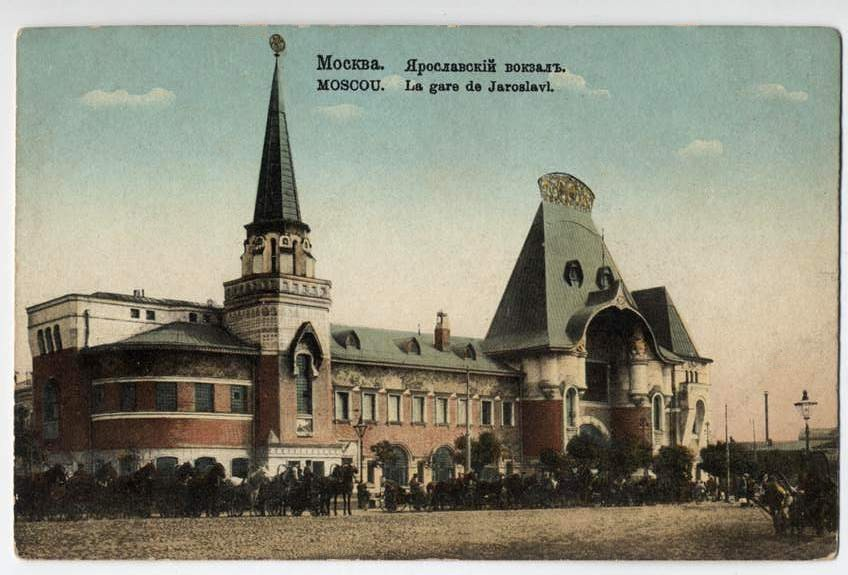
Estação ferroviária de Yaroslavl
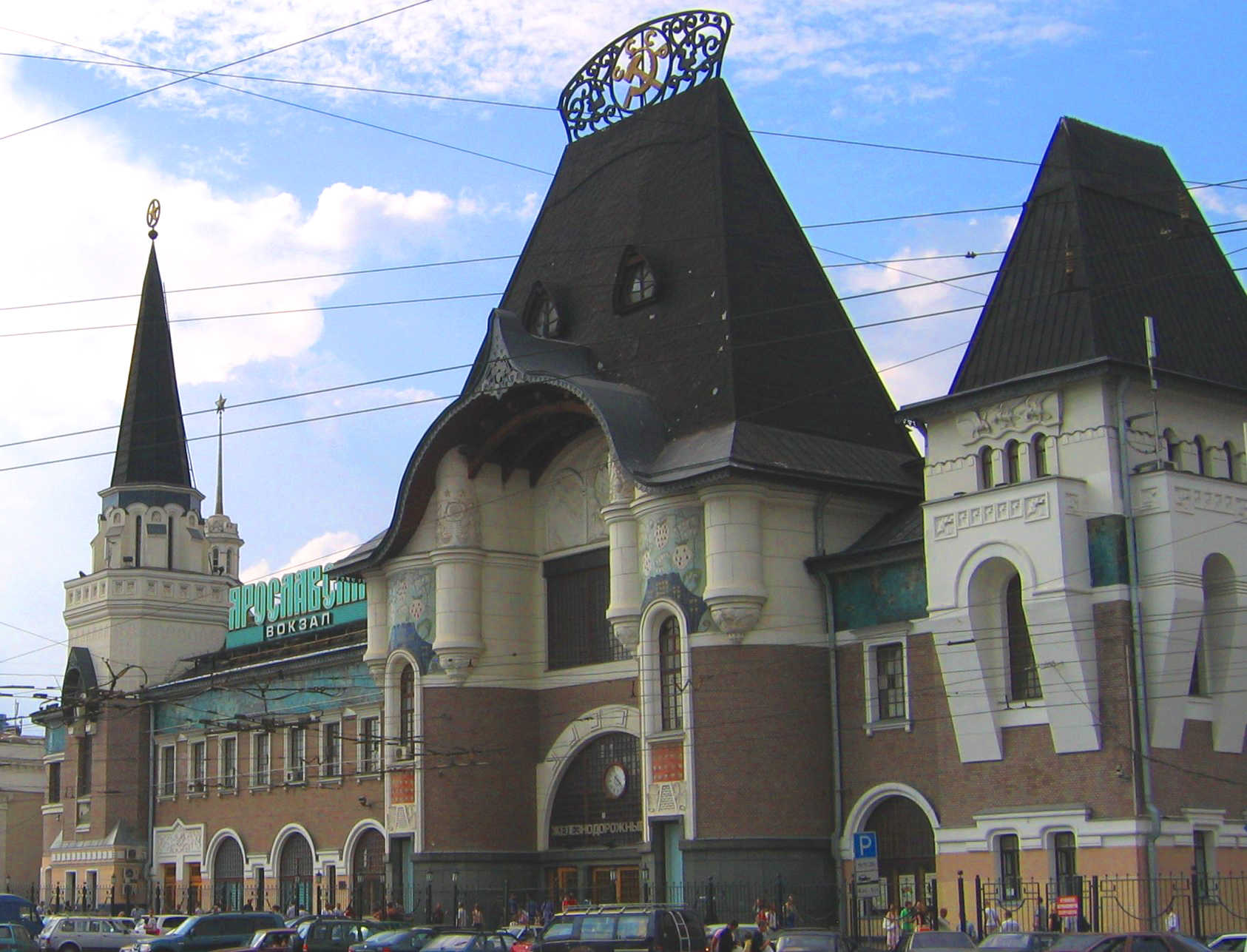
A estação em 2007
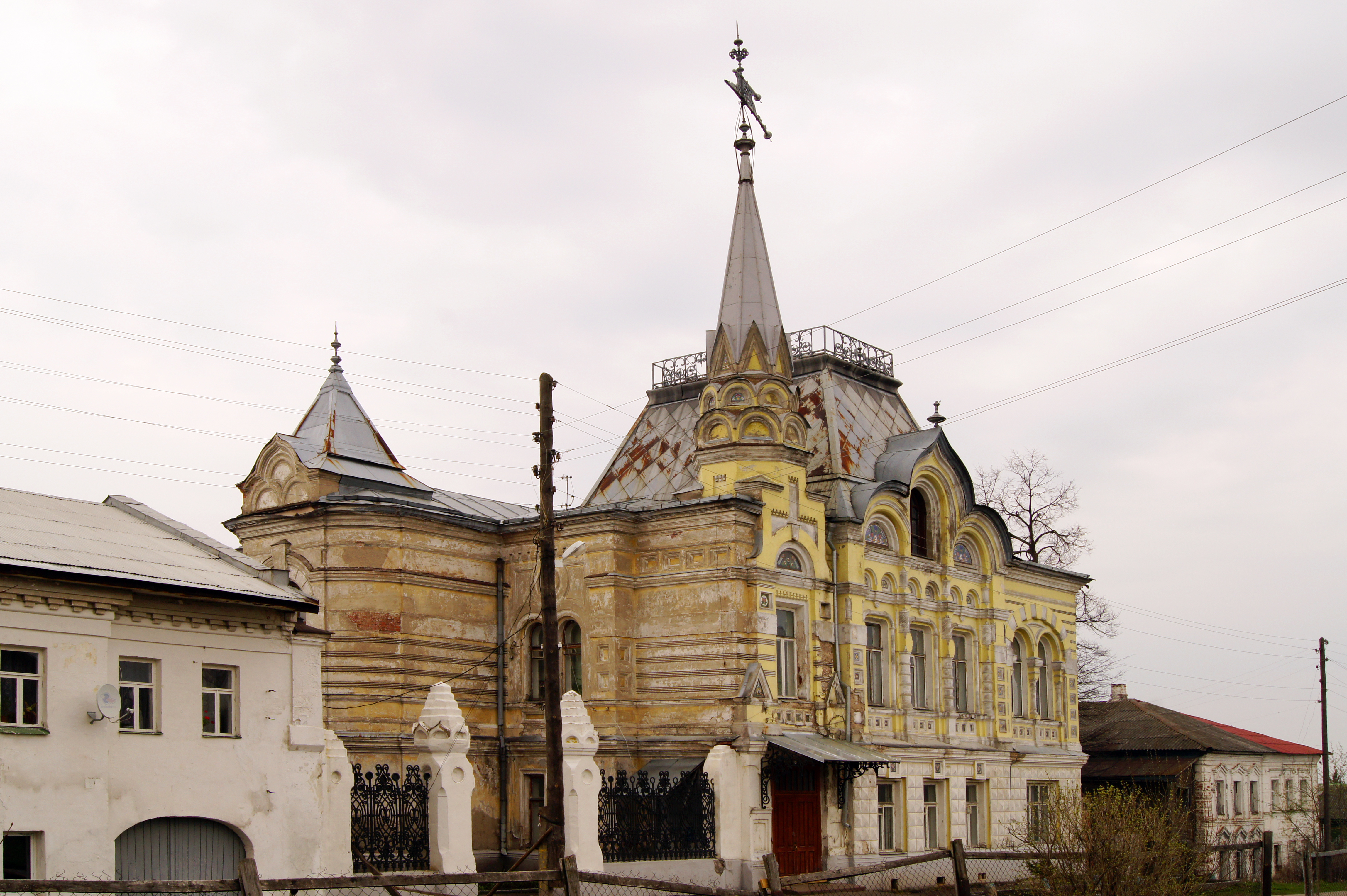
Sítio dos Lokalov em Velikoïe (óblast de Iaroslavl)
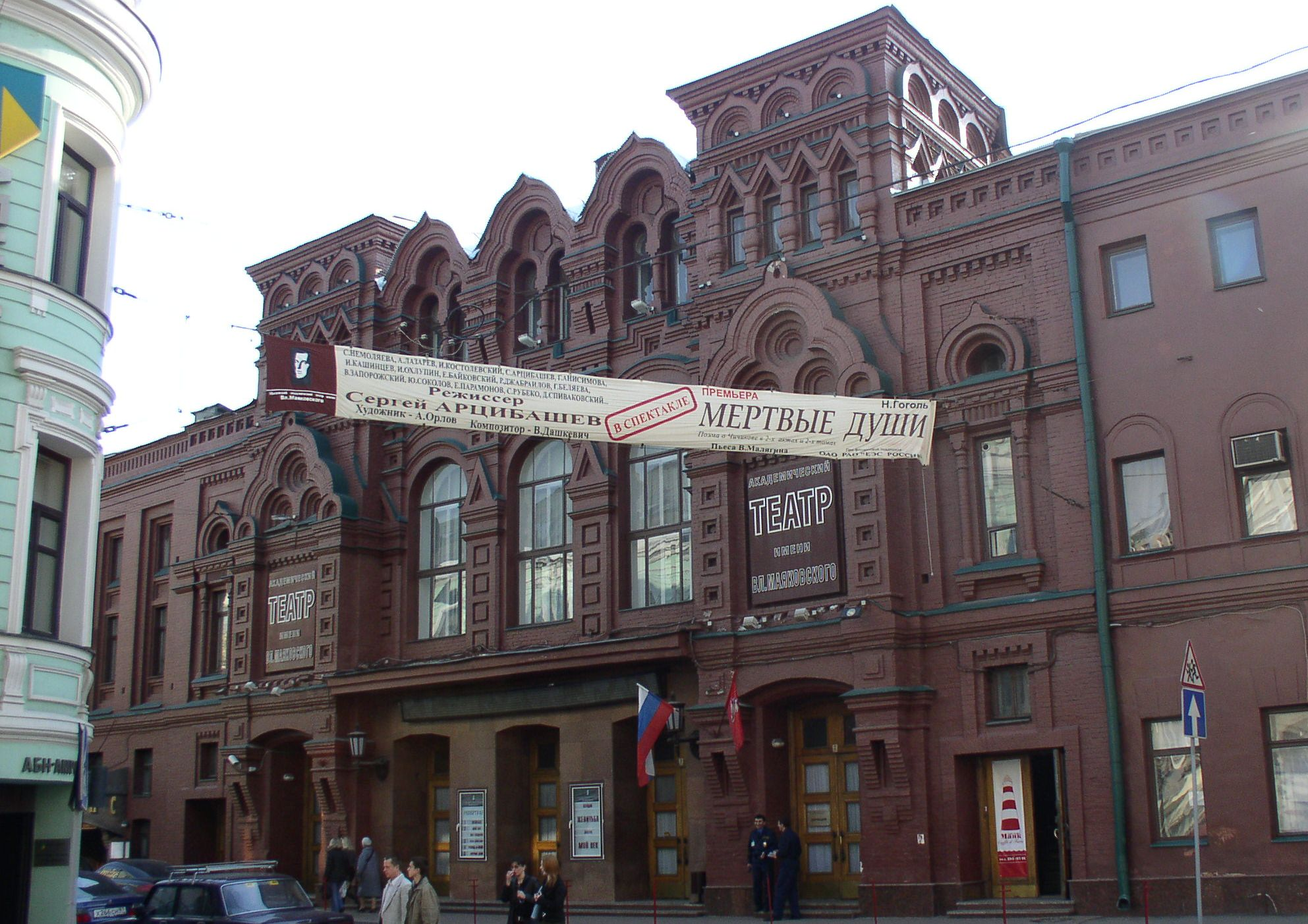
Fachada do teatro Maïakovski (antigo teatro Paradis), em colaboração com Constantin Terski

### Aleksey Shchusev
Ao contrário de seus predecessores, que foram pintores e mais bem amadores no campo da arquitetura, Aleksey Shchusev era arqueólogo e conservador de edifícios, e exercia a arquitetura profissionalmente. Entre 1904 e 1911 restaurou a catedral de São Basílio de Ovruch (século XII) na Ucrânia. A igreja de Kulikovo, perto de Tula (no lugar da batalha de 1380, que marcou o começo da libertação russa do jugo tártaro-mongol) é uma de suas obras neorrussas mais notáveis. A simetria rompe-se por irregularidades como as torres que flanqueiam o portal (que são de diferentes formas). A distribuição das janelas parece ter sido feita a esmo. A igreja extrai de suas imprecisões e irregularidades uma imagem viva, imperfeita e esculpida.
A estação de Kazan em Moscou, iniciada em 1913, foi completada sob o regime soviético em 1926. Usaram-se protótipos de diferentes épocas para diferentes partes da estação que imitavam um grupo de edifícios da arquitetura da antiga Rússia. A torre principal reproduz a torre escalonada do Kremlin de Cazã. Shchushev propôs dotar o interior do edifício com pinturas de artistas da época atraídos pelo art nouveau. Este desejo não se realizou e somente Eugène Lanceray pintou, mais tarde, o teto do restaurante.

O convento de Santas Marta e Maria construiu-se entre 1908 e 1912. Shchushev interpretou a pitoresca arquitetura de Pskov e de Novgorod. Mas, se a silhueta geral é tradicional, o edifício expressa uma emotividade sincera, apesar de certos exageros devido a suas assimetrias e suas formas pitorescas.

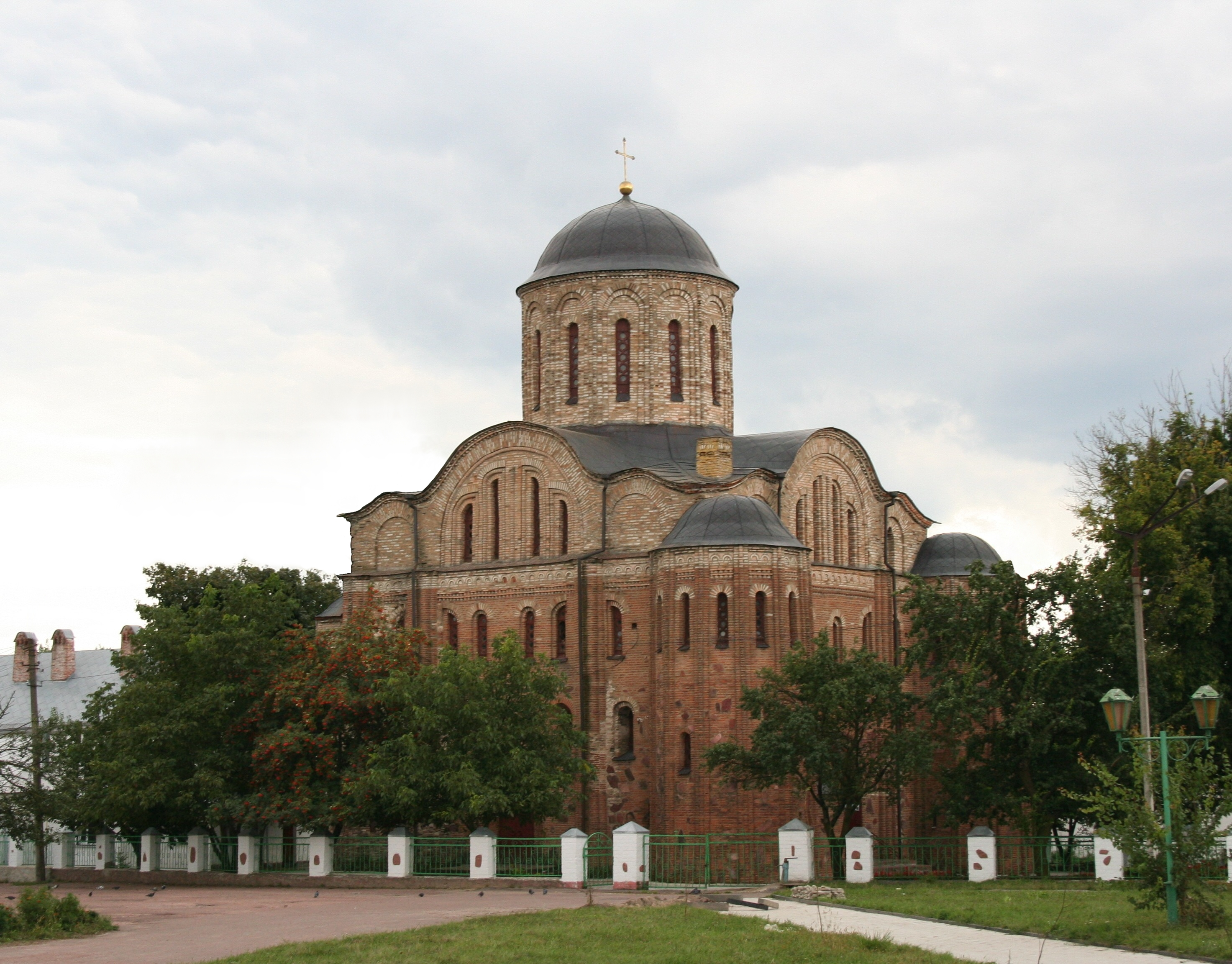
San Basilio em Ovroutch
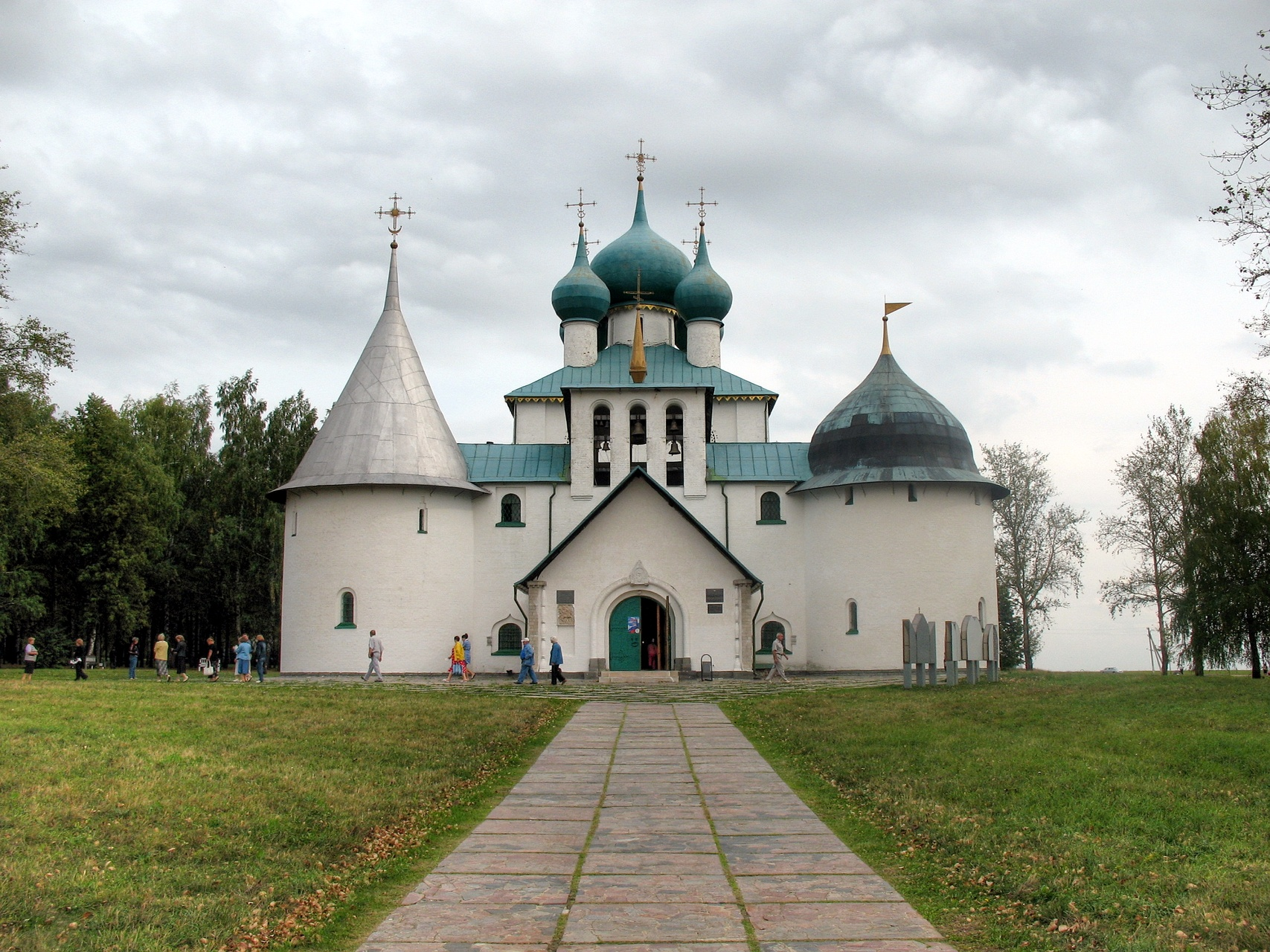
Igreja de Kulikovo
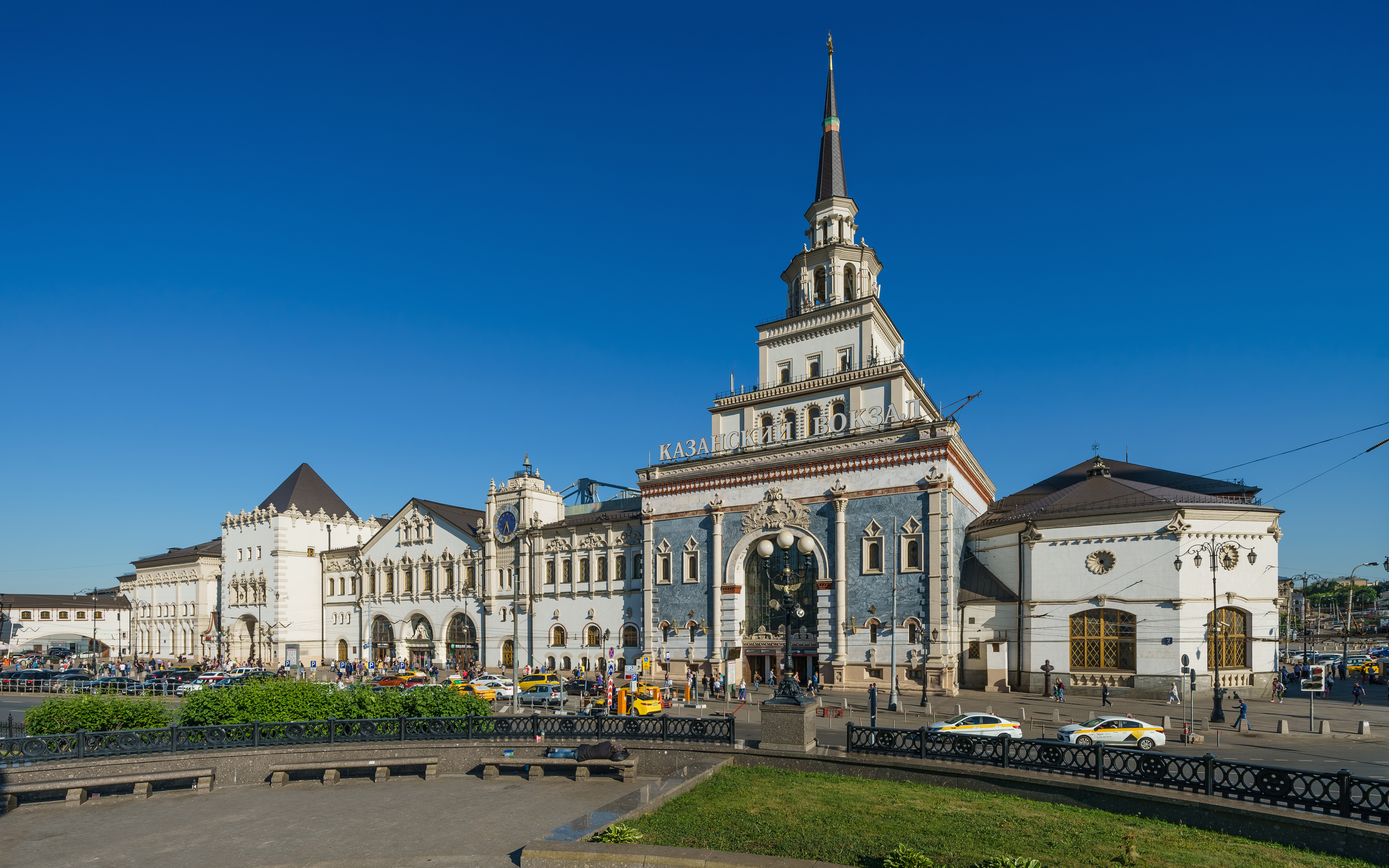
Estação de Kazan em Moscou
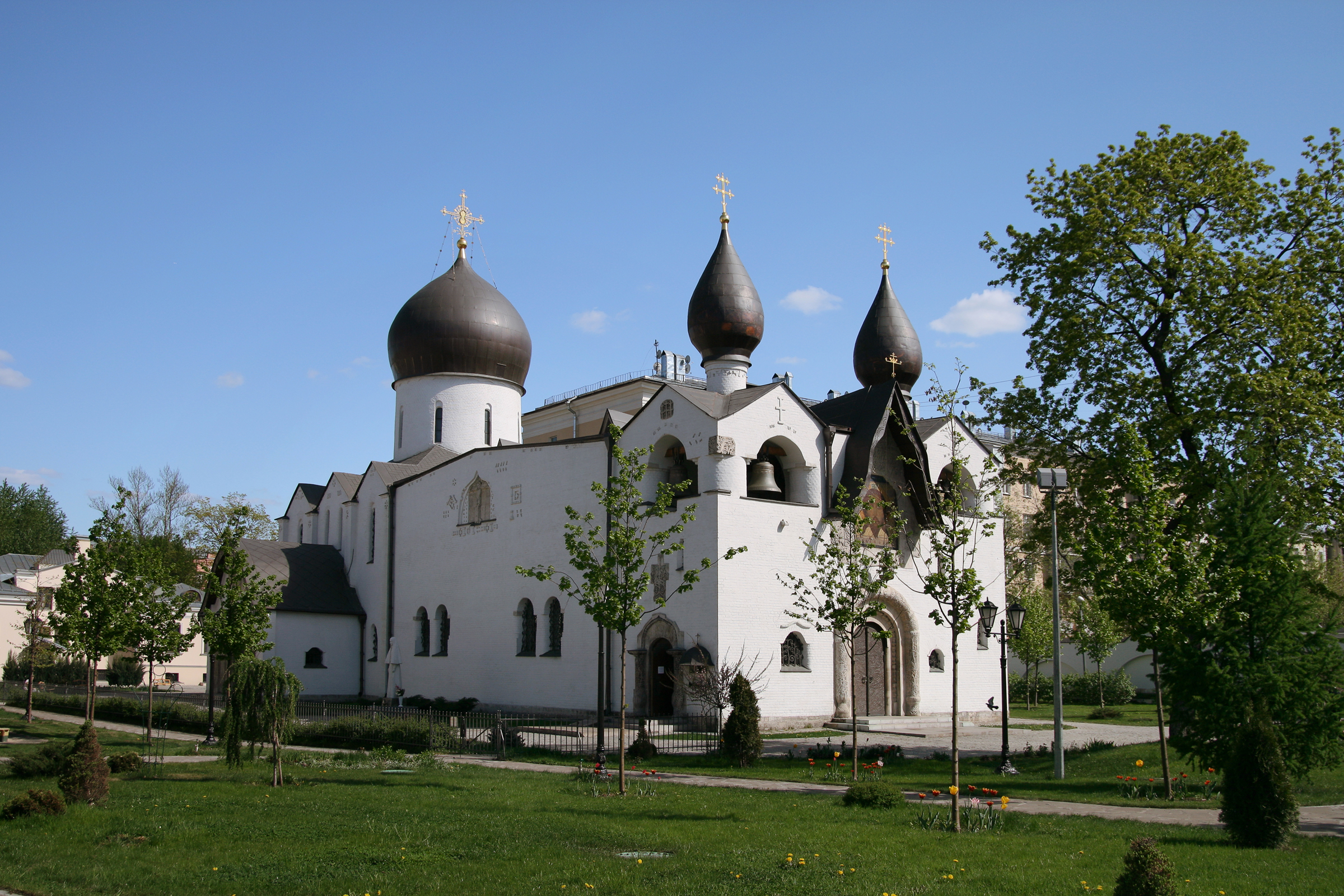
Convento das Santas Marta e María

### Vladimir Pokrovski
Vladimir Pokrovski foi o arquiteto do quartel de Fyodorovsky, construído em Pushkin perto de Tsarskoye Selo. O quartel, que deveria servir para os guardas do último imperador, se concebeu como uma cena ambientada no estilo neorrusso. Seu modelo geral era a arquitetura russa medieval. O complexo era, de fato, uma reprodução em miniatura do Kremlin de Rostov. Seus edifícios estão unidos por muros com torres. Em 1911, a construção de uma catedral foi inclusa nos planos de Pokrovski. Suas formas são robustas e sua forma piramidal está coroada por um enorme bulbo. Estas construções, na véspera da Revolução de Outubro, estavam terminadas no momento e permaneceram parcialmente inacabadas.

A sede da sucursal do Banco do Estado de Nizhny Novgorod (anteriormente, a cidade de Gorky) também é do arquiteto Pokrovsky. Foi construída entre 1910 e 1913. As pinturas murais interiores foram feitas a partir de cartões de Ivan Bilibine.

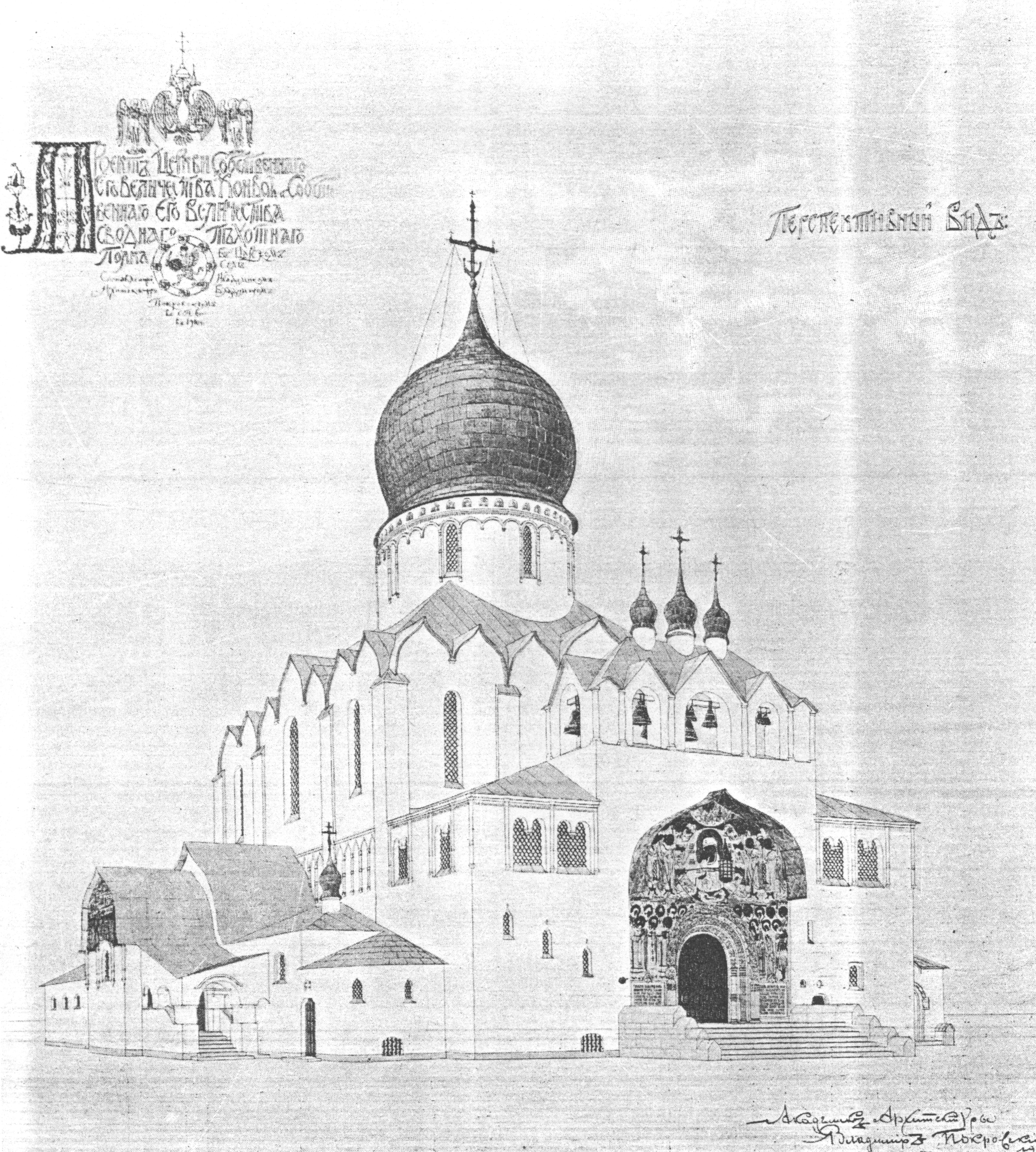
Planta da Catedral de Feodorovsky
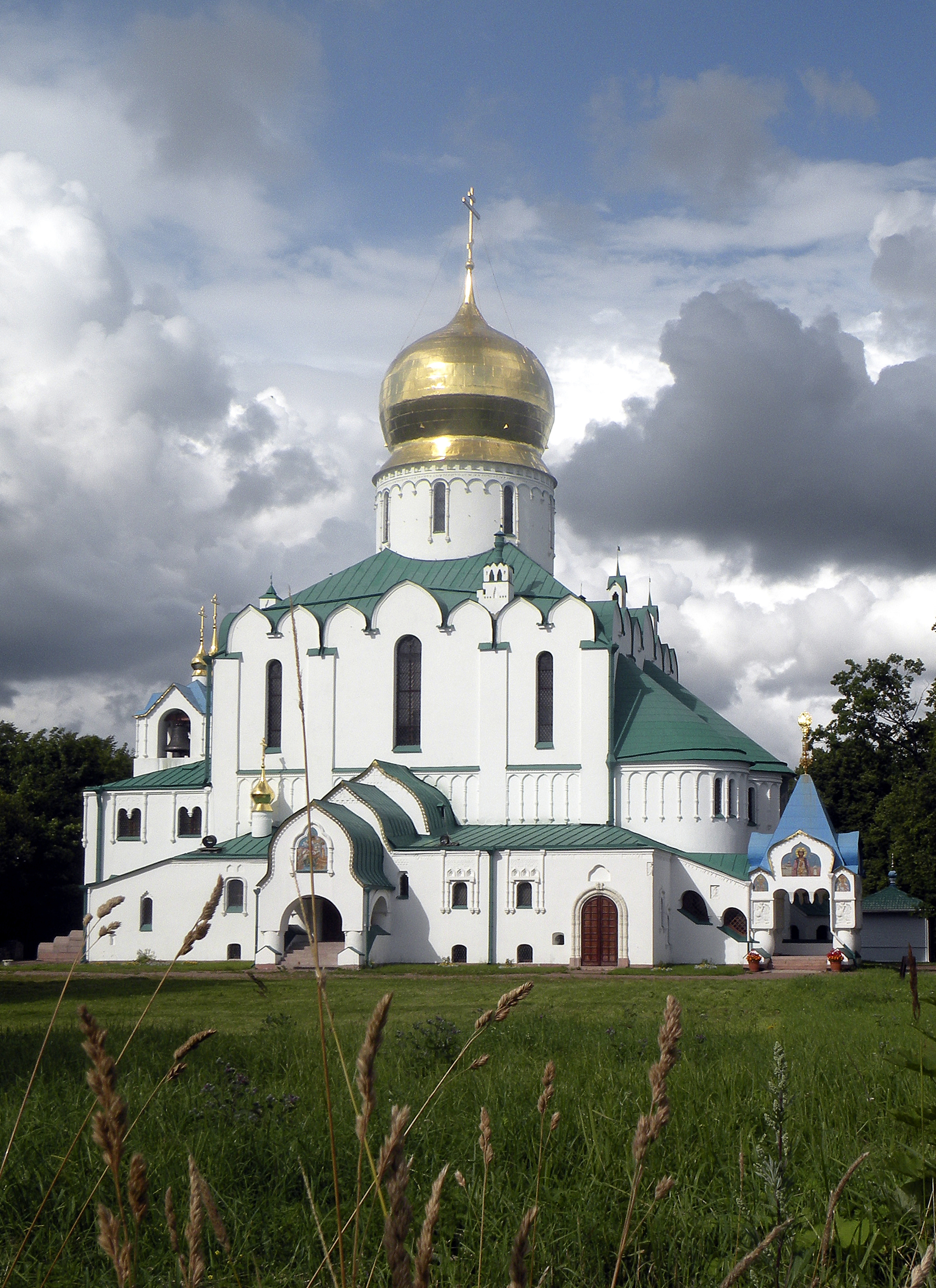
Catedral de Feodorovsky
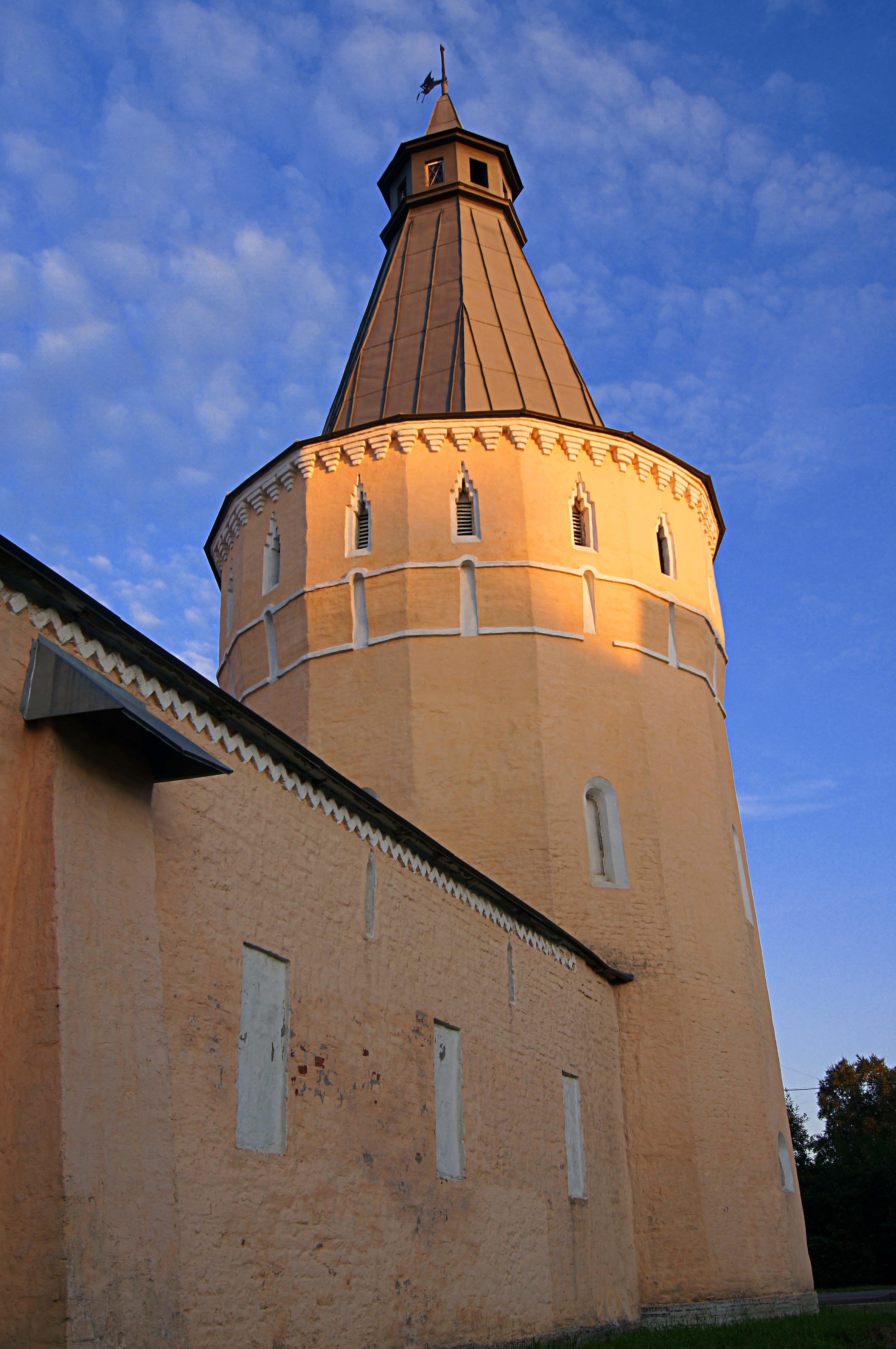
Quartéis de Tsarskoe Selo
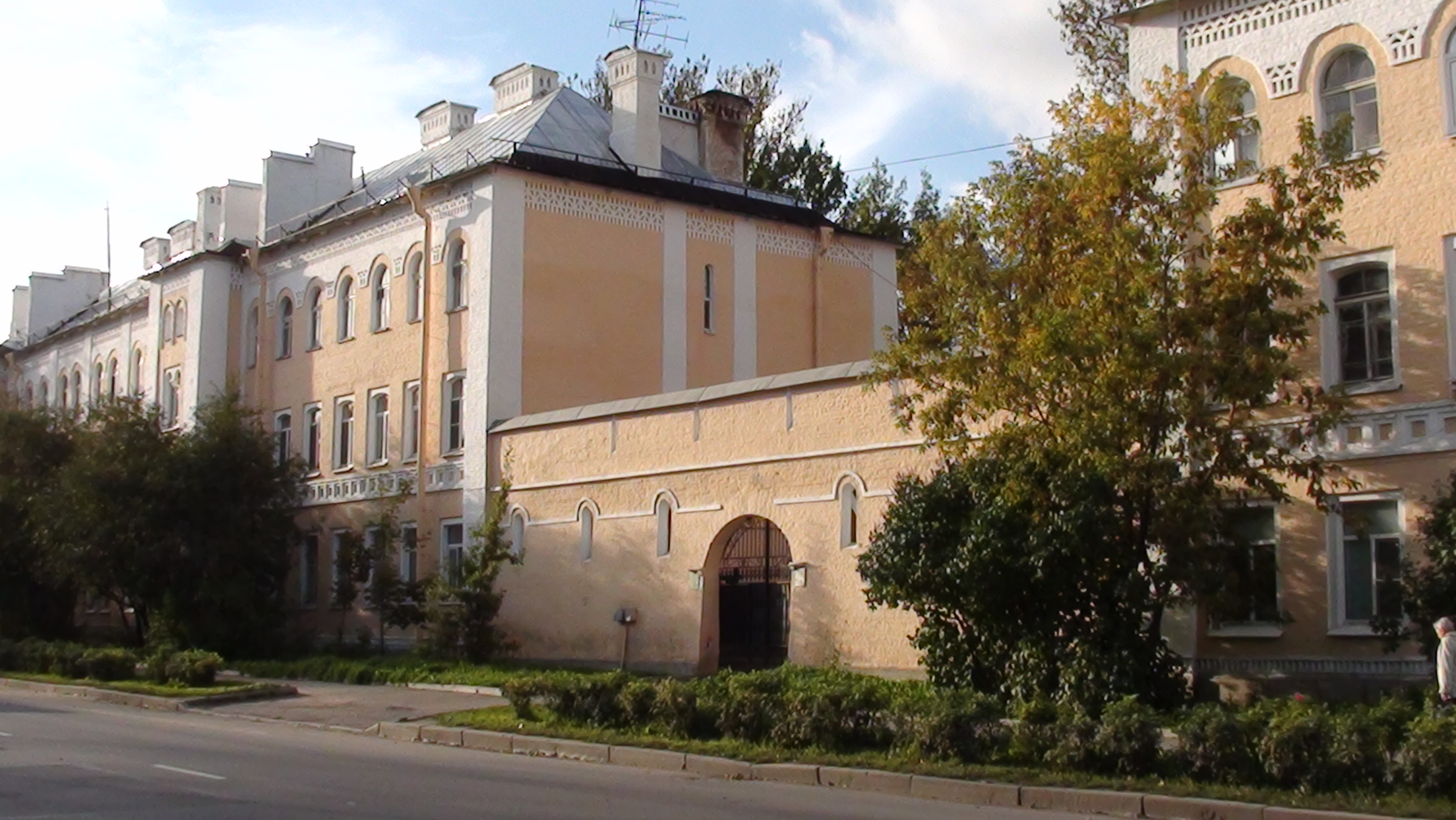
Porta dos quartéis de Tsarskoe Selo
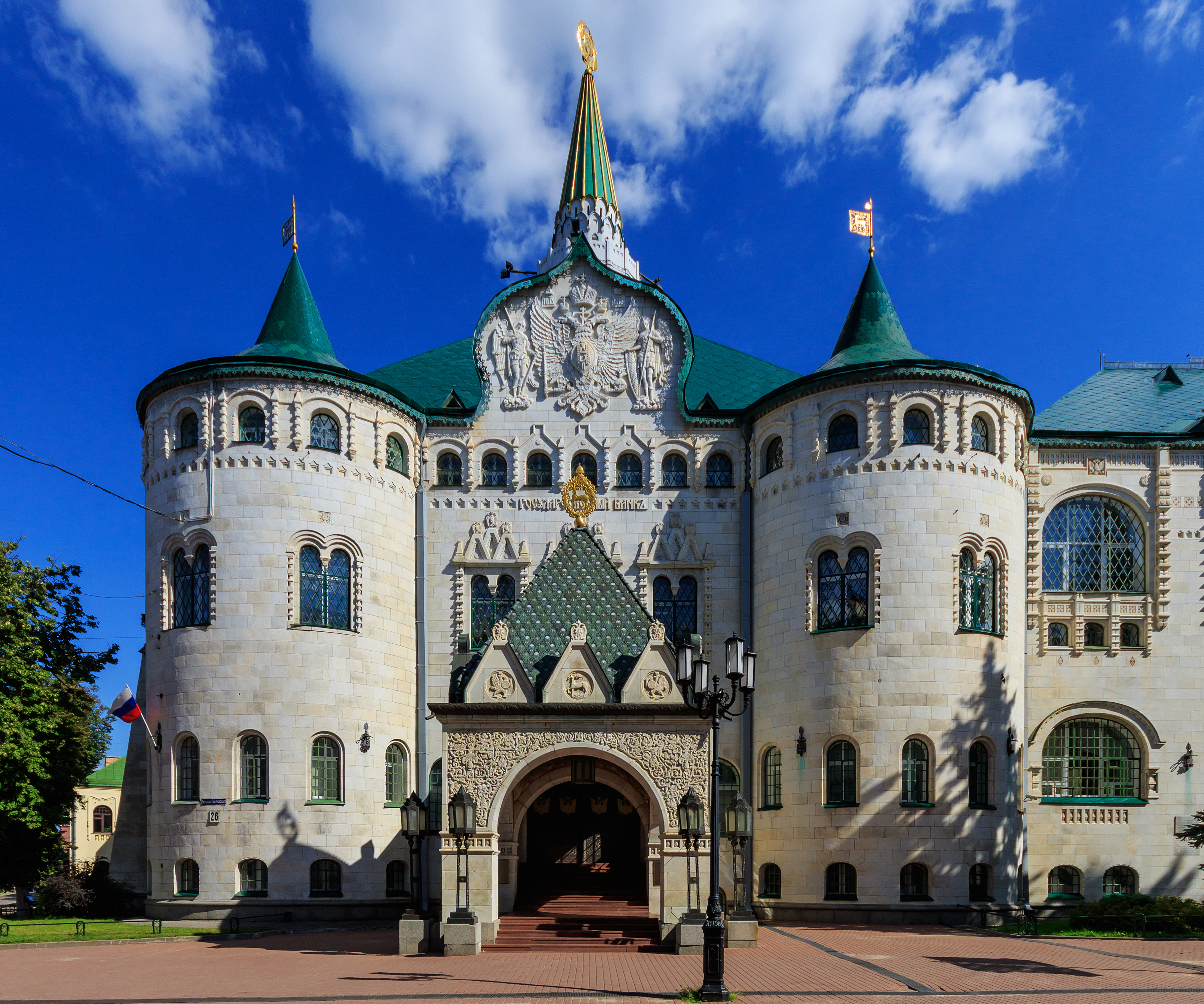
Sede principal do Banco de Estado do Império russo em Nizhny Novgorod